# Portugal
Portugal (portugiesisch Portugal [puɾtuˈɣal], amtlich Portugiesische Republik, portugiesisch República Portuguesa) ist ein europäischer Staat im Westen der Iberischen Halbinsel. In Portugal befindet sich der westlichste Punkt Kontinentaleuropas. Das Land wird im Süden und Westen vom Atlantischen Ozean, im Osten und Norden von Spanien begrenzt. Außerhalb des Festlandes gehören die Inseln der Azoren und Madeira (mit Porto Santo) zum portugiesischen Staatsgebiet.
Portugal ist Gründungsmitglied der NATO (1949) und der OECD (1948) und Mitglied der Vereinten Nationen (seit 1955), des Europarats (seit 1976) und der Schengener Abkommen (seit 1995).
Zum 1. Januar 1986 trat Portugal zusammen mit Spanien den Europäischen Gemeinschaften (EG) bei, aus denen später die Europäische Union (EU) entstand, und zählt außerdem zu den Gründungsstaaten der Eurozone.
Das Land ist für den Weinanbau bekannt, insbesondere für den Portwein, und weltweit bedeutendstes Produktionsland für Rohkork.

## Geographie

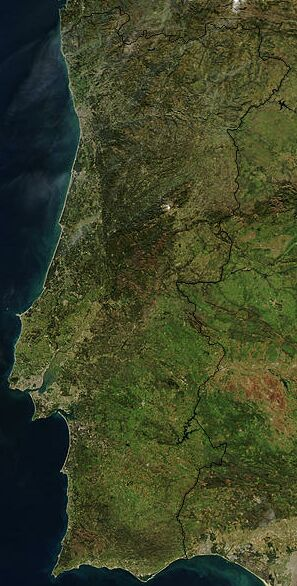
Satellitenbild

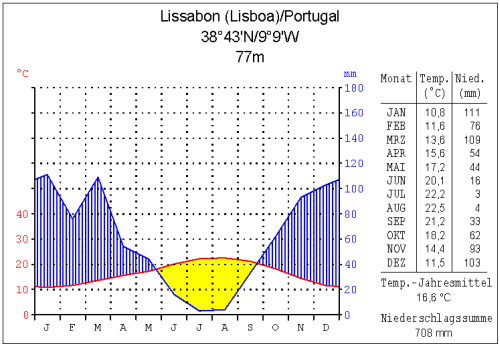
Klimadiagramm Lissabon

Typische Landschaft des Alentejo bei Elvas

Portugal hat im Osten und Norden eine 1224 km lange Grenze zu Spanien und im Westen und Süden eine Küste zum Atlantischen Ozean.

### Norden
Der Norden Portugals hat ein relativ kühles und feuchtes Klima und besteht aus zwei Landschaften: Der Minho im Nordwesten, durch die stark entwickelte Industrie, gehört zu den am dichtesten besiedelten Gegenden des Landes. Die größten Städte des Minho sind Braga, Guimarães, Vila Nova de Famalicão, Barcelos und Viana do Castelo. Der Minho wird wegen seines Klimas und der vergleichsweise üppigen Vegetation als der grüne Garten Portugals bezeichnet. Auf den Hängen der zahlreichen Flusstäler wird vor allem Wein angebaut, der zum Vinho Verde weiterverarbeitet wird. Daneben gedeihen viele Gemüsesorten. Die natürliche Vegetation ist eine Mischung aus der Flora der gemäßigten Klimazone und der subtropischen Flora; je nach Höhenlage gibt es Eichen, Kastanien, Pinien und Olivenbäume.
Im Nordosten liegt Trás-os-Montes (Hinter den Bergen). Diese dem Meer abgewandte Seite Nordportugals ist sehr gebirgig, hat sehr kalte Winter und sehr heiße Sommer. Die Vegetation ist bedeutend weniger üppig als im Minho und wird zur Grenze nach Spanien hin spärlicher. Beiden Landschaften ist gemein, dass ihre Gebirgsmassive, wie z. B. Marão oder Peneda-Gerês, von zahlreichen Flüssen wie dem Rio Minho oder dem Rio Douro durchschnitten werden. Im Norden Portugals liegt der Nationalpark Peneda-Gerês. Dort gibt es noch Restbestände naturbelassener Wälder, in denen sich insbesondere die immergrüne Steineiche findet. Bedeutende Städte im Nordosten sind Vila Real, Bragança, Mirandela und Chaves.

### Zentrum
Die Region Centro, auch Mittelportugal genannt, ist größtenteils hügelig bis gebirgig und hat mit der Serra da Estrela ein beachtliches Gebirge mit Wintersportmöglichkeiten. Der Torre ist mit 1993 m der höchste Berg Kontinentalportugals. Die wichtigsten Landschaften sind die Beiras, die sich im Osten der Region befinden und wo sich die Städte wie Castelo Branco, Guarda und Covilhã befinden, der Ribatejo, welcher sich im Südwesten der Region befindet, über die Metropolregion Lissabon, wo sich Städte wie Santarém, Tomar oder Entroncamento befinden. Die Estremadura ist die westliche Landschaft der Region; dort liegen die Städte Leiria, Caldas da Rainha und Torres Vedras. Die gesamte Region ist sehr fruchtbar und hat ein für den Weinbau günstiges Klima. Die Tradition des Weinbaus reicht bis in die Römerzeit zurück. Daneben werden Getreide, Reis, Sonnenblumen und Gemüse angebaut. Die Region wird durch den Tejo geteilt. Seit dem Bau zahlreicher Staudämme gibt es anders als zuvor kaum noch Überschwemmungen.

### Alentejo
Der Alentejo ist eine trockene und heiße Region des Landes. Die Oberfläche der gesamten Region ist eben bis hügelig. Die Region ist als frühere Kornkammer Portugals bekannt, ist heute nur dünn besiedelt und von Abwanderung von den Dörfern in die Städte der Region oder andere Regionen des Landes gekennzeichnet; weitläufige Getreidefelder mit Olivenhainen und Korkeichen dominieren die Landschaft. Auch Wein und Sonnenblumen werden angebaut. Die Wiesen dienen zur Schafzucht und sind im Frühling mit Blumen übersät. Zum wirtschaftlichen Niedergang haben die länger werdenden Trockenperioden beigetragen, die mit dem Bau von Staudämmen gemildert werden sollen. Umstritten ist die Anpflanzung von schnell wachsenden Eukalyptusbäumen. Diese stellen ein erhöhtes Risiko für Waldbrände dar, trotzdem haben die Anbauflächen zugenommen. Die südlichen Küstenregionen sind häufig von Kiefernwäldern bewachsen. Daneben finden sich zahlreiche Palmenarten, von denen nur die Zwergpalme einheimisch ist. Im Südwesten der Region, im Kreis Odemira, werden diverse Früchte- und Gemüsearten angebaut, die übers ganze Jahr lang wachsen und teils ins europäische Ausland exportiert werden.

### Algarve
Die Algarve ist die Südküste des Landes. Sie ist mit ihren hübschen Städten, den Steilküsten und den Sandstränden mit glasblauem Wasser ein beliebtes Urlaubsziel. Im Laufe der Jahre wurde die Algarve immer beliebter und der Tourismus nahm zu. Die größten Städte der Region sind Portimão, Faro, Loulé, Quarteira und Lagos. Der bestimmende Fluss Rio Guadiana bildet zweimal ein längeres Stück die Grenze zu Spanien. An die große sommerliche Hitze angepasst sind zahlreiche sukkulente Pflanzen.

### Inseln
Zu Portugal gehören auch die Inselgruppen Madeira (Holzinsel) und Azoren (Habichtsinseln) im Atlantik. Sie sind, bis auf die Azoreninsel Santa Maria, Vulkaninseln. Die Inselgruppe Madeira vor der Küste Afrikas hat eine teils tropische und teils subtropische Vegetation. Der höchste Berg Portugals (Ponta do Pico, 2351 m) befindet sich auf der Azoreninsel Pico.
Die bedeutendsten Flüsse Portugals sind der Tejo, welcher in Spanien unter dem Namen Tajo entspringt, der Douro (spanisch Duero) und der Mondego, wobei letzterer nur durch Portugal fließt.
Siehe auch: Liste der Städte in Portugal; Liste portugiesischer Inseln.

### Fauna
Die Tierwelt Portugals unterscheidet sich punktuell, insgesamt aber nur unwesentlich von der Spaniens. Vereinzelt leben hier noch Wölfe, die von Norden her wieder zahlreicher wurden, insbesondere vom Nationalpark Peneda-Gerês her und im Tal des Côa.
Der nur auf der Iberischen Halbinsel verbreitete Pardelluchs war in Portugal nahezu ausgestorben; selten wurden Einzeltiere angetroffen, die vermutlich über die Grenze aus Spanien eingewandert sind. Seit den erfolgreichen Aufzucht- und Auswilderungsprogrammen im Naturpark Guadiana und seit 2022 auch an der Algarve erholt sich die portugiesische Luchspopulation und wurde 2022 auf 200 geschätzt.
Ansonsten finden sich Europäische Wildkatzen, Füchse, Wildschweine, Hirsche, wilde Ziegen sowie Wildkaninchen. Die kleine Wildpferderasse Garranos lebt vor allem im Norden, insbesondere im Nationalpark Peneda-Gerês. Im Landesinneren kommen diverse Schlangen und Skorpione vor, und insbesondere in der Serra da Estrela findet man dort weitere besondere Arten, etwa die Iberische Gebirgseidechse.
Da Portugal auf einer Zugvogelroute nach Afrika liegt, lassen sich zahlreiche Vögel beobachten, darunter insbesondere im Süden die Flamingos; Steinadler leben und jagen in den Küstengebieten. Dort kommen im Wasser ebenfalls besondere Tierarten vor, etwa die giftige Qualle Portugiesische Galeere oder eine der seltenen Delfinpopulationen in Europa, hier vor allem in den Mündungsgebieten von Sado und Tejo.
Unter den speziell portugiesischen Nutztieren sind neben Pferden wie v. a. das Lusitano auch Rinderrassen zu nennen, im Norden das größere Barrosã und das etwas kleinere Cachena, im Süden das Alentejana und das Mertolenga, von denen auch das bekannte Texas Longhorn abstammt. Zudem existieren einige portugiesische Hunderassen, darunter bekannt gewordene wie der portugiesische Wasserhund oder alte Wach- und Hütehunde wie der Cão de Castro Laboreiro oder der Berghund der Serra da Estrela.

## Bevölkerung

### Demografie

Bevölkerungsentwicklung Portugals (in Millionen, 1960–2017)

In Portugal lebten im Jahre 2021 insgesamt 10.344.802 Personen, so das Ergebnis der Volkszählung. Damit hat sich die Bevölkerung seit 1900 verdoppelt.
Die portugiesische Bevölkerung wuchs 2019, 9 Jahre nach dem Beginn der Finanzkrise im Jahre 2010, wieder, nachdem sie seit der Finanzkrise geschrumpft war. Einige der Gründe für das erneute Bevölkerungswachstum sind die Aufnahme von Migranten aus den früheren Kolonien, die Verbesserung und Stabilisierung der wirtschaftlichen Lage, welche die Auswanderung junger Portugiesen und Familien stoppte und die Rückkehr von Portugiesen aus dem Ausland. 2020 und 2021 wurden über 10,34 Millionen Einwohner verzeichnet.
Die Geburtenrate, die vor 1920 noch bei 30 pro 1000 Einwohnern lag, ist bis 2021 auf 8,2 pro 1000 Einwohner gesunken. Die Anzahl der Geburten pro Frau lag 2022 statistisch bei 1,4, die der Europäischen Union betrug 1,5. Regional gibt es hinsichtlich der Bevölkerungsentwicklung erhebliche Unterschiede: Während die Bevölkerung der Algarve, Lissabons und der Azoren wächst, geht jene des Alentejo und im Centro zurück. Innerhalb Portugals gibt es starke Migrationsbewegungen, wobei die Wanderungsbewegungen aus den Regionen des Hinterlandes in Richtung der Großstädte wie Lissabon, Porto, Braga, Leiria, Coimbra, Aveiro und in die Algarve gehen.
Die Bevölkerung Portugals altert: 2021 lebten in Portugal 1,3 Millionen Personen, die jünger als 16 Jahre alt waren, während 2,5 Millionen Personen 65 Jahre oder älter waren. Dieser Trend ist im Hinterland besonders ausgeprägt; der Grund ist die Abwanderung der jüngeren Bewohner in die Großstädte und in die Metropolregionen. Da zahlreiche Portugiesen, die im Ausland gearbeitet haben, für ihren Lebensabend in ihre Heimat zurückkehren, ist die Alterung der Bevölkerung des Landes besonders prägnant. Die Lebenserwartung der Einwohner Portugals ab der Geburt lag 2022 bei 81,6 Jahren (Frauen: 84,5, Männer: 78,8).

### Bevölkerungsstruktur
Portugal ist, bezogen auf die alteingesessene Bevölkerung, in sprachlicher, ethnischer und religiöser Hinsicht ein sehr homogenes Land.
Die portugiesische Sprache wird im ganzen Land gesprochen und nur in den Dörfern von Miranda do Douro wird ein dem Asturischen zugeordneter Dialekt (Mirandesisch) gesprochen, der als Minderheitensprache anerkannt wird.
Die größte einheimische ethnische Minderheit bilden 40.000 bis 50.000 Roma, die sozial und ökonomisch häufig marginalisiert sind. Die erste umfassende offizielle Studie zur portugiesischen Roma-Gemeinde ergab 2017 eine Zahl von gut 37.000 Personen, die sich noch als Roma bezeichnen. Die Studie zeigte eine unterdurchschnittliche Schulbildung, aber auch einige Verbesserungen in der Bildung und Erfolge der verschiedenen Integrations- und Anti-Diskriminierungskampagnen. Die rechtspopulistische Partei Chega thematisiert Ressentiments gegen Roma seit ihrer Gründung 2019 als erste und einzige Partei. Die Politik, vor allem aber zivilgesellschaftliche Akteure und Journalisten verstärken seither Aufklärung und Einordnung der Fakten über die Roma in Portugal.
Die dichteste Besiedelung weist der Küstenstreifen zwischen den zwei Metropolregionen des Landes, Porto und Lissabon, auf. In diesem Streifen lebt knapp 40 % der Bevölkerung; das Hinterland und der Süden Portugals dagegen sind nur dünn besiedelt. Mehr als 10 % der Bevölkerung entfällt auf die zwei größten Städte (Lissabon und Porto), während mehr als die Hälfte in Orten unter 2000 Einwohnern lebt. Der Trend geht in Portugal in Richtung Verstädterung.

### Portugiesen im Ausland
Lange Zeit war Portugal ein Auswanderungsland; 2021 lebten über 20 % der Portugiesen im Ausland. Wichtige Zentren der portugiesischen Kultur in der Diaspora gibt es vor allem in Frankreich, wo allein 1.132.048 Portugiesen leben, aber auch in vielen anderen Staaten, insbesondere Brasilien, Südafrika, Venezuela, Schweiz, an der Ostküste der USA, und zuletzt verstärkt in Angola. In Luxemburg lebten 2012 81.274 Portugiesen, damit stellten sie 16 Prozent der Bevölkerung Luxemburgs. Andererseits war Portugal schon während der Unabhängigkeitskriege seiner Kolonien Zielland für Einwanderer aus den kolonisierten Regionen.

### Ausländische Bevölkerung
| Rang | Staat                  | Bevölkerung (2020) |
| ---- | ---------------------- | ------------------ |
| 1.   | Brasilien              | 204.694            |
| 2.   | Vereinigtes Königreich | 41.944             |
| 3.   | Kap Verde              | 34.039             |
| 4.   | Italien                | 30.819             |
| 5.   | Indien                 | 30.251             |
| 6.   | Rumänien               | 28.911             |
| 7.   | Ukraine                | 27.195             |
| 8.   | Frankreich             | 26.719             |
| 9.   | Angola                 | 25.802             |
| 10.  | Volksrepublik China    | 22.782             |
| 11.  | Nepal                  | 21.545             |
| 12.  | Guinea-Bissau          | 20.357             |
| 13.  | Spanien                | 18.546             |
| 14.  | Deutschland            | 18.340             |
| 15.  | São Tomé und Príncipe  | 11.234             |

Seit dem Beitritt Portugals zur Europäischen Gemeinschaft 1986 und dem damit verbundenen politischen und wirtschaftlichen Wandel ist Portugal verstärkt zu einem Einwanderungsland geworden, wobei die Herkunftsländer der Zuwanderer vor allem in Afrika (Kap Verde, Angola, Guinea-Bissau), Südamerika (Brasilien) sowie in Osteuropa (Ukraine, Rumänien, Russland und Republik Moldau) liegen. Seit dem Russischen Überfall auf die Ukraine 2022 wurden zudem etwa 54.000 ukrainische Staatsbürger und Einwohner der Ukraine als Geflüchtete in Portugal aufgenommen (Stand 17. Oktober 2022). Zuvor hatte Portugal bereits Geflüchtete aus den Bürgerkriegen im Irak und vor allem Syrien aufgenommen, darunter fast 3.000 im Rahmen von internationalen Abkommen von UNO und EU zur Übernahme von Geflüchteten aus Griechenland, Italien und vor allem der Türkei.
Ende 2008 lebten 443.102 ausländische Staatsangehörige in Portugal. Diese stammen zu mehr als der Hälfte aus anderen portugiesischsprachigen Ländern, sind meist katholischen Glaubens und haben deshalb einen ähnlichen kulturellen Hintergrund. Etwa ein Viertel der Ausländer, die in Portugal leben, sind Europäer, wovon ein Teil Rückkehrer sind, also aus Portugal ehemals ausgewanderte Portugiesen, die mit fremder Staatsbürgerschaft zurückgekehrt sind. Ein anderer Teil sind Dauerurlauber, die in Portugal ihren Ruhestand verbringen. Im Jahre 2017 waren 8,5 % der Bevölkerung im Ausland geboren.
Die ausländische Bevölkerung lebt zu mehr als der Hälfte in Lissabon, davon abgesehen konzentriert sie sich auf die Stadtgebiete an der Küste. Im Hinterland liegt der Anteil bei unter 0,5 %.
Die Volkszählung 2021 ergab eine aktuelle Zahl von 555.299 Einwohnern Portugals mit ausländischer Staatsangehörigkeit, die damit aktuell 5,4 % der Gesamtbevölkerung stellen.

### Religion

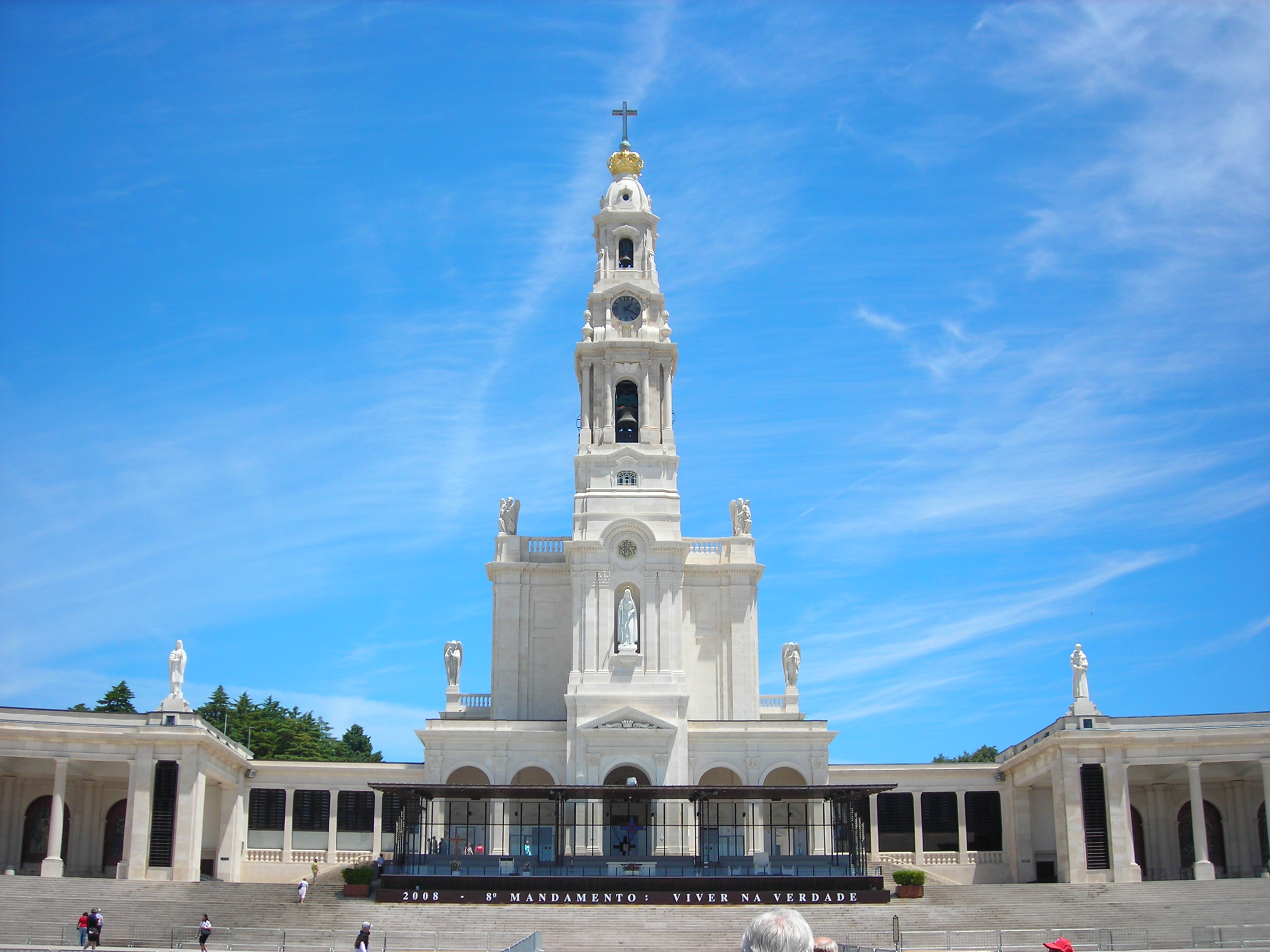
Der Wallfahrtsort Fátima

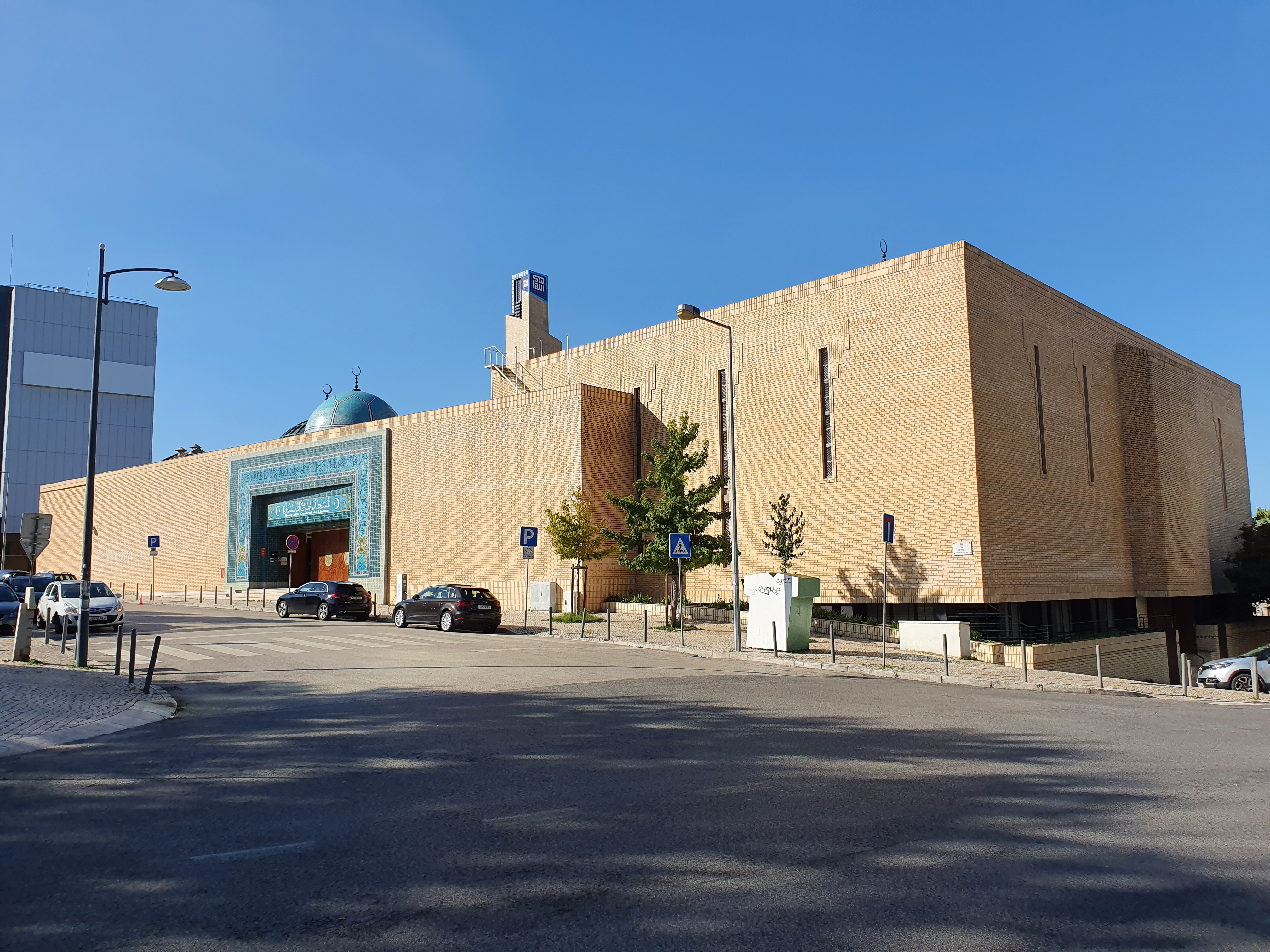
Die Zentralmoschee in Lissabon (Mesquita Central de Lisboa).

Die große Mehrheit der Portugiesen bekennt sich zum römisch-katholischen Glauben, wobei der Anteil an der Gesamtbevölkerung mit Werten zwischen 85 % und 95 % angegeben wird. Daneben existieren weitere christliche Kirchen in Portugal, darunter evangelische Gemeinden, die Zeugen Jehovas, evangelikale Freikirchen (vor allem aus Brasilien) oder auch die anglikanische Lusitanische Kirche von Portugal.
In Portugal herrscht Religionsfreiheit und seit Einführung des „Gesetzes über die Glaubensfreiheit“ (Lei da Liberdade Religiosa) offiziell auch Gleichheit zwischen den Religionen. Die Gleichheit ist aber in der Realität noch nicht erreicht: Die katholische Kirche betreibt in Portugal bedeutende Kultureinrichtungen, eine angesehene Universität, Privatschulen und auch einen Radiosender. Weiter ist das Gesetz über die Glaubensfreiheit nur teilweise auf die katholische Kirche anzuwenden. Ob öffentliche Schulen verpflichtet sein sollen, Religionsunterricht anzubieten, ist in Portugal seit den 1980er Jahren umstritten. 2004 wurde ein neues Konkordat zwischen Portugal und dem Heiligen Stuhl geschlossen. Einerseits hat die Kirche das Recht, Unterricht anzubieten, doch muss eine Zustimmung vorliegen. Auch müssen prinzipiell alle Religionsgemeinschaften das gleiche Recht haben, was praktisch schwierig umzusetzen ist.
In der ersten Verfassung Portugals (1822) wurde der Katholizismus zur Staatsreligion erklärt. Die Verfassung von 1826 schaffte die religiöse Verfolgung ab. Die offizielle Trennung von Staat und Kirche erfolgte mit der republikanischen Revolution von 1910, wobei Konkordate mit dem Vatikan der katholischen Kirche weiterhin weitreichende Privilegien einräumten. 1976 wurde in der Verfassung Portugals (Artikel 41, Absatz 4) der Laizismus in der Verfassung verankert.
Die portugiesische Ausprägung des Katholizismus wird als „menschlich, lyrisch und mit Verständnis für die fleischlichen Dinge des Lebens“ beschrieben. Typisch ist die starke Verehrung der Jungfrau Maria. Wichtigstes Pilgerziel ist der Wallfahrtsort Fátima. Hier soll die Jungfrau Maria 1917 drei Hirtenkindern erschienen sein.
Im Mittelalter spielten zwei weitere Religionen eine bedeutende Rolle in Portugal: Muslimische Mauren und Araber beherrschten ab dem Jahr 711 lange vor allem den Süden des Landes. Nach der Reconquista mussten sie das Land verlassen oder sich den Christen unterwerfen. Sie brachten zahlreiche technische Fortschritte mit sich, wie Verbesserungen im Brunnenbau, Bewässerung, Olivenanbau, Anbau von Zitrusfrüchten, Baumwolle und Zuckerrohr, die Seidenraupenzucht, die Herstellung von Fliesen, Jalousien, Hygiene und Ornamentik. Die Gesellschaft im damaligen Portugal bot auch unterworfenen oder versklavten Mauren die Möglichkeit, gesellschaftlich aufzusteigen; die muslimische Bevölkerung ging in der christlichen auf.
Das Judentum in Portugal hat ebenfalls eine lange Geschichte. So genossen die Juden im Mittelalter den Schutz der portugiesischen Könige. Das durch Handel und Verwaltungsposten in Staat und Kirche erworbene und gesparte Vermögen diente als Grundlage für den Aufbau der portugiesischen Flotte. 1504 und 1506 kam es in Lissabon zu anti-jüdischen Pogromen. Später verbesserte sich die Lage der Juden in Portugal wieder. Die faschistische Salazar-Diktatur etwa beteiligte sich nicht an der Judenverfolgung, und 1938 wurde mit der Sinagoga Kadoorie die größte Synagoge der Iberischen Halbinsel eingeweiht. 2015 erließ Portugal ein Staatsbürgerschafts-Sondergesetz für die Nachfahren der sephardischen Juden, unterstrich die Bedeutung der jüdischen Geschichte Portugals für das Land und entschuldigte sich für das ihnen hier geschehene historische Unrecht.
Lissabon beherbergt eine der größten Hindu-Gemeinden Europas, vor allem dank seiner nepalesischen und indischstämmigen Bewohner. Daneben existieren in Portugal andere Glaubensrichtungen, darunter der Buddhismus, mit dem Verband União Budista Portuguesa als Zentralorgan (siehe dazu auch portugiesisch-tibetische Beziehungen).
Eine repräsentative Umfrage im Auftrag der Europäischen Kommission im Rahmen des Eurobarometers ergab 2020, dass für 47 Prozent der Menschen in Portugal Religion wichtig ist, für 37 Prozent ist sie weder wichtig noch unwichtig und für 15 Prozent ist sie unwichtig.

### Bildung

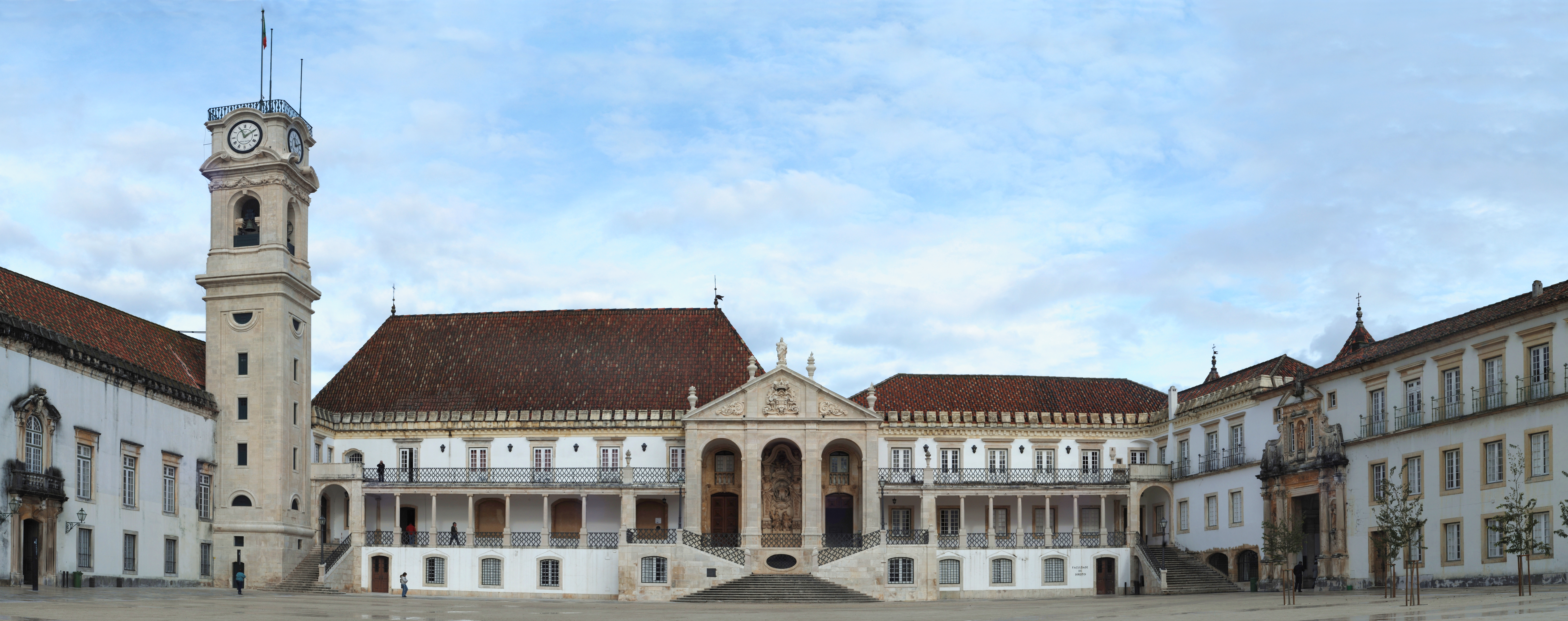
Die Universität von Coimbra zählt zu Europas bedeutendsten Forschungsuniversitäten

Bis zur Nelkenrevolution 1974 wurde Bildung vernachlässigt; nach der Revolution ging der Aufbau des Bildungssystems nur langsam voran. Dies macht sich bis heute bemerkbar: Im Jahr 2000 verfügten beispielsweise nur ungefähr ein Zehntel der Dreißigjährigen über einen Hochschulabschluss. Damit lag Portugal unter den EU-Mitgliedern vor der Osterweiterung mit großem Abstand weit zurück. Die Analphabetenquote liegt um 4,6 % (3,1 % bei Männern, 5,9 % bei Frauen). Im PISA-Ranking von 2015 erreichen Portugals Schüler Platz 29 von 72 Ländern in Mathematik, Platz 22 in Naturwissenschaften und Platz 21 beim Leseverständnis. Portugal liegt damit über dem Durchschnitt der OECD-Staaten.
Das Schulsystem besteht aus einer vierjährigen Grundschule und einer fünfjährigen Oberschule. Für Kinder ab dem sechsten Lebensjahr besteht eine gesetzlich festgelegte neunjährige Schulpflicht. Der Pflichtschulunterricht ist an staatlichen Schulen kostenlos. Für den Unterricht an einer der vergleichsweise zahlreichen privaten Schulen können bedürftige Familien Unterstützung erhalten.
Wer nach der Oberschule die dreijährige Escola Secundária absolviert, bekommt die Universitätsreife und kann zwischen mehreren Möglichkeiten des Hochschulstudiums wählen: Hochschulbildung wird in Portugal von staatlichen und privaten Universitäten (universidades) sowie staatlichen und privaten Fachhochschulen (escolas politécnicas) angeboten. Zur Förderung abgelegener Gebiete wurden in vielen mittleren Städten Hochschulen eingerichtet. In jedem Fall ist eine Aufnahmeprüfung zu absolvieren und es sind Studiengebühren zu entrichten, die bei privaten Schulen höher sind als bei staatlichen. Sie sind je nach Fachrichtung unterschiedlich, für staatliche Einrichtungen bis zu 850 Euro jährlich. Trotzdem ist etwa ein Drittel der Studenten bei einer privaten Institution eingeschrieben. Zusätzlich zu den Einschreibegebühren sind propinas, Gebühren für die Vergabe von Zeugnissen und Diplomen zu zahlen. Etwa 20 % der Studenten kommen in den Genuss einer einkommensabhängigen staatlichen Unterstützung.

### Gesundheit
Mit dem steuerfinanzierten Serviço Nacional de Saúde steht seit 1979 allen Einheimischen und Besuchern ein, bis auf meist geringe Zuzahlungen, weitgehend kostenloses Gesundheitssystem zur Verfügung, wie es die portugiesische Verfassung von 1976 festgeschrieben hat. Daneben bestehen berufsständische und private Gesundheitssysteme. Die Gesundheitsausgaben des Landes betrugen im Jahr 2022 10,6 % des Bruttoinlandsprodukts. Im Jahr 2020 praktizierten in Portugal 56,2 Ärztinnen und Ärzte je 10.000 Einwohner. Die Sterblichkeit bei unter 5-jährigen betrug 2022 3,2 pro 1000 Lebendgeburten. Die Lebenserwartung der Einwohner Portugals ab der Geburt lag 2022 bei 81,6 Jahren (Frauen: 84,5, Männer: 78,8). Die Lebenserwartung stieg von 76,3 Jahren im Jahr 2000 bis 2022 um 7 %.
Der öffentliche Rettungsdienst INEM deckt Kontinentalportugal mit einem einheitlichen Notfalldienst ab.

## Landesname
Der Name Portugal entstammt dem vom Römischen Imperium angelegten Hafen Porto, lateinisch Portus Cale (lateinisch portus bedeutet „Hafen“). Es ist umstritten, was mit Cale gemeint ist. Einige Gelehrte meinen, Cale beziehe sich auf die Gallaeker (altgriechisch Καλλαικοί Kallaikoi, lateinisch Callaici oder Callaeci) – „Hafen der Galläker“. Andere meinen, es handele sich um ein Überbleibsel von lateinisch calidus, was „warm“ bedeutet – „Warmer Hafen“. Andere Historiker haben vermutet, die Griechen hätten als Erste dort gesiedelt und das altgriechische Wort καλός kalós für „schön“ sei namensgebend gewesen – „Schöner Hafen“. Anm. Im Mittelalter wurde Portus Cale zu Portucale, später Portugale, wobei der Name im 7. und 8. Jahrhundert nur die nördlichen Teile des Landes bezeichnete, also die Region zwischen den Flüssen Douro und Minho.

## Geschichte
Das im 12. Jahrhundert gegründete Königreich Portugal initiierte im 15. Jahrhundert das Zeitalter der Entdeckungen und stieg zum ersten weltumspannenden Weltreich auf. Das Königreich schuf das erste und eines der größten Kolonialreiche mit Besitzungen in Afrika, Asien und Südamerika, dessen Niedergang im Laufe des 17. Jahrhunderts eingeläutet wurde. 1910 kam es durch einen militärischen Aufstand zum Sturz der portugiesischen Monarchie, der König Manuel II. ins Exil zwang. Die Erste Portugiesische Republik trat am 5. Oktober 1910 in Kraft und bestand bis zum Militärputsch von General Gomes da Costa im Jahr 1926. Danach stand das Land für mehr als 40 Jahre unter der autoritären Diktatur von António de Oliveira Salazar. Die Nelkenrevolution vom 25. April 1974 führte zum Sturz des Regimes und eröffnete den Weg zur demokratischen Dritten Republik. Zudem leitete sie das Ende des am längsten bestehenden Kolonialreichs ein, das 1975 aufgelöst wurde.

### Frühgeschichte bis Antike

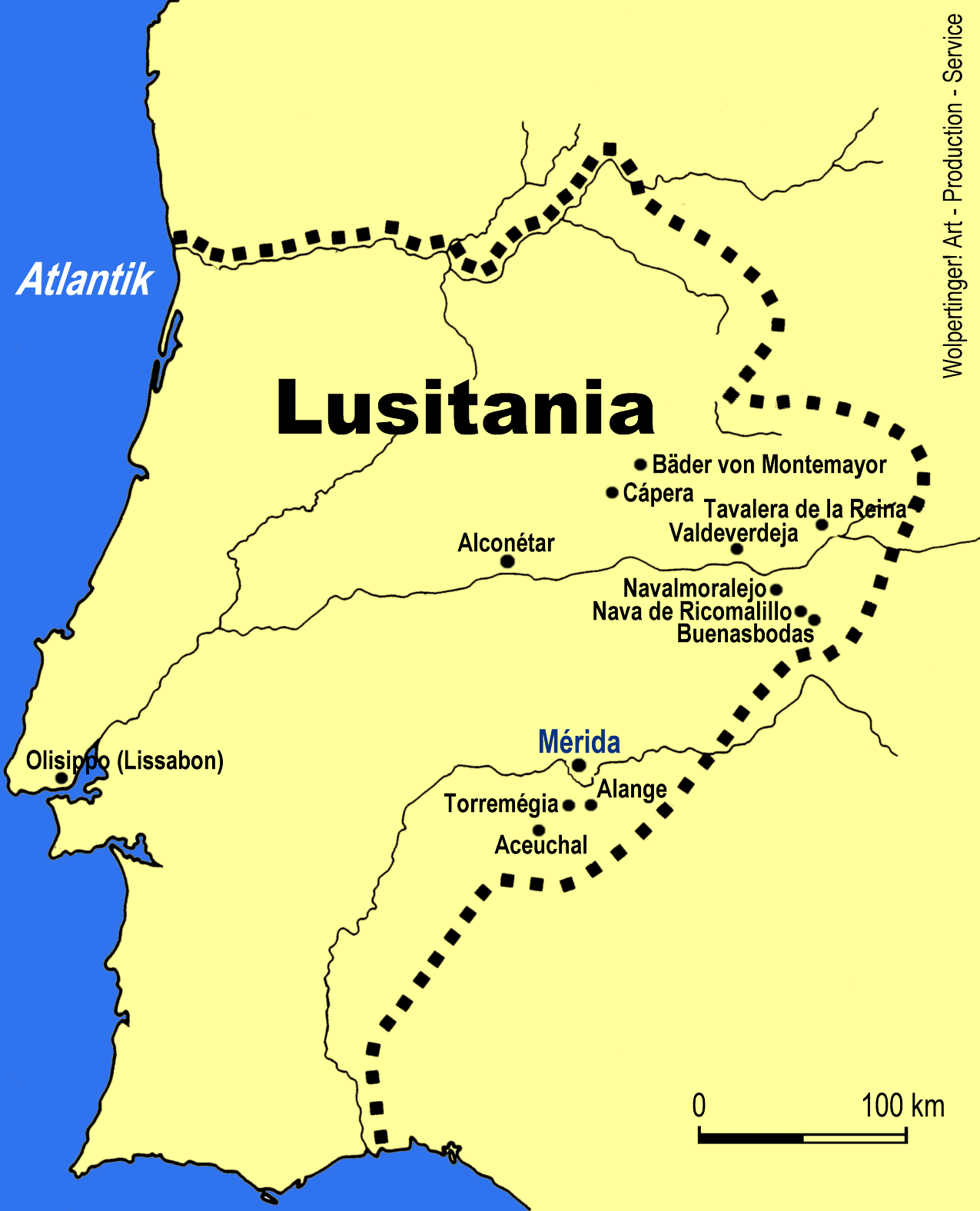
Die römische Provinz Lusitania im Südwesten der iberischen Halbinsel

Es wird geschätzt, dass Portugal bereits vor 500.000 Jahren durch Homo heidelbergensis und später durch den aus Homo heidelbergensis hervorgegangenen Neandertaler besiedelt war. Aus einer Höhle (Lapa do Picareiro) unweit der Atlantikküste in Zentralportugal stammt der früheste Hinweis auf eine Besiedelung des westlichsten Europas durch anatomisch moderne Menschen (Homo sapiens). Entdeckt wurden Steinwerkzeuge, die auf ein Alter von 41.100 bis 38.100 Jahren (cal BP) datiert wurden. Felszeichnungen aus der Altsteinzeit, die die weltweit bedeutendsten ihrer Art sind, wurden auf ein Alter zwischen 22.000 und 8.000 Jahren vor heute datiert. Der Übergang zur Jungsteinzeit erfolgte zwar spät, dafür setzte sich speziell in Südportugal die Kupferverarbeitung besonders schnell durch. Erste Handelsbeziehungen mit anderen Regionen Europas sind für diese Zeit belegt. Ab 800 v. Chr. gründeten Phönizier Handelsstützpunkte an der Algarve. Ab etwa 600 v. Chr. gründeten Griechen im östlichen und nordöstlichen Bereich mehrere kleine Siedlungen. Frühestens ab dem 6. bis 3. Jh. v. Chr. wanderten in mehreren Wellen Kelten ein, die sich mit den Iberern vermischten. Neben den Kelten wird der Stamm der Lusitaner genannt, der den Römern als besonders wehrhaft galt und im Lateinischen namensgebend für das Land werden sollte. Die Vermischung der Kelten mit der einheimischen Kultur erschuf die Keltiberer.

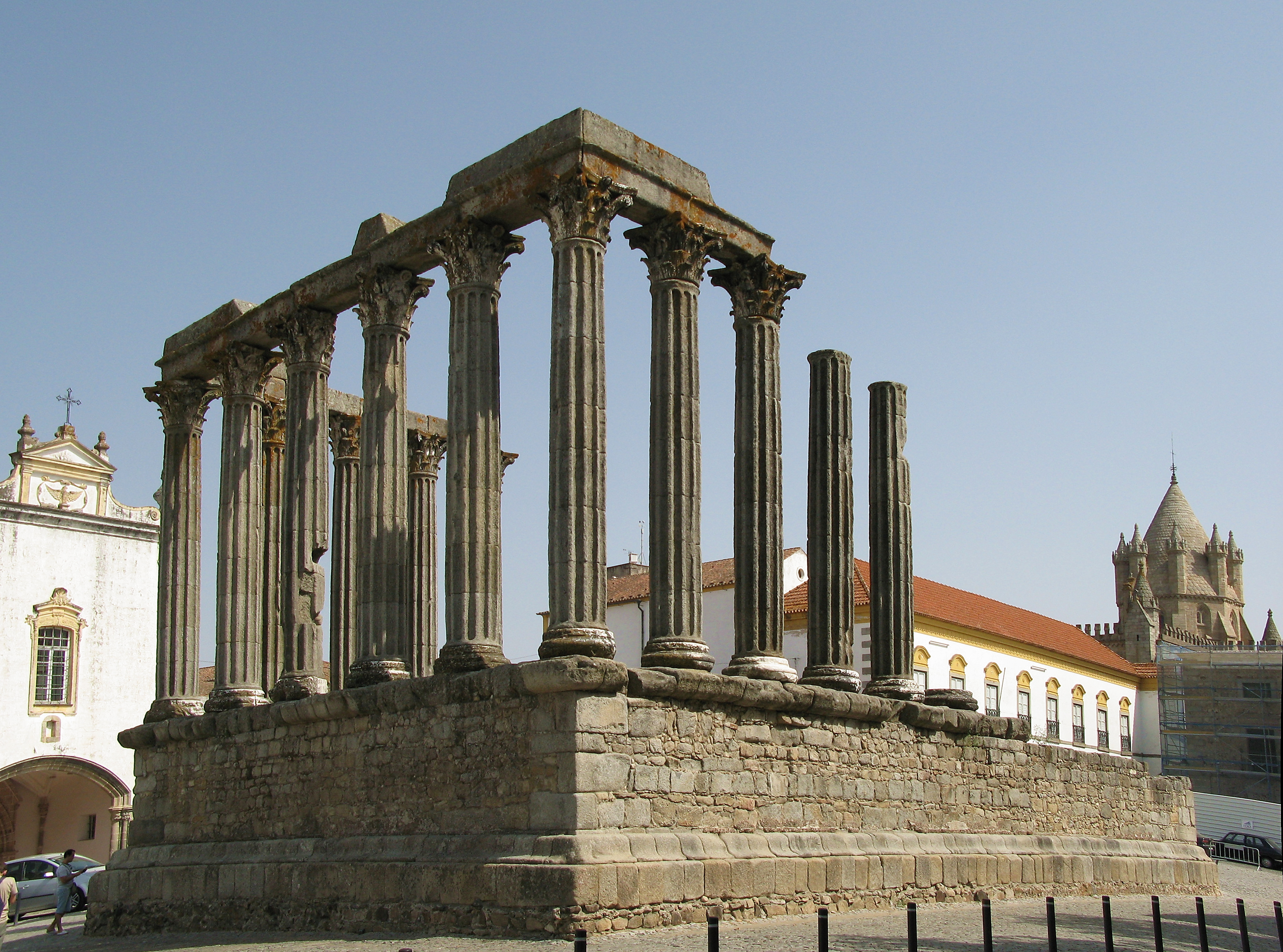
Der römische Diana-Tempel in Évora, einer der besterhaltenen des Landes

Ab 450 v. Chr. wurde die südliche iberische Halbinsel von Karthago kolonisiert. Bis 206 v. Chr. gelang es den Römern, die Karthager zu vertreiben. Im Verlaufe des Zweiten Punischen Krieges, an dem zahlreiche lusitanische Söldner von Karthago eingesetzt wurden, kam es zu einer Gegeninvasion Roms auf der iberischen Halbinsel und damit zu einer Romanisierung. Von den Römern wurde das Territorium Portugals zunächst als Provinz Hispania ulterior, ab der Regierungszeit von Augustus unter dem Namen Lusitania verwaltet, die neben dem Großteil des heutigen Portugal weitere Gebiete im Westen des heutigen Spanien umfasste. In Nord- und Nordostportugal trafen die römischen Eroberer auf starken Widerstand; erst ab 19 v. Chr. galt die Region als unterworfen. Danach kam es zu starker Romanisierung, Städte nach römischem Vorbild, Römerstraßen, Villae und Bergwerke entstanden, mit den Siedlern kam das Vulgärlatein ins Land, aus dem später die portugiesische Sprache entstand, und auch das Christentum. Die römische Herrschaft endete in der Völkerwanderungszeit; Sueben (ab 409), Alanen, Vandalen und vor allem Westgoten (ab 416) fielen ein und gründeten kurzlebige Reiche auf dem Gebiet des heutigen Portugal. Nur die Sueben konnten sich länger halten, ihr Reich um Braga wurde jedoch 456 durch den König der Westgoten Theoderich II. und ein zweites Mal 585 deren König Leovigild zerstört.

### Maurische Herrschaft bis Kolonialmacht Portugal

Iberische Halbinsel (um 1036); Portugal existierte noch nicht.

Im Jahr 711 besiegte ein von Tāriq ibn Ziyād geführtes Berberheer die Armee von Westgoten-König Roderich. Bis 716 war das ganze Territorium des Westgoten-Reiches unter Kontrolle der Umayyaden, Lusitanien wahrscheinlich schon 713. Al-Andalus und vor allem das Emirat, später Kalifat von Córdoba wurde teils von sehr fähigen und erfolgreichen Herrschern wie Abd ar-Rahman I., Abd ar-Rahman III. oder al-Hakam II. geführt und gehörte zu den fortschrittlichsten Reichen seiner Zeit. Nach seinem Zerfall in mehrere Taifas gehörte der Großteil Lusitaniens zur Taifa von Badajoz, der äußerste Süden zu Sevilla und zu anderen Kleinkönigreichen. Es kam zu einer Einwanderung von berberischen Siedlern, klimatisch bedingt vor allem in den Süden der Halbinsel. Der maurische Einfluss auf Kultur und Sprache Portugals war stark und nachhaltig.
Das Königreich Asturien war für die Mauren nicht von Interesse. Von hier ausgehend begann im 9. Jahrhundert die christliche Reconquista der Territorien des späteren Portugal. Im Jahr 868, während einer Schwächephase des Emirates von Córdoba, wurde Portucale erobert (Presúria), 879 Coimbra. Mit der Presúria von Portucale durch Vímara Peres entwickelte sich in der Gegend um Porto als Teil des Königreiches Asturien-León eine „erste“ Grafschaft Portucale (Condado Portucalense). Nachkommen aus der Familie von Vímara Peres herrschten in dieser Region bis 1071; es kam zum Wiederaufbau von Braga und zum Bau der Festung von Guimarães. 1071 wurde eine Revolte des letzten Grafen von Portucale, Nuno Mendes, gegen den 1065 zum König von Galicien und Portugal ernannten Garcia niedergeschlagen. Der König von León belehnte um 1095 Heinrich von Burgund mit Portucale und Coimbra. Es entstand eine, ebenfalls als Condado Portucalense bezeichnete, „zweite“ Grafschaft Portucale, die direkt zur Gründung des unabhängigen Königreiches von Portugal führte.

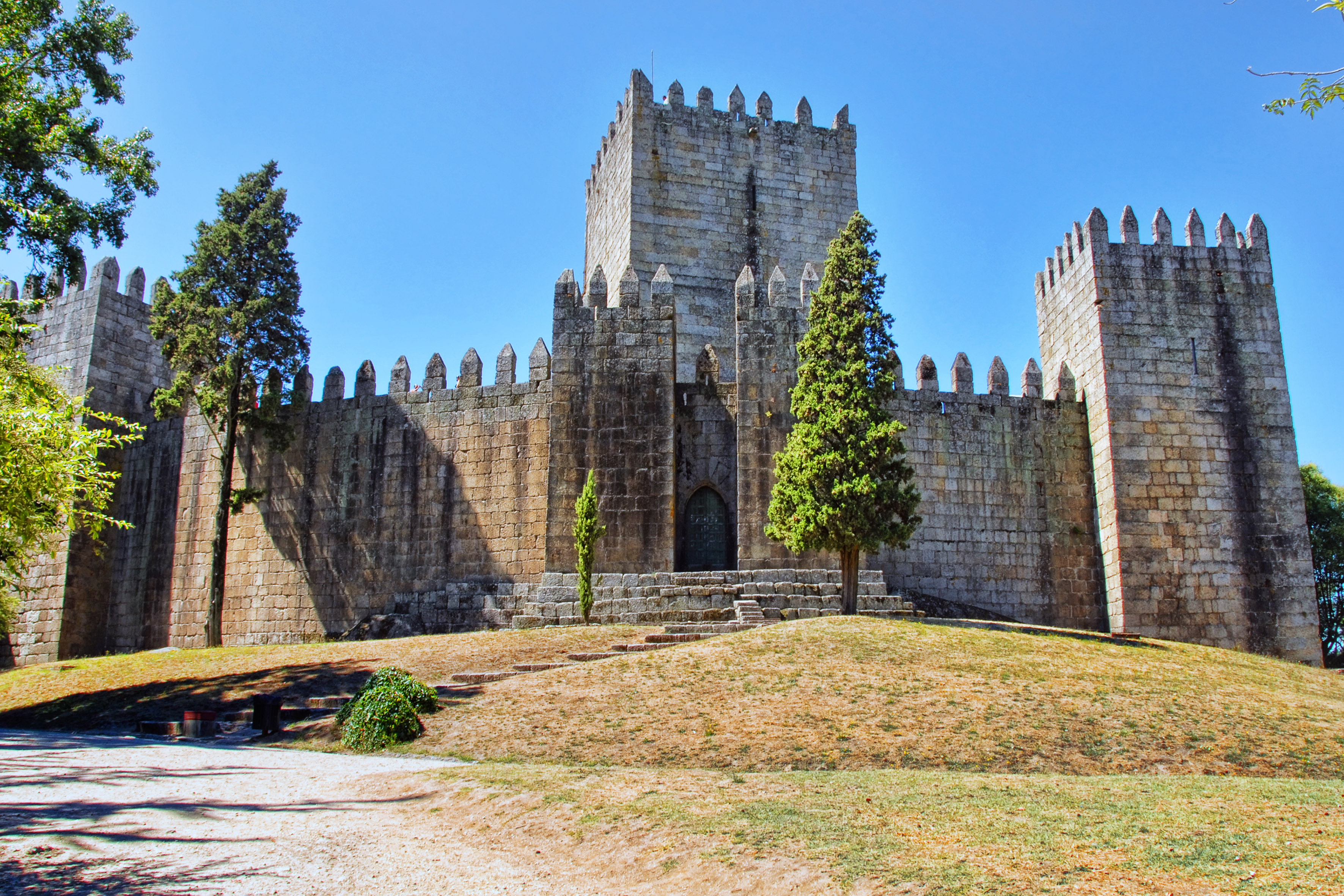
Die Festung von Guimarães, das Hauptsymbol für Portugals Unabhängigkeit

Bereits der Sohn Heinrichs von Burgund, Alfons I., rebellierte 1127 mit Unterstützung des lokalen Kleinadels (infanções) nach dem Tod Heinrichs gegen seine eigene Mutter, die einen galicischen Prinzen geheiratet hatte. Nach der gewonnenen Schlacht von Ourique hatte er so weit an Prestige gewonnen, dass er 1143 mit Einverständnis von Alfons VII. von León den Königstitel annahm. Im Jahre 1166 gab León den Anspruch der Vorherrschaft über Portucale auf, womit die formelle Unabhängigkeit erlangt wurde. Die Herrscher des Hauses Burgund versuchten, ihr Territorium in Richtung Süden auszudehnen, wobei es das Ziel gewesen sein dürfte, die Macht über ganz Lusitanien zu erlangen. Kastilien verhinderte dies aber. Bis 1250 wurde die Reconquista mit der Eroberung der Algarve, unter starker Beteiligung ausländischer Ritter und Ritterorden, abgeschlossen.

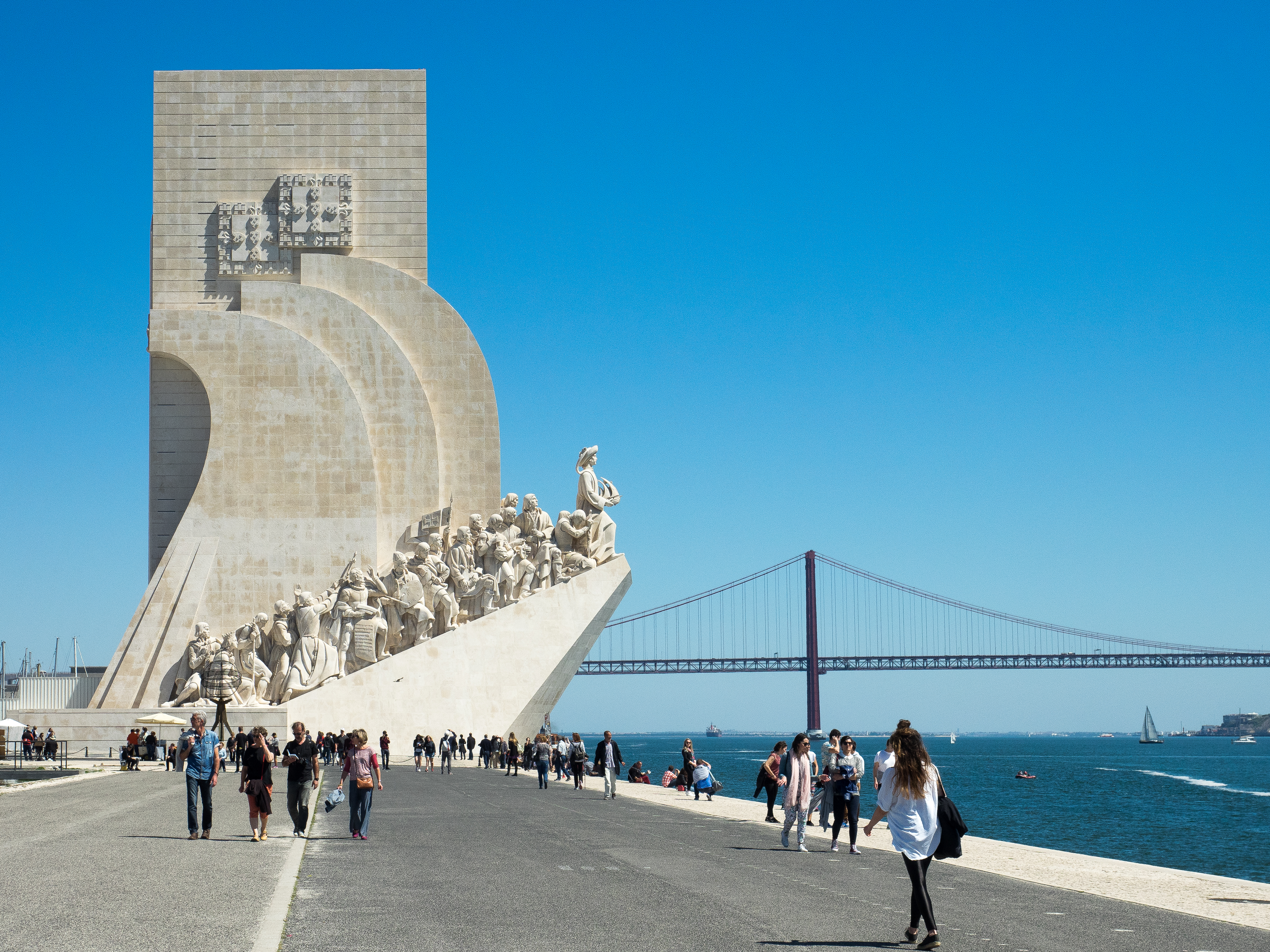
Denkmal der Entdeckungen (Padrão dos Descobrimentos) in Lissabon

1383 starb das Haus Burgund in Portugal aus. Ein nichtehelicher Abkömmling, Johann von Avis rief sich zum König aus, konnte kastilische Ansprüche auf den portugiesischen Thron in der Schlacht von Aljubarrota (1385) abwehren und gründete die zweite portugiesische Dynastie, das Haus Avis. Unter den Avis-Königen (besonders Emanuel I. – er herrschte von 1495 bis 1521) stieg Portugal zu einer führenden europäischen Handels- und Seemacht auf. Heinrich der Seefahrer (1394–1460) initiierte Entdeckungsreisen an der westafrikanischen Küste, die am Beginn der Errichtung des portugiesischen Kolonialreiches zuerst in Afrika, später in Südamerika (Brasilien) sowie Asien (Portugiesisch-Indien, Ceylon, Malakka, Macau u. a.) und der europäischen Expansion standen. Das Land wurde zu einer Großmacht und aufgrund der Einkünfte vor allem aus dem Indienhandel eine der reichsten Nationen Europas. Auch kulturell kam es zu einer Blütezeit (Luís de Camões).

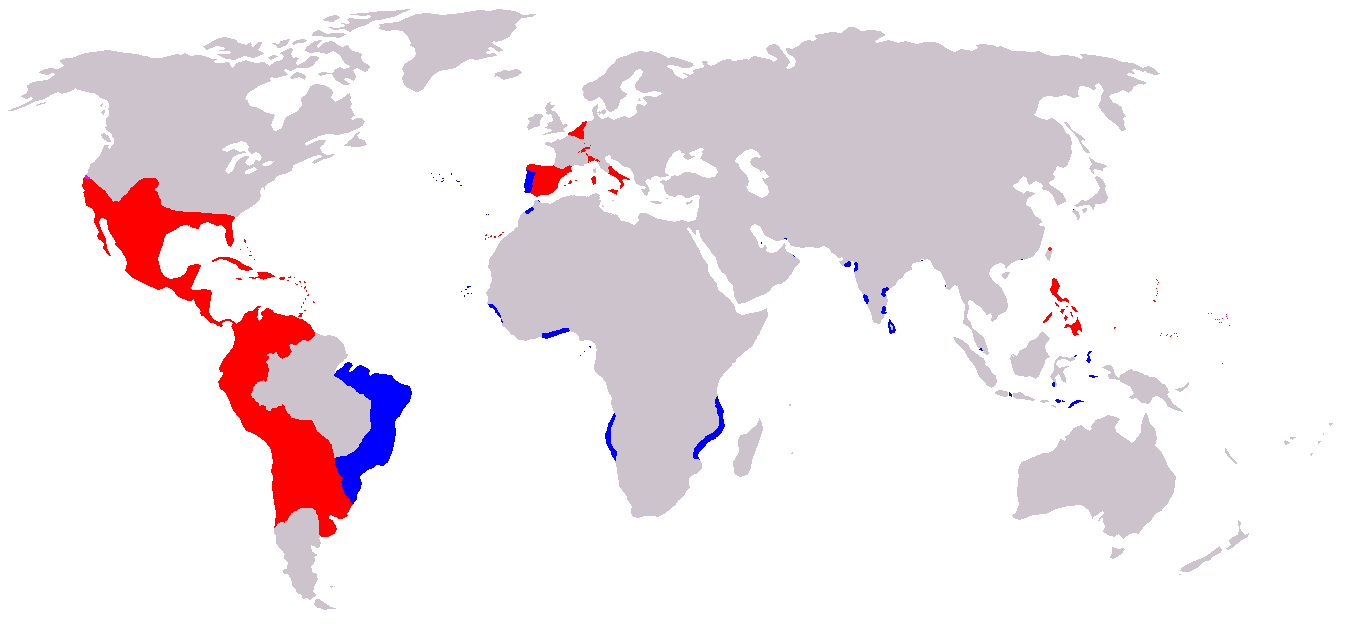
Iberische Union (1640), Gebiete Portugals in Blau

1580 starb das Haus Avis aus, Portugal fiel aus dynastischen Gründen an die spanischen Habsburger (Iberische Union). Bis 1640 herrschten die Spanier; Portugal verlor seine Unabhängigkeit, sank zur spanischen Provinz herab und verlor Teile seines Kolonialreiches. 1640 führte der Herzog von Braganza eine Adelsrevolte gegen die spanische Herrschaft an und rief sich als Johann IV. zum König aus. Er gründete die vorletzte portugiesische Dynastie, das Haus Braganza. Außen- und wirtschaftspolitisch geriet das Land in immer größere Abhängigkeit von England (Methuenvertrag, 1703). 1755 vernichtete ein Erdbeben große Teile der Hauptstadt Lissabon. Unter dem Ersten Minister und Reformer Marquês de Pombal wurde die Stadt wieder aufgebaut und das Land mit zum Teil drastischen Methoden zu einem aufgeklärt absolutistischen Staat umgeformt. 1761 kam es zu einem Angriff Spaniens und Frankreichs auf das Land, Pombal trug Wilhelm Graf zu Schaumburg-Lippe den Oberbefehl über die vereinigten portugiesischen und britischen Truppen an. Wilhelm wehrte die Angriffe ab und sicherte damit die Unabhängigkeit Portugals. In den folgenden Jahren reformierte er das portugiesische Heer tiefgreifend und ließ die Festung Elvas an der spanischen Grenze errichten. 1807 besetzten napoleonische Truppen das Land; die königliche Familie floh nach Brasilien. Nachdem die Franzosen mit britischer Hilfe vertrieben worden waren, kam es zur liberalen Revolution, das Land erhielt zum ersten Mal in seiner Geschichte eine Verfassung (1821). Der anschließende Kampf zwischen Anhängern des Absolutismus und Befürwortern einer konstitutionellen Monarchie wurde erst 1834 durch den Sieg Letzterer im Miguelistenkrieg entschieden. Am 7. September 1822 erlangte Brasilien unter Kaiser Pedro I. seine Unabhängigkeit.

### Endphase der Monarchie bis Estado Novo

Flagge des Königreichs Portugal von 1830 bis 1910

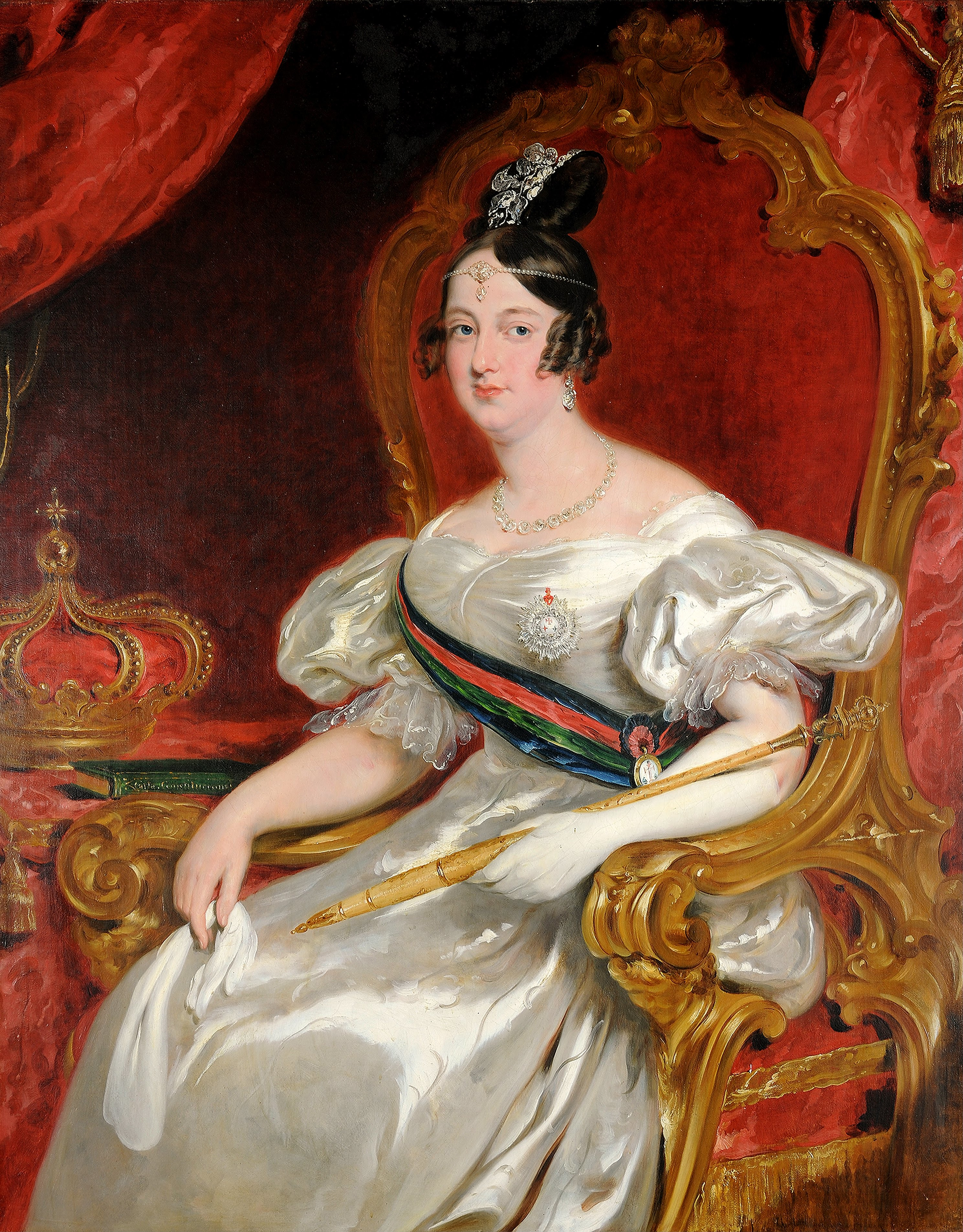
Maria II. Sie war die letzte Herrscherin des Landes aus dem Haus Braganza.

Die Zeit nach Ende des Miguelistenkrieges wurde von der Auseinandersetzung zwischen Rechts- und Linksliberalen (Cartisten und Setembristen) geprägt. 1853 starb mit Königin Maria II. das Haus Braganza in direkter Linie aus, über die Ehe der Königin mit Ferdinand II. von Sachsen-Coburg und Gotha übernahm der portugiesische Zweig dieses deutschen Adelshauses den Thron (bis 1910). Die Endphase der Monarchie war durch eine große Armut, geringe Bildung (80 Prozent der Portugiesen waren Analphabeten), allgemeine wirtschaftliche Probleme (Staatsbankrott 1891) und durch sich zu Staatskrisen ausweitende republikanische Aufstände geprägt. Unter João Franco wurden die Königsbezüge weiter erhöht und das Ansehen der Monarchie litt verschärft durch den sichtbaren Widerspruch zwischen zerrütteten Staatsfinanzen einerseits und dem luxuriösen, extravaganten Lebensstil der Herrscherfamilie andererseits. 1908 wurden der König Karl I. und sein Sohn, Thronfolger Ludwig Philipp, bei einer Kutschfahrt erschossen. Nur der Sohn Manuel überlebte das Attentat.
Am 3. Oktober 1910 wurde der republikanische Abgeordnete Miguel Bombarda unter ungeklärten Umständen ermordet. In der Nacht kam es daraufhin in Lissabon zu revolutionären Aufständen. Eine schnell gebildete provisorische Regierung rief am 5. Oktober 1910 die Republik aus; König Manuel II. floh ins englische Exil.
Die junge Republik Portugal sagte Großbritannien 1914 materielle Unterstützung und die Entsendung eigener Truppen zu. Obwohl sie offiziell neutral war, rechtfertigte die portugiesische Regierung die Beteiligung am Ersten Weltkrieg mit einem alten Allianz-Abkommen der beiden Länder, das 1912 erneuert worden war.

„Mit der Teilnahme am Ersten Weltkrieg auf der Seite der Briten versuchte Portugal, seine afrikanische Kolonien (Angola und Mozambique) zu schützen, die 1898 Bestandteil eines geheimen Abkommens zwischen den Briten und den Deutschen gewesen waren. Zudem wollte Portugal seinen Eintritt in die Riege der europäischen Nationen unterstreichen. Das Mitwirken auf internationaler Ebene wurde als Mittel zur Stärkung der nationalen Einheit wahrgenommen. Schließlich sollte die Legitimität des republikanischen Regimes gefestigt werden, das zu dem Zeitpunkt durch monarchistische Bewegungen und große wirtschaftliche Schwierigkeiten bedroht war.
Der britische Generalstab begnügte sich zunächst mit der materiellen Hilfe Portugals. Die Führung blieb skeptisch, ob der Einsatz der jungen portugiesischen Republik in den Kampfhandlungen den alliierten Kräften wirklich nutzen würde. Die wachsenden logistischen Probleme der Alliierten veranlassten Großbritannien jedoch dazu, im Dezember 1915 die Beschlagnahmung aller in portugiesischen Häfen ankernden deutschen Schiffe zu erbitten. Dieser Bitte entsprach die Regierung am 24. Februar 1916, worauf Deutschland Portugal am 9. März den Krieg erklärte.“

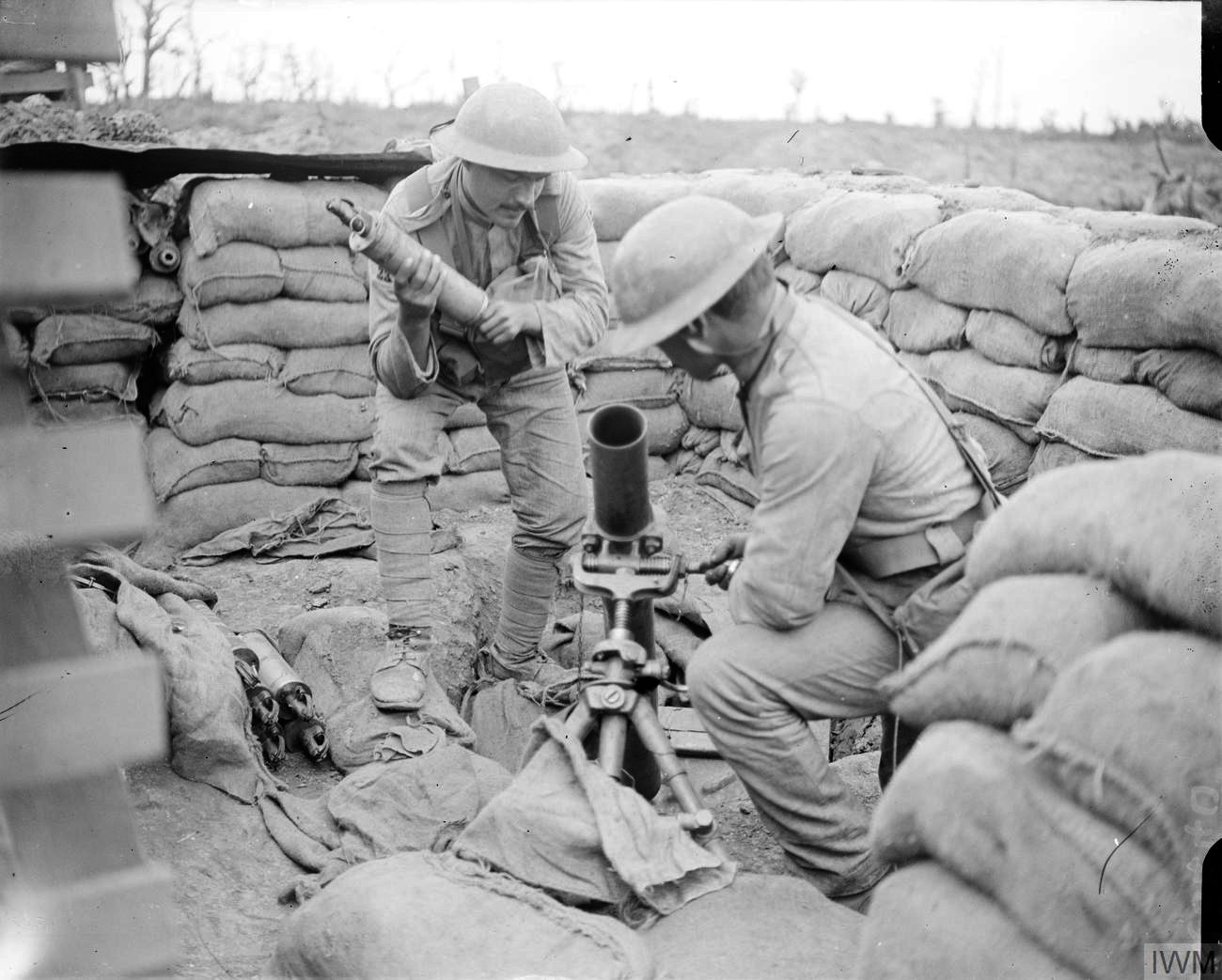
Soldaten des Portugiesischen Expeditionskorps an der Westfront im Juni 1917

Im März 1916 trat das Land auf Seiten der Entente in den Ersten Weltkrieg ein. Portugal mobilisierte zeitweise 56.500 Soldaten. In der Vierten Flandernschlacht verlor das Expeditionskorp an einem einzigen Tag fast 7500 Männer (Gefallene, Vermisste, Kriegsgefangene und Verwundete) bei einer deutschen Offensive.
In der sogenannten Ersten Republik (bis 1926) herrschten allgemeine politische Instabilität und chaotische Zustände. Sie war durch monarchistische und kommunistische Aufstände, Putschversuche (unter anderen des Sidónio Pais, 1917) und schwache, häufig wechselnde Regierungen ohne parlamentarische Mehrheit gekennzeichnet.
1926 putschte das Militär und beendete die erste Republik. Unter den Militärs stieg ein Zivilist, António de Oliveira Salazar, ab 1928 Finanzminister, ab 1932 Ministerpräsident, zu höchster Macht auf. Er gründete ab 1933 den „Estado Novo“, den neuen Staat, ein autoritäres Gebilde mit faschistischen Tendenzen, mit Einheitspartei (Nationale Union), Staatsjugend und Geheimpolizei (PIDE). Die katholisch-autoritäre und antidemokratische Ideologie des Diktators verfolgte das Projekt eines „Ständestaates“.
Gemäß dem Dekret Nummer 19694 vom 5. Mai 1931 erhielten Frauen das aktive und passive Wahlrecht unter der Bedingung, dass sie mindestens die Sekundarschule abgeschlossen hatten; Männer dagegen mussten nur lesen und schreiben können. Nach Adams bewirkte diese Klausel ein sehr eingeschränktes Frauenwahlrecht für Frauen mit hoher Bildung. Mit dem Wahlgesetz D.L. 24631 vom 6. November 1934 erhielten alle, die lesen und schreiben konnten, das nationale Wahlrecht. Bei Wahlen zu bestimmten lokalen Gremien aber blieben einige Beschränkungen für Frauen bis 1968 in Kraft.
Außenpolitisch baute Salazar auf die Bindung an Großbritannien, sympathisierte im Spanischen Bürgerkrieg mit den nationalspanischen Kräften und taktierte geschickt zwischen den Blöcken. Im Zweiten Weltkrieg blieb das Land neutral, belieferte beide Seiten mit dem wichtigen Rohstoff Wolfram und wurde zum Tummelplatz von Geheimagenten vieler Kriegsparteien. Salazar, der von Anfang an mit einem alliierten Sieg rechnete und entscheidend auf Franco im Sinne einer spanischen Neutralität eingewirkt hatte, erlaubte den Alliierten schließlich im Herbst 1943 die Einrichtung von Militärbasen auf den Azoren.
Portugal ist Gründungsmitglied der 1949 geschaffenen NATO. Ab 1960 – dem Afrikanischen Jahr, bei dem 18 Länder unabhängig wurden – begann der Kolonialkrieg, der in Afrika (Angola, Mosambik, Guinea-Bissau) mit großer Härte geführt wurde. Der Versuch des Offiziers Henrique Galvão, das Salazar-System durch die Entführung des Passagierschiffs Santa Maria im Januar 1961 in der Karibik zum Einsturz zu bringen, scheiterte, obwohl die Santa-Maria-Affäre international Aufsehen erregte.
1968 musste Salazar wegen gesundheitlicher Probleme zurücktreten. Sein Nachfolger, Marcelo Caetano, konnte sich nicht zu grundlegenden Reformen entschließen. Durch den Kolonialkrieg war Portugal außenpolitisch zunehmend isoliert, die Kriegskosten führten zu steigender Staatsverschuldung und Inflation.

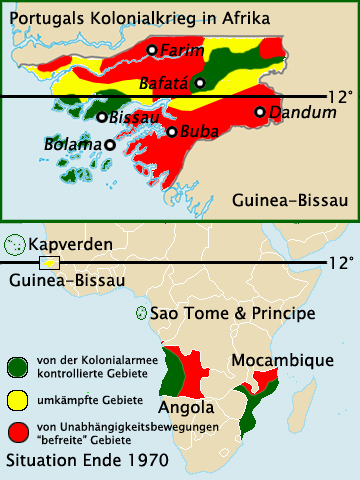
Situation in Portugals Afrika-Kolonien Ende 1970

Führende Militärs erkannten, dass der Kolonialkrieg militärisch für Portugal nicht zu gewinnen war. Wegen der Unfähigkeit der Regierung, eine politische Lösung des Problems zu finden, putschten linksgerichtete Militärs in der Nacht zum 25. April 1974. Die allgemeine Unzufriedenheit der Bevölkerung mit der Diktatur, durch die einsetzende Wirtschaftskrise (ausgelöst durch die erste Ölkrise 1973) noch verstärkt, führte dazu, dass sich große Teile der Bevölkerung mit den putschenden Offizieren solidarisierten.
Durch die allgemeine Volkserhebung, die Nelkenrevolution, wurde der Estado Novo rasch beendet. Das Markenzeichen der Revolution in Portugal waren rote Nelken, die den aufständischen Soldaten von der Bevölkerung in ihre Gewehrläufe gesteckt wurden.
Am 14. Mai 1974 wurde ein neues Wahlgesetz beschlossen (Gesetz 3/74, Artikel 4, Nummer 1). Nach dem Dekretgesetz Nummer 621-A/74, Artikel 1.1 vom 15. November 1974 waren für die Konstituierende Versammlung portugiesische Staatsbürger wahlberechtigt, die am 28. Februar 1975 18 Jahre oder älter waren. Zum ersten Mal in der portugiesischen Geschichte war damit das allgemeine Wahlrecht anerkannt und wurde im folgenden Jahr ausgeübt: Im April 1975 wurden die Mitglieder der Konstituierenden Versammlung gewählt, die die Verfassung von 1976 konzipierte. Diese wurde am 2. Juni 1976 proklamiert und damit für alle Wahlen eine Gleichheit des Wahlrechts für Frauen und Männer verfassungsrechtlich abgesichert.
Die neuen Machthaber entließen die portugiesischen Kolonien in die Unabhängigkeit (1974/1975), Macau folgte 1999.

### Nelkenrevolution bis EG-Beitritt

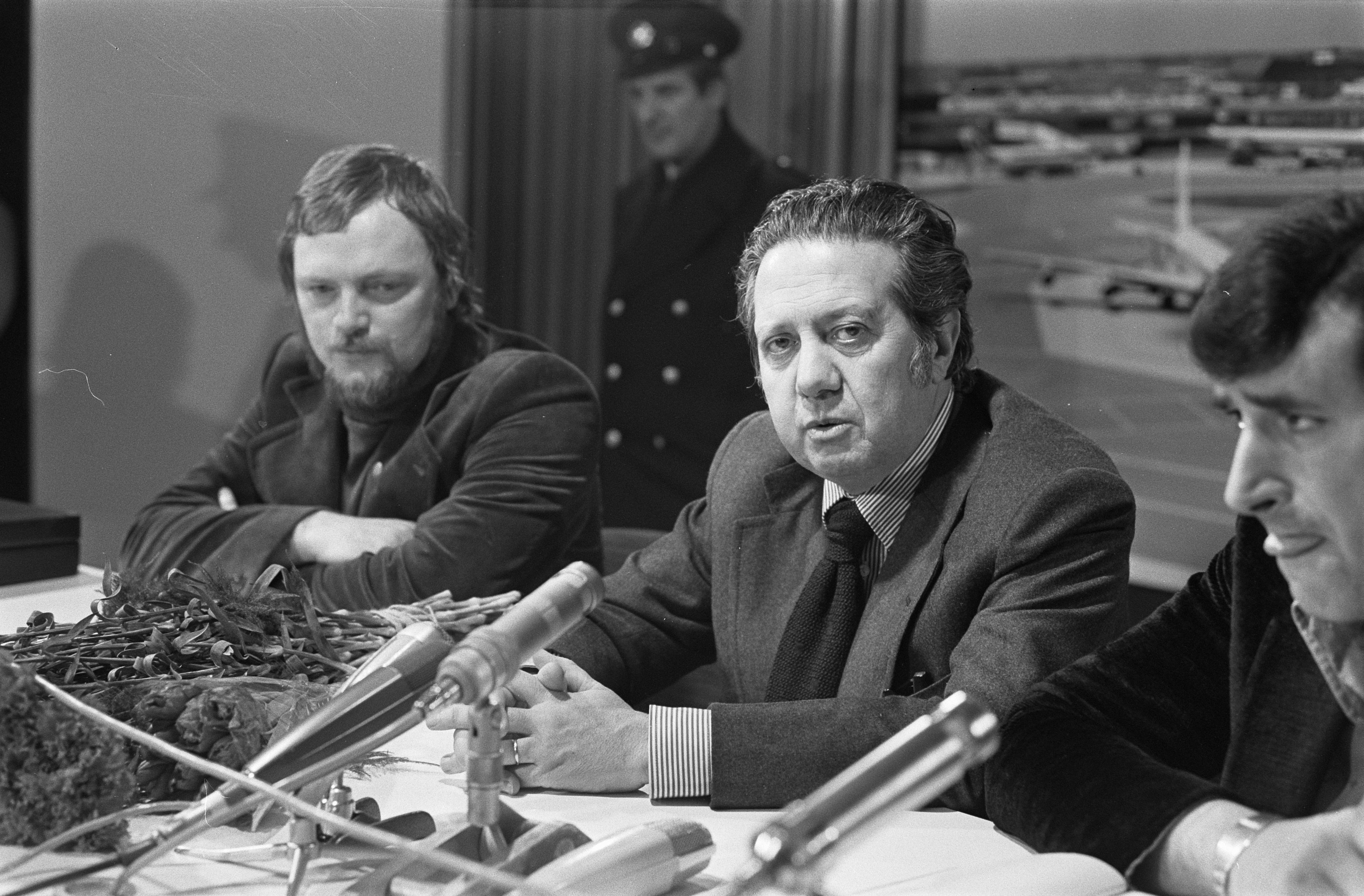
Mário Soares war der erste demokratisch gewählte Premierminister Portugals

Die erste Zeit nach der Revolution war geprägt von der Auseinandersetzung zwischen einer eher konservativen Strömung (General Spínola) und einem sozialistischen Flügel (Hauptmann Otelo Saraiva de Carvalho) innerhalb des MFA (Movimento das Forças Armadas – Bewegung der Streitkräfte), der Vereinigung der putschenden Offiziere. Zunächst sah es so aus, als würde die sozialistische Strömung siegen, es kam zu Verstaatlichungen und zu einer Landreform. Die Verfassung von 1976 definierte den Übergang zum Sozialismus als Staatsziel.
Als sich bei den ersten Präsidentschaftswahlen nach der neuen Verfassung 1976 der gemäßigtere General Eanes überraschend deutlich gegen Otelo Saraiva de Carvalho durchsetzen konnte, waren die Weichen für eine Rückkehr des Landes zu einer parlamentarischen Demokratie westeuropäischen Zuschnitts gestellt. Eanes und der Vorsitzende der Sozialistischen Partei Mário Soares (Regierungschef von 1976 bis 1978 und 1983 bis 1985, Staatspräsident von 1986 bis 1996) führten das Land schließlich 1986 in die Europäische Gemeinschaft.

### Vom EU-Beitritt bis heute
1979 gewann zum ersten Mal seit der Nelkenrevolution wieder eine politische Gruppierung die Parlamentswahlen, die rechts der Mitte stand, die Regierungen unter Francisco Sá Carneiro und Francisco Pinto Balsemão. Die Regierung konnte sich mit der sozialistischen Opposition auf eine Verfassungsänderung einigen, die die sozialistischen Überreste entfernte, welche nach der Nelkenrevolution in die Verfassung geschrieben worden waren. Die 1982 in Kraft getretene Verfassungsänderung ersetzte den bis dahin bedeutenden Revolutionsrat durch ein Verfassungsgericht nach dem Vorbild anderer demokratischer Staaten. 1985 wurde Aníbal Cavaco Silva Premierminister. Seiner konservativen Partido Social Democrata (PSD) gelang bei den Wahlen 1987 ein Erdrutschsieg; erstmals errang eine Partei die absolute Mehrheit. Cavaco Silva blieb bis 1995 Ministerpräsident. Er verfolgte eine neoliberale Wirtschaftspolitik und nahm die Verstaatlichungen aus der Zeit der Nelkenrevolution zurück. Von 1995 bis 2002 stellten wieder die Sozialisten mit António Guterres die Regierung.

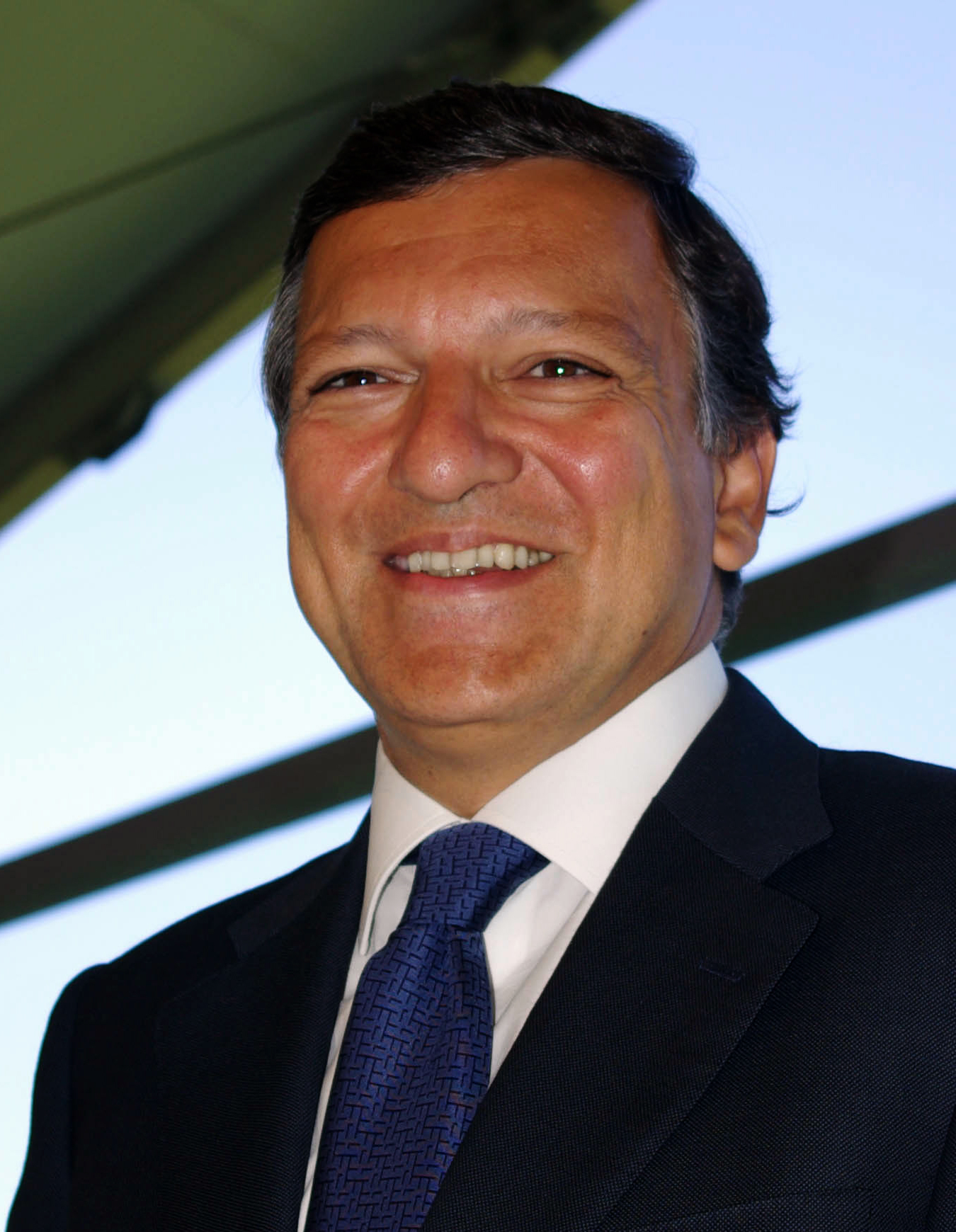
José Manuel Barroso war von 2002 bis 2004 Ministerpräsident

Bei den Parlamentswahlen vom 17. März 2002 kam es zu einem neuerlichen Rechtsrutsch. Bei einer Wahlbeteiligung von 62,3 Prozent erreichte die konservative PSD unter José Manuel Durão Barroso eine relative Stimmenmehrheit von 40,1 Prozent, gefolgt von der sozialistischen Partido Socialista und der rechtskonservativen Volkspartei CDS-PP mit 37,9 beziehungsweise 8,8 Prozent. Mit letzterer bildete Barroso eine Koalitionsregierung, wobei der populistische Vorsitzende des CDS-PP, Paulo Portas, das Amt des Verteidigungsministers übernahm und zudem die Bereiche Justiz sowie Arbeit und Soziales an das CDS-PP gingen. Die Sozialisten stellten jedoch ununterbrochen den Präsidenten des Landes, da Nachfolger von Soares 1996 der Sozialist Jorge Sampaio wurde.
Im Juli 2004 wurde Barroso vom Europäischen Rat zum Nachfolger von Romano Prodi als Präsident der Kommission der Europäischen Union nominiert. Sein Nachfolger als Ministerpräsident wurde Pedro Santana Lopes, der nur kurze Zeit regieren konnte, da Präsident Sampaio bereits im November das Parlament vorzeitig auflöste und für Februar 2005 Neuwahlen ausschrieb, bei der die Partido Socialista mit 121 von 230 Sitzen zum ersten Mal in der Geschichte die absolute Mehrheit der Parlamentssitze errang. Ihr Spitzenkandidat José Sócrates wurde am 12. März 2005 neuer Ministerpräsident des Landes.

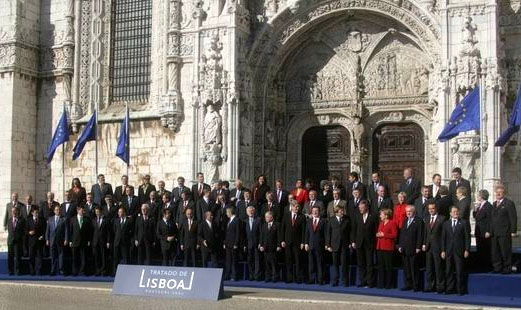
Der Vertrag von Lissabon wurde 2007 unterschrieben, als Portugal den Vorsitz im Europäischen Rat innehatte

Am 22. Januar 2006 wählten ungefähr 8,9 Millionen Portugiesen einen neuen Präsidenten. Der bisherige Präsident, der Sozialist Jorge Sampaio, durfte sich nach zwei Amtszeiten nicht mehr zur Wahl stellen. Gegen fünf Kandidaten der Linken setzte sich bereits im ersten Wahlgang der Mitte-rechts-Kandidat und frühere Regierungschef Aníbal Cavaco Silva (PSD) mit einer absoluten Mehrheit von 50,6 Prozent bei einer Wahlbeteiligung von 62,6 Prozent durch. Er wurde von einem Bündnis aus PSD und CDS-PP unterstützt. Der als Architekt des portugiesischen Wirtschaftsaufschwungs in den Jahren 1985 bis 1995 geltende 66-jährige Wirtschaftsprofessor wurde damit der erste bürgerliche Präsident in Portugal seit der Nelkenrevolution von 1974. Er wurde am 9. März 2006 für fünf Jahre in sein Amt eingeführt. Am 23. Januar 2011 wurde Cavaco Silva im Amt bestätigt.
Die drastischen Auswirkungen der weltweiten Wirtschafts- und Finanzkrise dominierten den Wahlkampf bei den Parlamentswahlen 2009. Obwohl die regierenden Sozialisten deutlich an Wählerstimmen verloren und ihre absolute Mehrheit einbüßten, gelang es ihnen, sich als wählerstärkste Partei zu behaupten. Damit blieb auch die Regierung Sócrates im Amt.
Nachdem das Sparkonzept der Regierung im Parlament keine Mehrheit gefunden hatte, reichte Sócrates am 23. März 2011 sein Rücktrittsgesuch ein. In den anschließenden Neuwahlen erfuhren die Sozialisten eine deutliche Wahlniederlage. Folgerichtig wurde am 15. Juni 2011 Pedro Passos Coelho, Vorsitzender der mit fast 40 % der Stimmen siegreichen liberal-konservativen Sozialdemokratischen Partei (PSD), zum neuen Ministerpräsidenten Portugals ernannt. Er führte eine Koalitionsregierung aus PSD und CDS-PP, die mit 132 von 230 Parlamentssitzen über eine solide Mehrheit verfügte.
Nach der Parlamentswahl am 4. Oktober 2015 blieb das bisher regierende Parteienbündnis PàF zwar stärkste Kraft, verlor jedoch die absolute Mehrheit. Die linken bisherigen Oppositionsparteien PS, BE und CDU halten zusammen mit 124 der insgesamt 230 Sitze im Parlament eine regierungsfähige Mehrheit. Am 20. Oktober 2015 sagte António Costa (PS) dem Staatspräsidenten Anibal Cavaco Silva, dass er eine Linksregierung bilden wolle. Cavaco Silva blockierte jedoch vorerst die Versuche der Sozialisten und Kommunisten, ein Regierungsbündnis zu schließen, und ernannte den amtierenden bürgerlich-konservativen Premierminister Pedro Passos Coelho abermals zum Regierungschef. In einer Fernsehrede an die Nation am Abend des 22. Oktober 2015 begründete Cavaco Silva dies mit Rücksichtnahme auf Europäische Union und Euro, „Finanzinstitutionen, Investoren und die Märkte“. Am 26. November 2015 wurde António Costa zum Premierminister ernannt und versprach eine Abkehr von der harten Austeritätspolitik unter Beachtung der Vorgaben der Europäischen Union. Am 24. Januar 2016 wurde Marcelo Rebelo de Sousa (PSD) zum Staatspräsidenten gewählt. Nach der Parlamentswahl 2019 bildete António Costa am 26. Oktober 2019 eine Minderheitsregierung, nach den Parlamentswahlen von 2022 eine Alleinregierung.
Portugal war im Juni 2021 das erste Land, dessen Konjunkturprogramm nach dem Wirtschaftseinbruch infolge der Einschränkungen infolge von Corona von der Europäischen Kommission abgesegnet wurde. Investitionen in umweltfreundliche Produktionsprozesse und Digitalisierung, sowie in Gesundheit, Wohnen und Infrastruktur sollen möglich werden.
Am 21. März 2024 wurde der konservative Luís Montenegro Premierminister Portugals und bildete eine Minderheitsregierung.

## Politik

### Politisches System

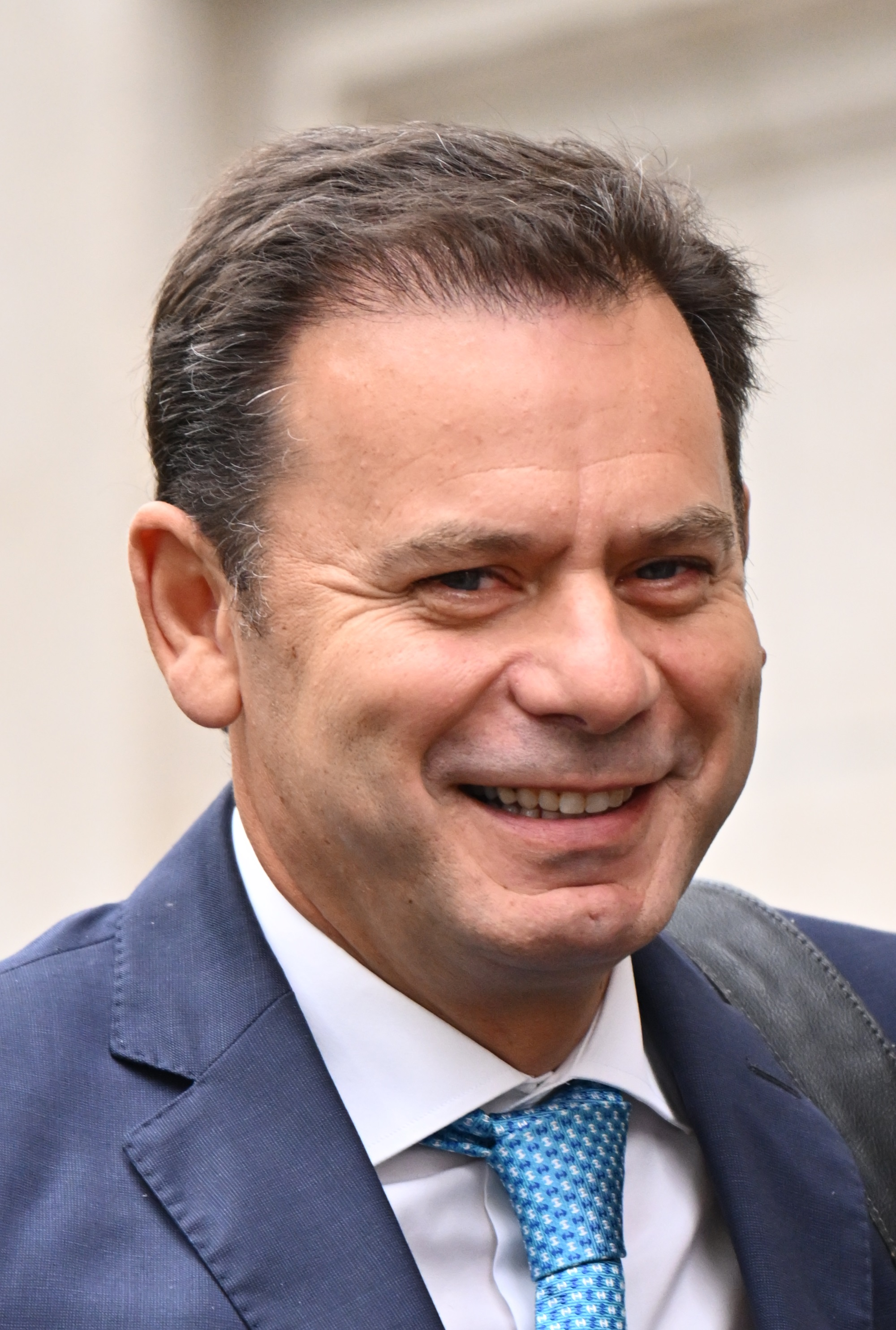
Der amtierende portugiesische Premierminister Luís Montenegro (Partido Social Democrata)

Seit der Nelkenrevolution des Jahres 1974 hat sich Portugal zu einer stabilen, repräsentativen Demokratie mit semipräsidentiellem Regierungssystem entwickelt. Die vier wichtigsten Organe der Politik in Portugal sind der Präsident, der Premierminister und sein Ministerrat, das Parlament sowie die Justiz (siehe Verfassung Portugals).
Der Präsident, der alle fünf Jahre direkt in allgemeinen und direkten Wahlen bestimmt wird, ist Oberkommandierender der Streitkräfte. Er ernennt einen Premierminister und den Ministerrat, wobei er sich am Ergebnis der Parlamentswahlen zu orientieren hat. Der Staatsrat ist ein Gremium, das den Präsidenten berät, und besteht aus dem Staatspräsidenten und seinen Vorgängern, dem Premierminister, dem Präsidenten des Verfassungsgerichtes (Tribunal Constitucional), dem Bürgerbeauftragten, den regionalen Präsidenten (Azoren und Madeira) sowie fünf vom Staatspräsidenten und fünf vom Parlament ausgewählten Personen.
Die Verfassung von 1976 galt als ein Kompromiss zwischen zwei Legitimitätsformen, die sich während der Transformation herausgebildet haben: dem Militär, dem gewählten Parlament und dem gewählten Präsidenten. Bis zu einer endgültigen Institutionalisierung des Regierungssystems in Portugal dauerte es bis 1982, als die Verfassung eine Revision erfuhr. Bis 1982 wurde die revolutionäre Legitimation des Militärs als notwendig empfunden. Seit der Revision 1982 wurden die Befugnisse des Präsidenten zu Gunsten des Parlamentes beschnitten. Man spricht in dem Zusammenhang von der Herausbildung eines parlamentarischen Regierungssystems. Die Regierung ist seitdem allein dem Parlament verantwortlich. Die Befugnisse des Militärs wurden durch die Auflösung des Revolutionsrates beschnitten und einer zivilen Kontrolle unterstellt. Seit der Verfassungsrevision 1982 hat der direkt gewählte Präsident in Portugal keine exekutiven Befugnisse mehr.
Die Regierung wird vom Premierminister geleitet, der sich einen Ministerrat zusammenstellt. Jede neue Regierung muss dem Parlament ihr Programm zur Debatte vorlegen. Wird es nicht abgelehnt, ist die Regierung vom Parlament akzeptiert.
Das Parlament wird als Assembleia da República (Versammlung der Republik) bezeichnet und besteht aus einer Kammer mit bis zu 230 Abgeordneten (Einkammersystem). Die Abgeordneten werden für vier Jahre nach Verhältniswahlrecht gewählt. Der Präsident hat das Recht, das Parlament aufzulösen und Neuwahlen anzusetzen.
Das Oberste Gericht ist die höchste Instanz der portugiesischen Justiz. Zudem sind besondere Oberste Gerichte für militärische, verwaltungsrechtliche und steuerrechtliche Fragen zuständig. Das Verfassungsgericht Portugals hat neun Mitglieder und überwacht die verfassungsgemäße Auslegung des Rechts.
Die über lange Zeit größten Parteien sind die sozialdemokratisch orientierte Sozialistische Partei (PS) und die bürgerlich-konservativ orientierte Sozialdemokratische Partei (PSD). Daneben gibt es noch die rechtspopulistische Volkspartei (CDS/PP), die traditionsreiche Kommunistische Partei (PCP) und den vor wenigen Jahren als Sammelbecken der intellektuellen Linken gegründeten Linksblock (BE). Die fünf Parteien sind seit der Parlamentswahl am 5. Juni 2011 im Parlament vertreten. Die Grünen (PEV) treten in Portugal seit 1987 immer in Listenunion mit den Kommunisten an und bekommen seit Gründung dieses Bündnisses (CDU) immer zwei Parlamentsmandate.

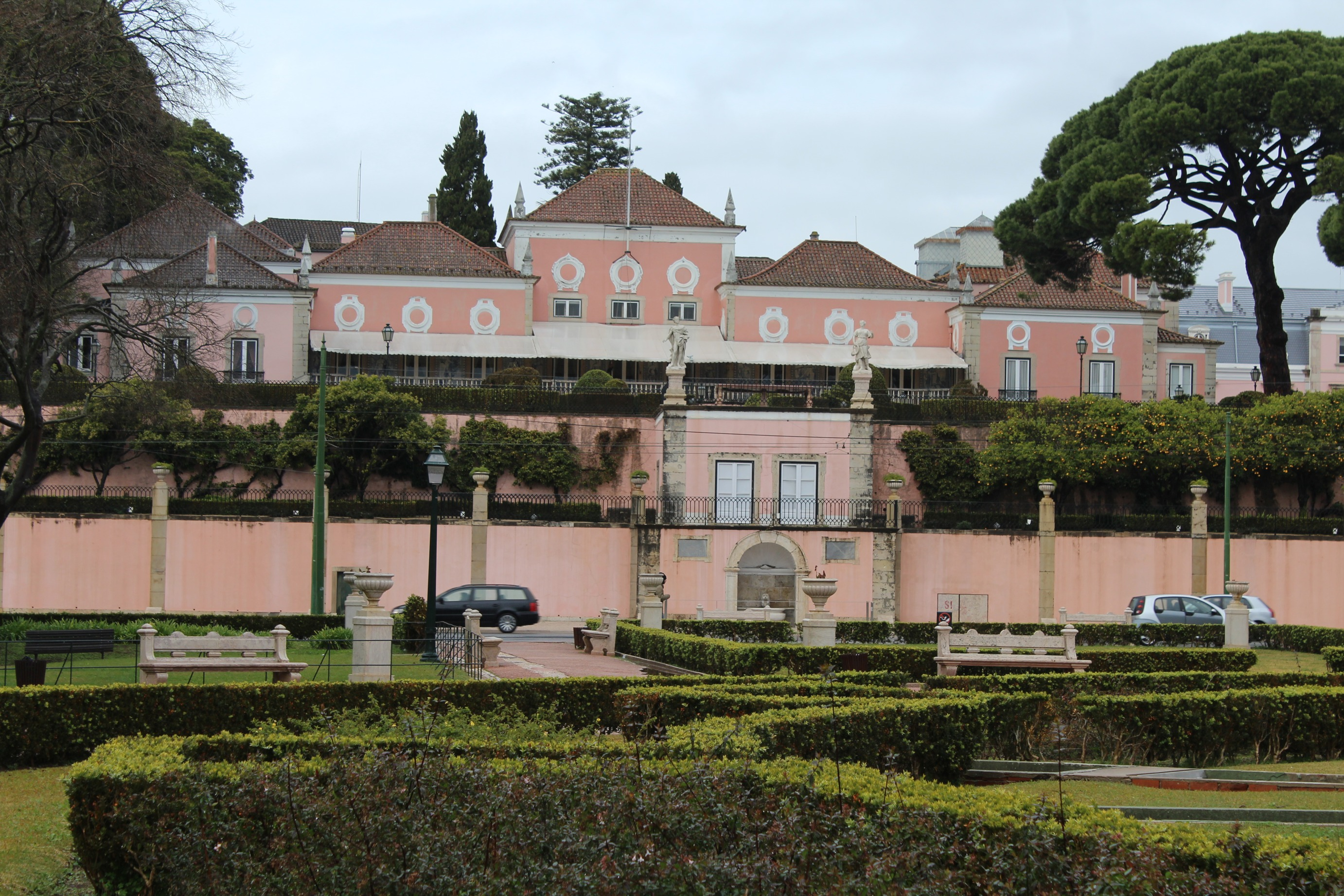
Palais Belém, Sitz des Präsidenten
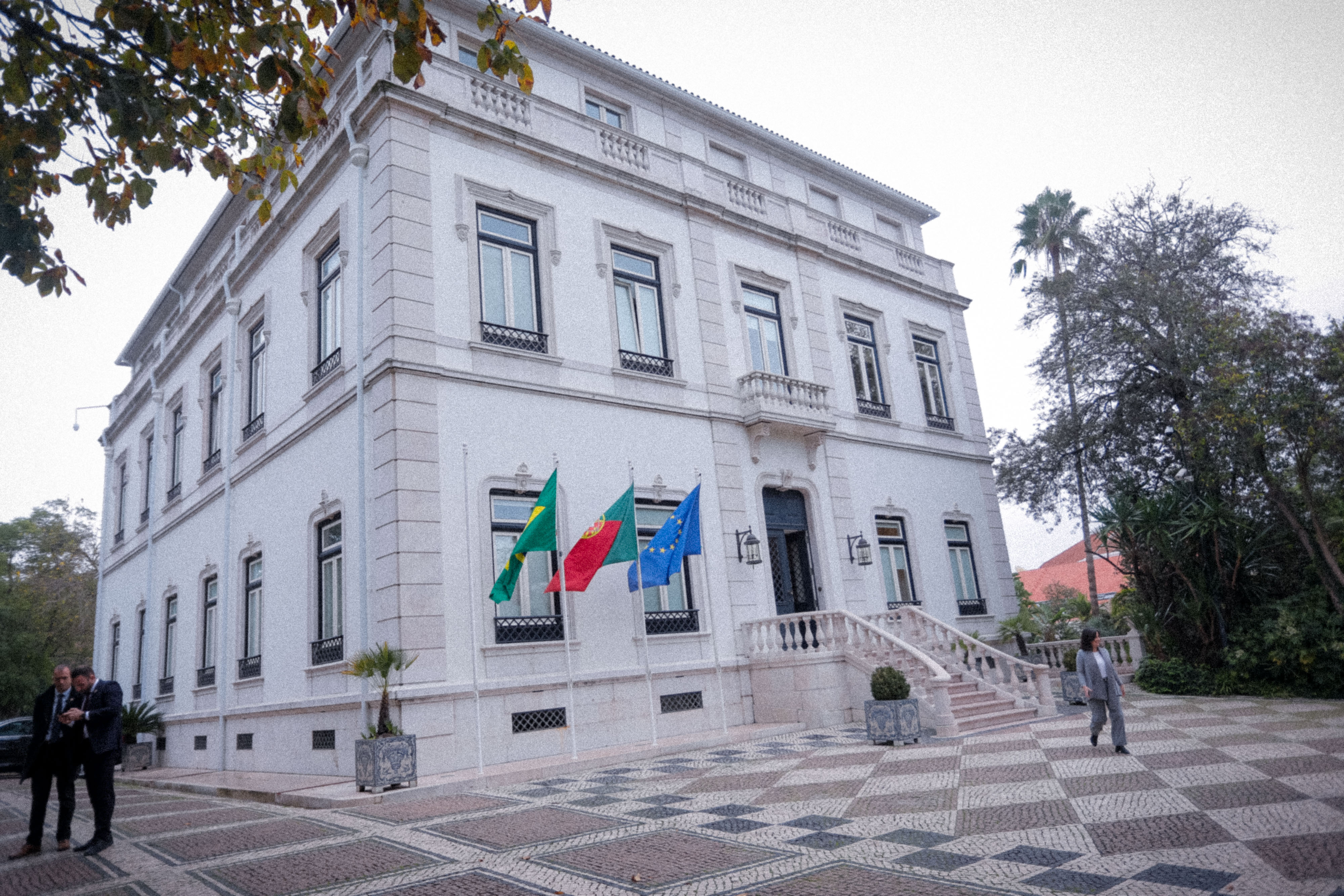
Villa São Bento, Sitz des Premierministers
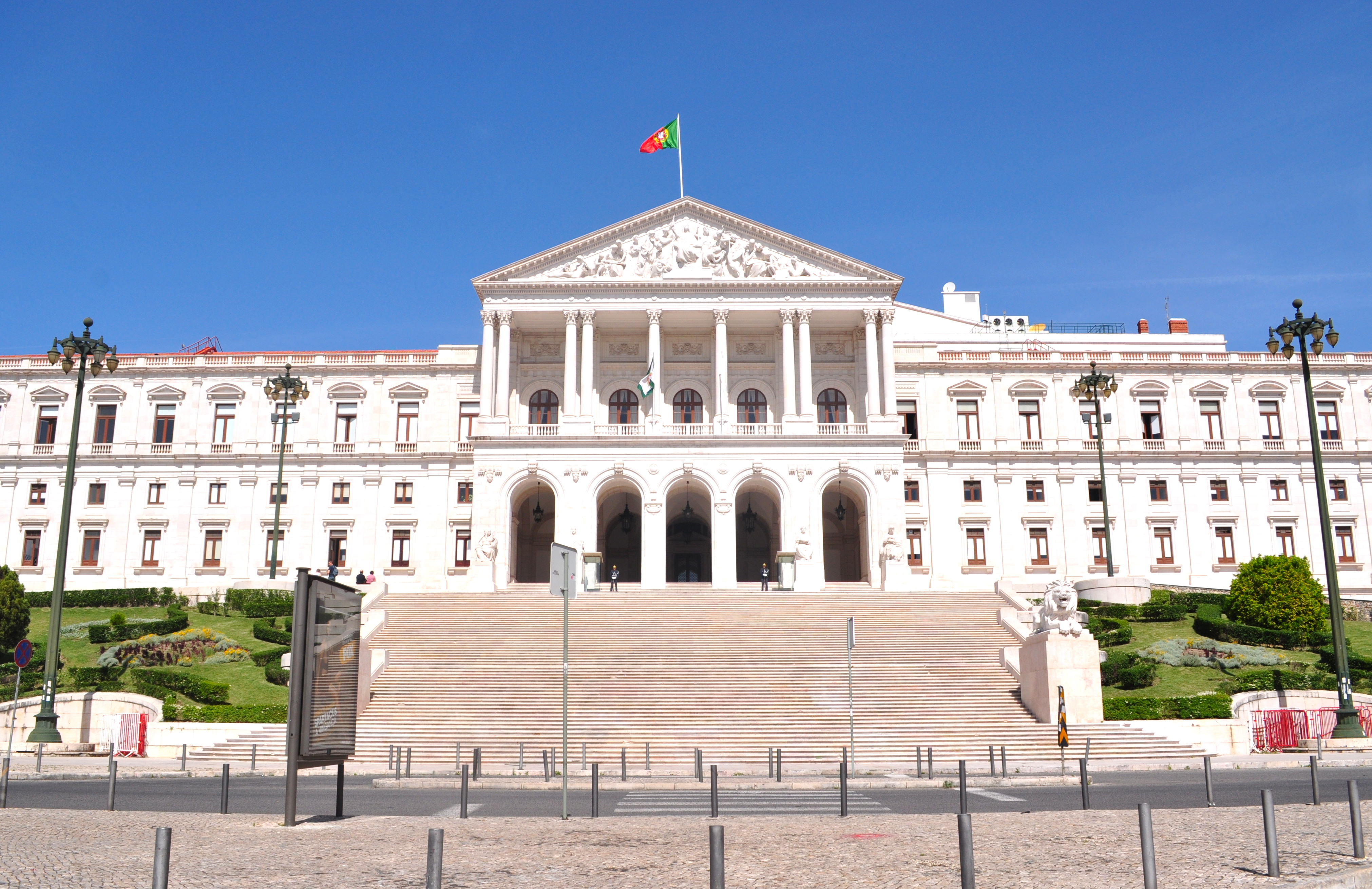
Palais São Bento, Sitz des Parlaments

### Recht und Justiz
Das portugiesische Recht hat sich aus dem römischen Recht entwickelt. Nach dem französischen Recht ist es im 20. Jahrhundert vor allem vom deutschen Recht beeinflusst worden.
Portugal ist ein sehr sicheres Land, 2023 stand es auf dem siebten Platz des Global Peace Index.
Trotz seiner vergleichsweise konservativen, katholizistischen Gesellschaft hat sich das traditionell weltoffene Land heute zu einem sehr liberalen Land entwickelt, was sich beispielsweise in der 2001 eingeführten und international beachteten liberalen Drogenpolitik Portugals oder der vergleichsweise fortschrittlichen Situation der Homosexualität in Portugal zeigt. Die vollumfängliche gleichgeschlechtliche Ehe wurde in Portugal bereits 2010 legalisiert.
In Portugal bestehen folgende Gerichte:
- das Verfassungsgericht (Tribunal Constitucional)
- der Oberste Gerichtshof (Supremo Tribunal de Justiça)
  - 5 Rechtsmittelgerichte (tribunais da relação)
    - 23 Bezirksgerichte (tribunais de comarca), 4 Strafvollstreckungsgerichte (tribunais de execução das penas), 4 Fachgerichte (Tribunal marítimo; Tribunal da propriedade intelectual; Tribunal da concorrência, regulação e supervisão; Tribunal central de instrução criminal)
      - 25 Friedensgerichte (julgados de paz)
- das Oberste Verwaltungsgericht (Supremo Tribunal Administrativo)
  - 2 zentrale Verwaltungsgerichte (tribunais centrais administrativos)
    - 15 Verwaltungs- und Finanzgerichte (tribunais administrativos e fiscais), ein Bezirksverwaltungsgericht (tribunal administrativo de círculo), ein Steuergericht (tribunal tributário)
- der Rechnungshof (Tribunal de Contas).[72]

### Politische Indizes
Das Entwicklungsprogramm der Vereinten Nationen zählt Portugal zu den Ländern mit sehr hoher menschlicher Entwicklung.
| Name des Index                     | Indexwert    | Weltweiter Rang | Interpretationshilfe | Jahr |
| ---------------------------------- | ------------ | --------------- | --- | ---- |
| Fragile States Index               | 25,9 von 120 | 164 von 179     | Stabilität des Landes: nachhaltig 0 = sehr nachhaltig / 120 = sehr alarmierend Rang: 1 = fragilstes Land / 179 = stabilstes Land | 2024 |
| Demokratieindex                    | 8,08 von 10  | 23 von 167      | Vollständige Demokratie 0 = autoritäres Regime / 10 = vollständige Demokratie                                                    | 2024 |
| Freedom in the World Index         | 96 von 100   | —               | Freiheitsstatus: frei 0 = unfrei / 100 = frei                                                                                    | 2024 |
| Rangliste der Pressefreiheit       | 84,3 von 100 | 8 von 180       | Zufriedenstellende Lage für die Pressefreiheit 100 = gute Lage / 0 = sehr ernste Lage                                            | 2025 |
| Korruptionswahrnehmungsindex (CPI) | 57 von 100   | 43 von 181      | 0 = sehr korrupt / 100 = sehr sauber                                                                                             | 2024 |

### Internationale Beziehungen

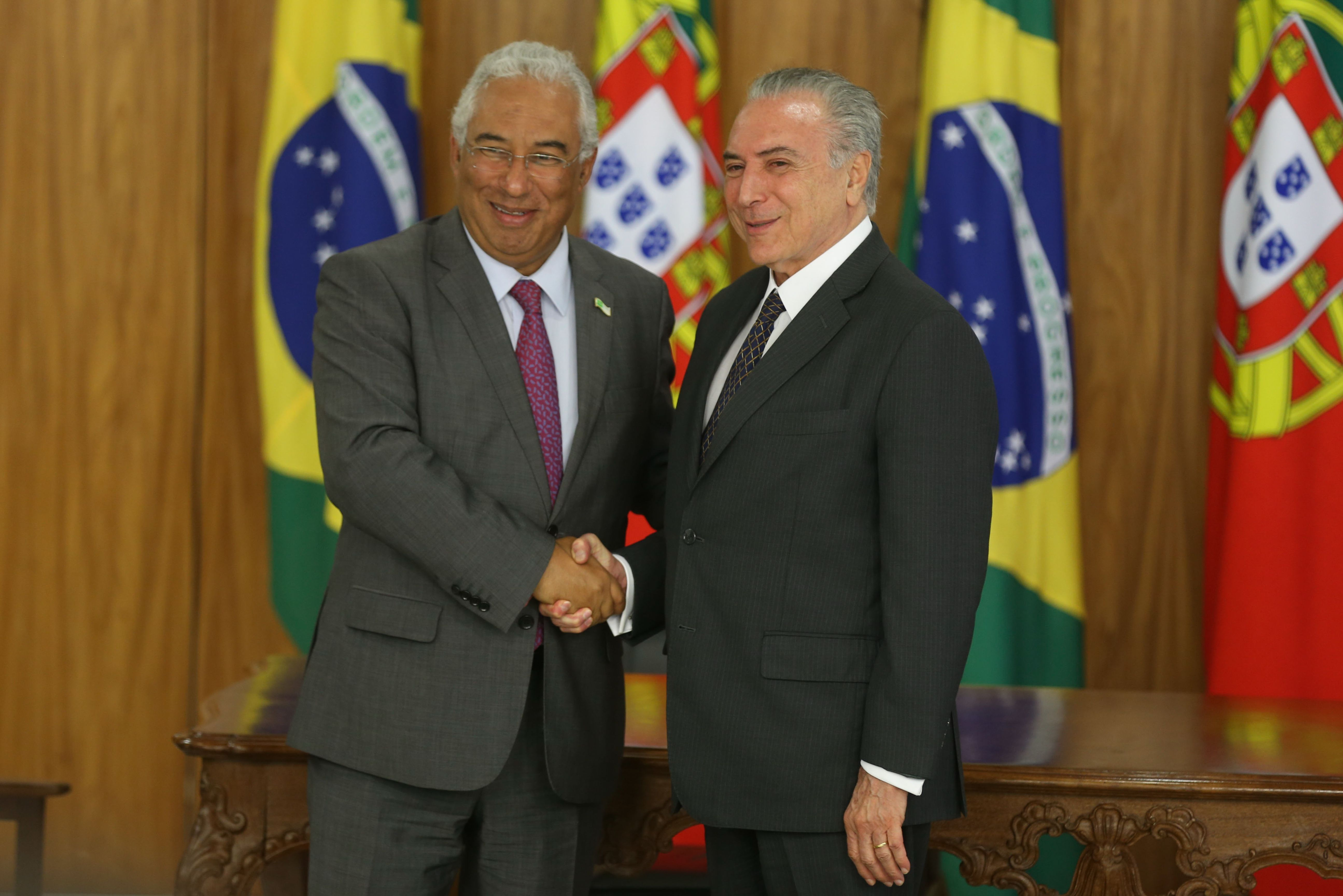
Der damalige Premierminister António Costa und der damalige Präsident Brasiliens Michel Temer 2016

Portugal ist Mitglied der Europäischen Union und hatte im zweiten Halbjahr 2007 und im ersten Halbjahr 2021 den Ratsvorsitz inne. Das Land hatte den Vorsitz bereits im ersten Halbjahr 2000. In dieser Zeit verfolgte Portugal vor allem das Ziel, den Dialog mit Afrika zu forcieren und Impulse zur Stärkung der Wettbewerbsfähigkeit der europäischen Wirtschaft zu geben.
Portugal war Gründungsmitglied der NATO und beteiligt sich mit Truppen an der Friedenssicherung auf dem Balkan. Zusammen mit Spanien ist Portugal an den Ibero-Amerikanischen Gipfeltreffen beteiligt, die vor allem den Dialog mit den Ländern Lateinamerikas fördern sollen. Federführend war das Land bei der Gründung der Gemeinschaft der Portugiesischsprachigen Länder (CPLP), deren Ziel es ist, die Zusammenarbeit dieser Länder zu vertiefen. Ferner ist das Land Mitglied in der Lateinischen Union, die den Erhalt und die Vielfältigkeit der romanischen Sprachen fördert.
Portugal unterstützte eines seiner früheren Kolonialgebiete, Osttimor, im Kampf um Unabhängigkeit von Indonesien, und kooperiert dabei zugunsten des jungen Staates finanziell und militärisch mit asiatischen Ländern, den Vereinigten Staaten sowie der UNO.
Es besteht ein Streit zwischen Portugal und Spanien um das Gebiet von Olivenza (portugiesisch Olivença), das gegenwärtig zum spanischen Staat gehört, jedoch von Portugal beansprucht wird. Olivença kam 1801 unter spanische Verwaltung, doch Spanien erklärte sich auf dem Wiener Kongress von 1815 bereit, das Gebiet an Portugal zurückzugeben. Portugal verlangt seither die Rückgabe.
- Siehe auch: Übersicht der bilateralen Beziehungen Portugals

### Administrative Gliederung
Portugal gliedert sich in 18 Distrikte und zwei autonome Regionen: die Azoren und Madeira. Die Distrikte sind dabei eine ältere Version der Einteilung des Landes, die immer mehr an Wichtigkeit verliert. Die fünf historischen Regionen des Landes wurden in 25 Subregionen eingeteilt, die durch die Veränderung der Bevölkerungszentren im Land immer mehr an Wichtigkeit gewinnen. Darunter folgt die Kommunale Selbstverwaltung in Portugal, mit 308 Municípios (welche mit deutschen Landkreisen oder Schweizer Bezirken verglichen werden können) und 3091 Freguesias (Gemeinden). Bis zur administrativen Neuordnung 2013 waren es 4259 Gemeinden.

#### Regionen und Subregionen
Bei der Einteilung von Regionen und Subregionen, welche auch als europäische NUTS bekannt sind, existieren in Portugal sieben Regionen (fünf Regionen auf dem Festland und die zwei autonomen Regionen Azoren und Madeira), welche sich weiterhin in 25 Subregionen einteilen lassen.
| Region   | Subregionen                                                                                                 |
| -------- | --- |
| Norden   | Alto Minho, Cávado, Ave, Alto Tâmega, Terras de Trás-os-Montes, Metropolregion Porto, Tâmega e Sousa, Douro |
| Zentrum  | Aveiro, Coimbra, Leiria, Beiras e Serra da Estrela, Viseu Dão-Lafões, Beira Baixa, Médio Tejo, Oeste        |
| Lissabon | Metropolregion Lissabon                                                                                     |
| Alentejo | Alto Alentejo, Alentejo Central, Alentejo Litoral, Baixo Alentejo, Lezíria do Tejo                          |
| Algarve  | Algarve |
| Azoren   | Azoren |
| Madeira  | Madeira |

#### Distrikte

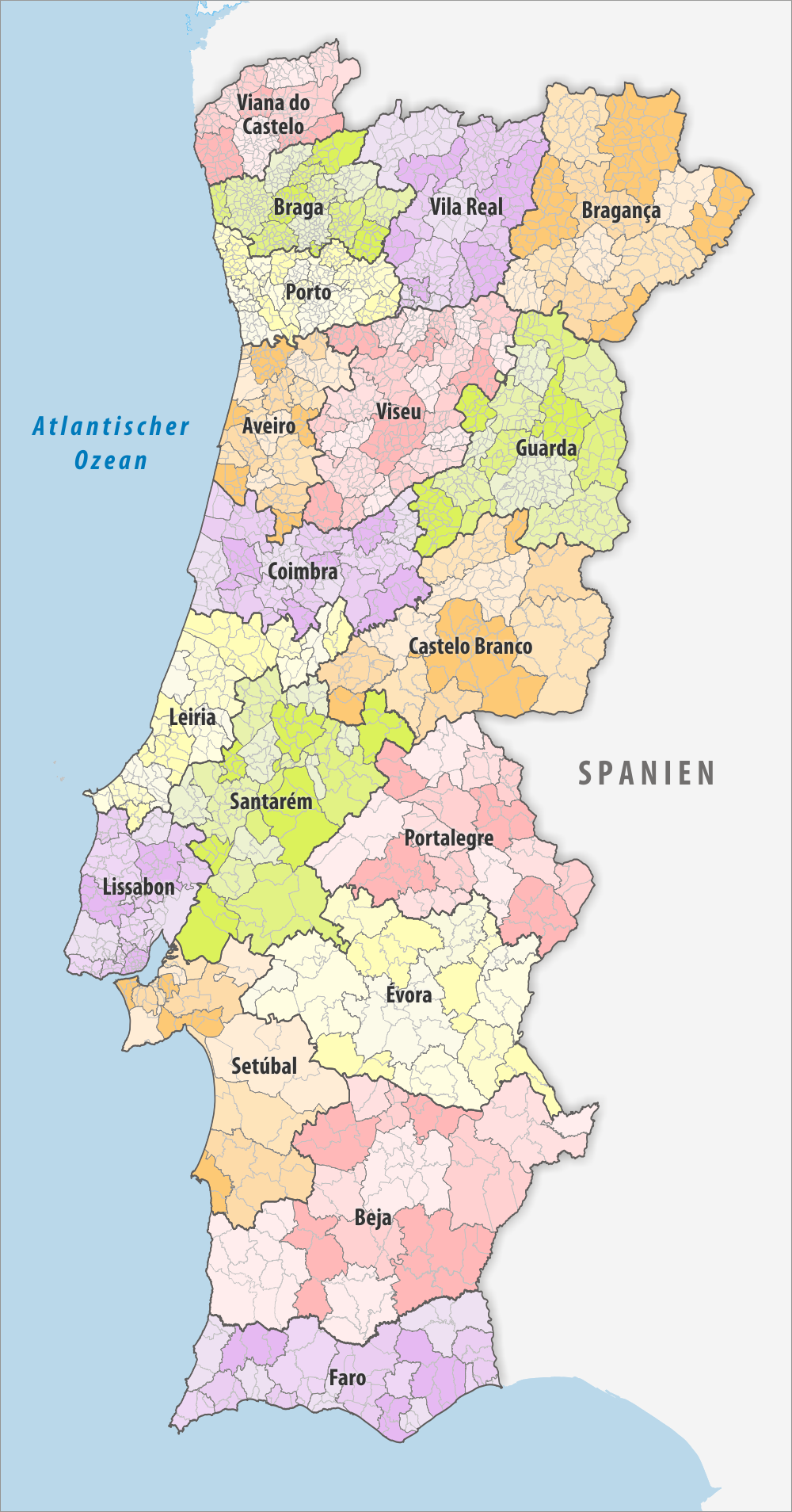
Die 18 Verwaltungsdistrikte Kontinentalportugals

Es gibt 18 Distrikte auf dem Festland sowie die beiden gleichgestellten autonomen Regionen:
- Distrikt Viana do Castelo
- Distrikt Braga
- Distrikt Vila Real
- Distrikt Bragança
- Distrikt Porto
- Distrikt Aveiro
- Distrikt Viseu
- Distrikt Guarda
- Distrikt Coimbra
- Distrikt Castelo Branco
- Distrikt Leiria
- Distrikt Santarém
- Distrikt Lissabon
- Distrikt Portalegre
- Distrikt Évora
- Distrikt Setúbal
- Distrikt Beja
- Distrikt Faro
- Autonome Region Azoren
- Autonome Region Madeira

#### Municípios
Die 308 Municípios, auch bekannter als Kreise oder im Vergleich zu den deutschen Landkreisen, verteilen sich über das ganze Land und bestehen aus einer oder mehreren Freguesias, welche auch als Gemeinden bekannt sind.

#### Freguesias
In Portugal gibt es 3.091 Freguesias, welche auch als Gemeinden bekannt sind, die durch eine oder mehrere Gemeinden einen Kreis, also Município, bilden.

### Militär
Die Portugiesischen Streitkräfte (portugiesisch: Forças Armadas Portuguesas) unterstehen dem Verteidigungsministerium und bestehen aus den Teilstreitkräften
- Heer (Exército Português)
- Marine (Marinha Portuguesa)
- Luftstreitkräfte (Força Aérea Portuguesa)
- Republikanische Nationalgarde (Guarda Nacional Republicana)

Der Präsident ist Oberkommandierender der Streitkräfte. Die bis 2003 herrschende allgemeine Wehrpflicht ist ausgesetzt. Portugal gab 2017 knapp 1,7 Prozent seiner Wirtschaftsleistung oder 3,8 Milliarden Dollar für seine Streitkräfte aus.

## Wirtschaft

Portugal ist Teil des Europäischen Binnenmarkts. Zusammen mit 19 anderen EU-Mitgliedstaaten (blau) bildet es eine Währungsunion, die Eurozone.

Seit seinem Beitritt zur EG im Jahre 1986 hat sich Portugal zu einer zunehmend diversifizierten, vor allem auf Dienstleistungen ausgerichteten Ökonomie entwickelt. Dienstleistungen sind mittlerweile für etwa zwei Drittel des BIP verantwortlich. Wie in anderen Staaten Europas wurden weit reichende Privatisierungen durchgeführt und die Staatsausgaben reduziert. Im Jahre 1998 hat sich Portugal für den Beitritt zur Europäischen Währungsunion qualifiziert und führte wie elf andere Staaten am 1. Januar 2002 den Euro als Zahlungsmittel ein und löste damit den Portugiesischen Escudo ab.
Nach Einführung des Euro (1999) sanken die realen Zinsen. Das Wirtschaftswachstum hat mit etwa 3,3 % jährlich jenes des EU-Durchschnitts in den Jahren bis zur Weltwirtschaftskrise ab 2007 meist übertroffen. Große Kapitalzuflüsse trugen zu Jahren des Wirtschaftswachstums bei; gleichwohl sank die Produktivität. Die Banken- und Finanzkrise seit 2008 hatte auch in Portugal Auswirkungen auf die Realwirtschaft (Rezession). Im Rahmen der ab 2010 folgenden Eurokrise wurde Portugal zu den besonders betroffenen PIIGS-Staaten gezählt. Die EFSF sagte Portugal im Mai 2011 Finanzhilfen in Höhe von 78 Milliarden Euro zu. Danach erholte sich die wirtschaftliche Lage, und Portugal konnte unter Einhaltung aller Zahlungsverpflichtungen den Rettungsschirm 2014 bereits wieder verlassen, die Arbeitslosenquote blieb zunächst aber relativ hoch (im April 2017 9,8 Prozent). Das Bruttoinlandsprodukt (BIP) je Einwohner betrug 2016 16.900 Euro. Ab dem Wahlsieg des neuen sozialistischen Premierministers Costa Ende 2015 und dem folgenden Ende der Austeritätspolitik verbesserte sich die wirtschaftliche Lage deutlich. Dank gestiegener Inlandsnachfrage, weiter gewachsenen Tourismuseinnahmen und anhaltend gesteigertem Export sank die Arbeitslosenquote bis 2019 auf 6,5 Prozent und die Brutto-Staatsschulden auf 116,6 Prozent des BIP, das 24.600 Euro pro Kopf erreichte (EU-Platz 18 von 28, EU-Schnitt 31.600 Euro).
Portugal ist immer noch das ärmste Altmitglied der EU: Das Pro-Kopf-BIP (in Kaufkraftparitäten) liegt bei etwa 78 % des Durchschnitts der EU-Länder vor der Osterweiterung, wobei es im Jahr 1985 noch etwa bei 50 % lag. Im Vergleich mit dem BIP der EU ausgedrückt in Kaufkraftstandards erreicht Portugal einen Index von 77 (EU-28:100) (2015). Die Entwicklung im Land ist jedoch sehr unterschiedlich. Nimmt man nur den Großraum Lissabon, so liegt der Index hier mit über 100 inzwischen leicht über dem europäischen Durchschnitt (2014).
Im Global Competitiveness Index, der die Wettbewerbsfähigkeit eines Landes misst, belegt Portugal Platz 42 von 137 Ländern (Stand 2017–2018). Der Index für wirtschaftliche Freiheit 2024 des Landes war der 29 höchste von 176 Ländern.
Das Land führt eine Wertpapierbörse mit Namen Euronext Lissabon und dem zugehörigen Leitindex der Volkswirtschaft, dem PSI.
| Jahr                                    | 2010   | 2015   | 2016   | 2017   | 2018   | 2019   | 2020   | 2021   | 2022   | 2023   |
| --------------------------------------- | ------ | ------ | ------ | ------ | ------ | ------ | ------ | ------ | ------ | ------ |
| BIP in Mrd. USD (Kaufkraftparität)      | 301,3  | 313,7  | 323,1  | 340,4  | 359,2  | 389,3  | 369,4  | 401,9  | 459,9  | 487,3  |
| BIP pro Kopf in USD (Kaufkraftparität)  | 28.501 | 30.283 | 31.287 | 33.045 | 34.929 | 37.845 | 35.875 | 39.036 | 44.656 | 47.226 |
| BIP-Wachstum (real)                     | 1,7 %  | 1,8 %  | 2,0 %  | 3,5 %  | 2,8 %  | 2,7 %  | −8,3 % | 5,7 %  | 6,8 %  | 2,3 %  |
| Inflation (in Prozent)                  | 1,4 %  | 0,5 %  | 0,6 %  | 1,6 %  | 1,2 %  | 0,3 %  | −0,1 % | 0,9 %  | 8,1 %  | 5,3 %  |
| Staatsverschuldung (in Prozent des BIP) | 100 %  | 131 %  | 132 %  | 126 %  | 121 %  | 117 %  | 135 %  | 125 %  | 112 %  | 99 %   |

| Rang | Subregion                 | Region          | BIP in Mio. € | PIB/Kopf (EU27=100) | BIP/Kopf in € |
| ---- | ------------------------- | --------------- | ------------- | ------------------- | ------------- |
| 1    | Metropolregion Lissabon   | Region Lissabon | 73.334        | 100                 | 30.200        |
| -    | EU-28                     | EU-28           | 14.020.000    | 100                 | 30.200        |
| 2    | Alentejo Litoral          | Alentejo        | 2.359         | 90                  | 27.300        |
| 3    | Algarve                   | Algarve         | 9.672         | 86                  | 25.800        |
| -    | Portugal                  | Portugal        | 203.896       | 77                  | 23.200        |
| 4    | Região de Leiria          | Region Zentrum  | 5.848         | 75                  | 22.500        |
| 5    | Madeira                   | Madeira         | 4.891         | 75                  | 22.500        |
| 6    | Região de Aveiro          | Region Zentrum  | 7.374         | 74                  | 22.300        |
| 7    | Metropolregion Porto      | Region Norden   | 34.442        | 73                  | 22.000        |
| 8    | Alentejo                  | Alentejo        | 13.102        | 72                  | 21.700        |
| 9    | Baixo Alentejo            | Alentejo        | 2.291         | 72                  | 21.700        |
| 10   | Região de Coimbra         | Region Zentrum  | 8.227         | 69                  | 21.000        |
| 11   | Beira Baixa               | Region Zentrum  | 1.503         | 68                  | 20.700        |
| 12   | Alentejo Central          | Alentejo        | 2.841         | 68                  | 20.600        |
| 13   | Azoren                    | Azoren          | 4.262         | 68                  | 20.500        |
| 14   | Region Zentrum            | Region Zentrum  | 38.244        | 67                  | 20.100        |
| 15   | Cávado                    | Region Norden   | 7.277         | 66                  | 20.000        |
| 16   | Region Norden             | Region Norden   | 60.240        | 65                  | 19.700        |
| 17   | Lezíria do Tejo           | Alentejo        | 4.196         | 65                  | 19.700        |
| 18   | Oeste                     | Region Zentrum  | 6.115         | 63                  | 19.100        |
| 19   | Ave                       | Region Norden   | 7.054         | 63                  | 19.100        |
| 20   | Médio Tejo                | Region Zentrum  | 3.858         | 61                  | 18.600        |
| 21   | Alto Minho                | Region Norden   | 3.718         | 60                  | 18.100        |
| 22   | Viseu Dão-Lafões          | Region Zentrum  | 4.029         | 60                  | 18.000        |
| 23   | Alto Alentejo             | Alentejo        | 1.684         | 60                  | 18.000        |
| 24   | Terras de Trás-os-Montes  | Region Norden   | 1.702         | 59                  | 17.800        |
| 25   | Douro                     | Region Norden   | 2.916         | 57                  | 17.300        |
| 26   | Beiras e Serra da Estrela | Region Zentrum  | 3.070         | 54                  | 16.400        |
| 27   | Alto Tâmega               | Region Norden   | 1.148         | 51                  | 15.300        |
| 28   | Tâmega e Sousa            | Region Norden   | 5.264         | 48                  | 14.600        |

2013 hatten 24,6 % der Männer und 36,1 % der Frauen zwischen 30 und 34 Jahren einen Hochschulabschluss (zum Vergleich: NRW 28,3 % / 29,9 %). Zudem erfuhr die Infrastruktur im Land enorme Investitionen, auch mit Hilfe der EU. Als Ergebnis kann beispielhaft ein überdurchschnittlicher Ausbau der Glasfaseranschlüsse für schnelles Internet gelten (2012: 10,3 %, zum Vergleich: Deutschland 1,1 %), auch ist das Autobahnnetz Portugals heute eines der dichtesten in Europa, und eine Unternehmensgründung ist online innerhalb eines Tages möglich. Prämierte Entwicklungen wie die weitverbreiteten Multibanco-Bankautomaten oder das Via-Verde-Mautsystem können als Beispiele für die Innovationsfähigkeit im Land gelten. Nach einer Boomphase bis Anfang der 2000er-Jahre geriet Portugal dann zunehmend in Wettbewerb mit den Niedriglohnländern Mittel- und Osteuropas, Asiens und Nordafrikas, worunter die Attraktivität Portugals für ausländische Direktinvestitionen litt. Diese steigen jedoch seit 2009 wieder deutlich an und betrugen 2012 über 57 Mrd. Euro. Die Durchschnittslöhne in Portugal sind für westeuropäische Verhältnisse weiterhin niedrig und die Arbeitszeiten zum Teil wesentlich länger.

### Arbeitslosigkeit
Im Februar 2022 lag die Arbeitslosigkeit in Portugal bei 5,8 Prozent. Vor der Krise, 2008, hatte die Arbeitslosenquote bei 7,6 Prozent gelegen. Bis zum Juni 2018 sank sie auf 6,7 Prozent ab und unterschritt damit das Vorkrisenniveau.
2014 arbeiteten 8,6 % aller Arbeitskräfte in der Landwirtschaft, 23,9 % in der Industrie und 67,5 % im Dienstleistungssektor. Die Gesamtzahl der Beschäftigten wird für 2017 auf 5,23 Millionen geschätzt; davon sind 48,8 % Frauen.

### Außenhandel

Der Außenhandel wird zu etwa 80 % mit den EU-Partnern abgewickelt. Exportiert werden vor allem Bekleidung und Schuhe, Fahrzeuge, Maschinen, Chemieprodukte, Kork sowie Zellstoff und Papier. Importiert werden Maschinen, Fahrzeuge, Öl und Ölprodukte sowie Landwirtschaftsprodukte. Dabei hatte Portugal traditionell ein großes Handelsbilanzdefizit, konnte jedoch im Rahmen seiner wirtschaftlichen Anstrengungen, nach seiner tiefen Wirtschaftskrise nach der Eurokrise 2010, seine Exporte deutlich steigern und weist etwa seit 2012 einen Handelsüberschuss aus, der tendenziell seither weiter ansteigt. Das Zahlungsbilanzdefizit war dabei durch Einnahmen aus dem Tourismus und den Rücküberweisungen der Auslandsportugiesen auch früher nicht so hoch wie das Handelsbilanzdefizit.
Der Außenhandel hat für Portugals Wirtschaftspolitik seit 2010 eine gesteigerte Bedeutung gewonnen. Auch dank der Anstrengungen der staatlichen Außenhandelskammer AICEP und anderer Akteure erreichten die Exporte des Landes im Jahr 2018 den portugiesischen Rekordwert von 44,3 % des BIP, die Planungen der Regierung unter dem sozialistischen Premierminister Costa zielten – vor der im März 2020 auch in Portugal ausgebrochenen COVID-19-Pandemie – auf eine weitere Steigerung bis auf 50 % des BIP um das Jahr 2025 ab. Auch als IT-Standort gewinnt Portugal zunehmend an Bedeutung. So siedeln sich nicht nur immer mehr Start-up-Unternehmen in Portugal an, mit dem Cluster der LX Factory in Lissabon als bekanntestem Beispiel, sondern auch internationale Konzerne verlagern ihre Entwicklungsabteilungen hierher, etwa nach Oeiras bei Lissabon, oder gründen Joint Ventures, darunter auch deutsche Unternehmen wie BMW. Gründe sind das große Angebot an qualifizierten Absolventen, die gute IT-Infrastruktur und das vergleichsweise niedrige Lohnniveau.
Ausländische Investitionen kommen vor allem aus Spanien, Deutschland und Großbritannien. Zwischenzeitlich sorgten auch zunehmende Investitionen aus der ölreichen ehemaligen portugiesischen Kolonie Angola für Aufsehen, etwa der Kauf der Bank Banco BIC Português durch ein angolanisches Bankhaus oder die Investitionen von Isabel dos Santos u. a. in portugiesische Medienunternehmen.
Zu den bedeutendsten ausländischen Investitionen in Portugal zählt das Automobil-Montagewerk Autoeuropa. Zu den wichtigsten international tätigen portugiesischen Unternehmen zählen Energias de Portugal, die Portugal Telecom, der besonders im Einzelhandel erfolgreiche Konzern Jerónimo Martins, und die Sonae-Gruppe, die beispielsweise das Alexa Einkaufszentrum am Berliner Alexanderplatz führt.
Entwicklung des Außenhandels (GTAI)
| in Mrd. US-Dollar und seine Veränderung gegenüber dem Vorjahr in Prozent | in Mrd. US-Dollar und seine Veränderung gegenüber dem Vorjahr in Prozent | in Mrd. US-Dollar und seine Veränderung gegenüber dem Vorjahr in Prozent | in Mrd. US-Dollar und seine Veränderung gegenüber dem Vorjahr in Prozent | in Mrd. US-Dollar und seine Veränderung gegenüber dem Vorjahr in Prozent | in Mrd. US-Dollar und seine Veränderung gegenüber dem Vorjahr in Prozent | in Mrd. US-Dollar und seine Veränderung gegenüber dem Vorjahr in Prozent |
| ------------------------------------------------------------------------ | ------------------------------------------------------------------------ | ------------------------------------------------------------------------ | ------------------------------------------------------------------------ | ------------------------------------------------------------------------ | ------------------------------------------------------------------------ | ------------------------------------------------------------------------ |
|                                                                          | 2019                                                                     | 2019                                                                     | 2020                                                                     | 2020                                                                     | 2021                                                                     | 2021                                                                     |
|                                                                          | Mrd. USD                                                                 | % gg. Vj.                                                                | Mrd. USD                                                                 | % gg. Vj.                                                                | Mrd. USD                                                                 | % gg. Vj.                                                                |
| Einfuhr                                                                  | 89,5                                                                     | −6,4                                                                     | 77,9                                                                     | −13,0                                                                    | 97,6                                                                     | +25,3                                                                    |
| Ausfuhr                                                                  | 67,1                                                                     | −9,5                                                                     | 61,5                                                                     | −8,3                                                                     | 75,1                                                                     | +22,1                                                                    |
| Saldo                                                                    | −22,5                                                                    |                                                                          | −16,4                                                                    |                                                                          | −22,5                                                                    |                                                                          |

Haupthandelspartner Portugals (2021), Quelle: GTAI
| Export (in Prozent) nach | Export (in Prozent) nach | Import (in Prozent) von | Import (in Prozent) von |
| ------------------------ | ------------------------ | ----------------------- | ----------------------- |
| Spanien                  | 26,7                     | Spanien                 | 32,8                    |
| Frankreich               | 13,1                     | Deutschland             | 12,5                    |
| Deutschland              | 11,0                     | Frankreich              | 6,7                     |
| Vereinigte Staaten       | 5,5                      | Niederlande             | 5,4                     |
| Vereinigtes Königreich   | 5,2                      | Italien                 | 5,1                     |
| Italien                  | 4,5                      | Volksrepublik China     | 4,7                     |
| Niederlande              | 3,9                      | Belgien                 | 3,1                     |
| sonstige Staaten         | 30,0                     | sonstige Staaten        | 29,7                    |

### Energiewirtschaft

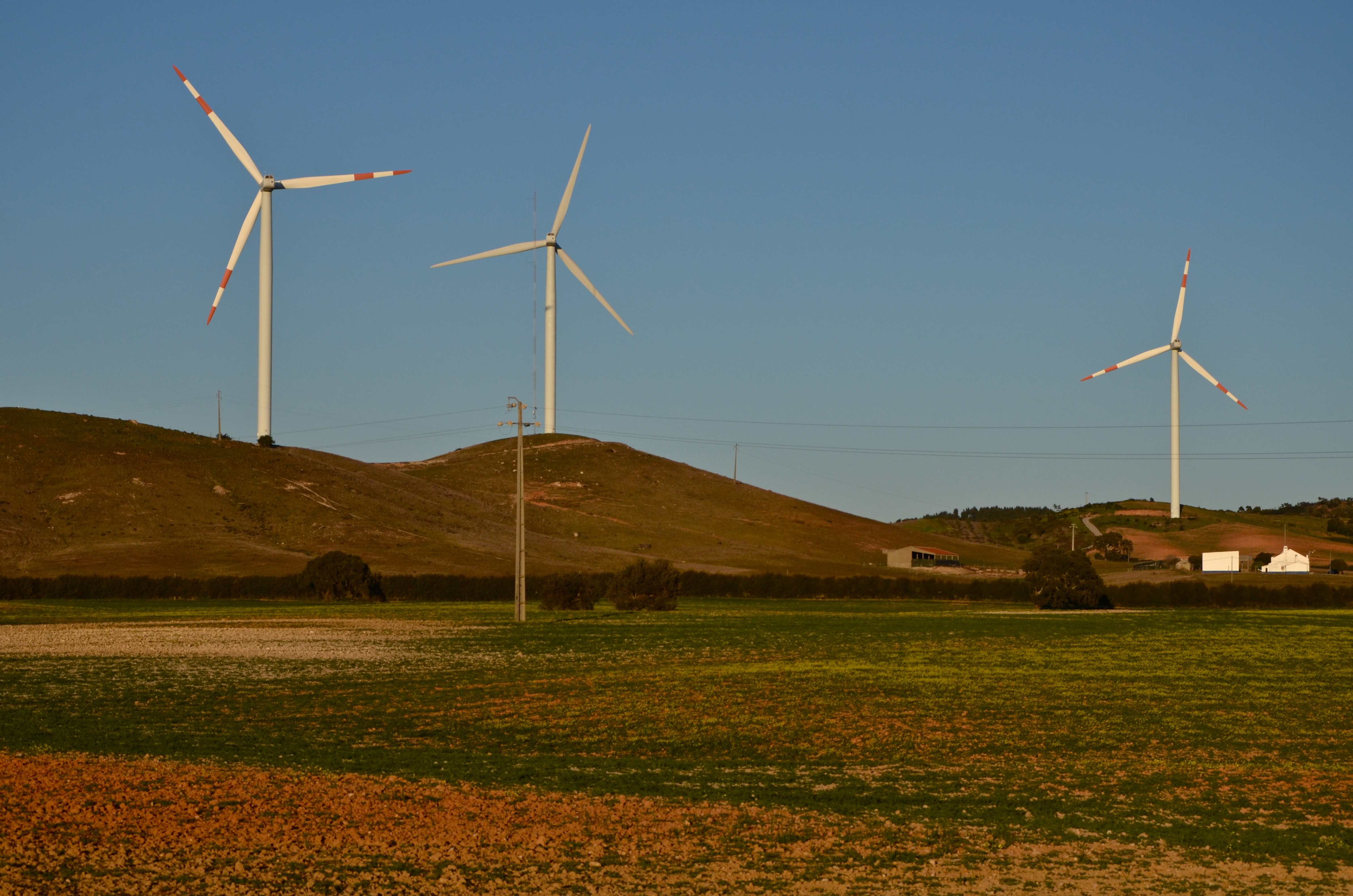
Windpark in Portugal

Im Jahr 2024 wurden 71 % des portugiesischen Strombedarfs mit erneuerbaren Energien gedeckt. Dabei lieferte Wasserkraft 28 % des Stroms in Portugal, Windenergie 27 %, Solarenergie 10 % und Biomasse 6 %. 10 % wurden aus Erdgas erhalten. Gegenüber dem Jahr 2010 haben sich die Verhältnisse fast umgekehrt, damals wurden 37,4 Mrd. kWh (77 %) durch Wärmekraftwerke und 11,1 Mrd. (23 %) erneuerbar durch Wasserkraftwerke erhalten.
Windenergie ist seit zwei Jahrzehnten ein sehr wichtiger Faktor in der Elektrizitätsversorgung. Ende 2024 waren in Portugal Windkraftanlagen mit einer Nennleistung von 5.963 MW installiert. 2021 bis 2023 hatte Windkraft jeweils 26 % und damit über ein Viertel des portugiesischen Strombedarfes geliefert. Schon 2014 waren 27 % erreicht worden, was weltweit der zweithöchste Wert war und nur von Dänemark mit 39,1 % übertroffen wurde. Die Stromerzeugung aus Photovoltaik ist mit einer installierten Leistung von 3519 MW (2023) nicht ganz so bedeutend, aber der Zubau hat 2023 mit 1282 MW einen neuen Höchstwert erreicht. Dazu kommt die Bioenergie mit 891 MW. Ende 2008 wurde mit dem Windpark Alto Minho der zu diesem Zeitpunkt größte Onshore-Windpark Europas in Betrieb genommen. Für Details zu Windkraftwerken siehe auch Windenergie in Portugal.
Bezogen auf den gesamten Endenergiebedarf (Strom, Wärme, Verkehr) lieferten erneuerbare Energien im Jahr 2018 30,3 % der Energie (2013: 25,7 %), bis 2020 wollte Portugal diesen Anteil auf 31 % erhöhen.
Mitte 2021 stammten bereits fast zwei Drittel des erzeugten Stromes in Portugal aus regenerativen Quellen (15,08 Mrd. kWh) und nur noch gut ein Drittel aus fossilen Quellen, ausschließlich Gas (7,68 Mrd. kWh) und Steinkohle (0,22 Mrd. kWh). Bis Ende 2021 wurden die beiden letzten Kohlekraftwerke im Land abgeschaltet, wobei am Standort Sines zukünftig grüner Wasserstoff produziert wird, während am Standort Pego auch der zweite Block auf Gas umgestellt wird.

### Bodenschätze
Portugal gehört zu den weltführenden Nationen in der Wolframproduktion. An abbaubaren Bodenschätzen gibt es außerdem Kohle, Kupfer, Zinn, Gold, Eisenerze wie Pyrit und Chalkopyrit, Tonminerale wie Kaolinit sowie Wolframit, Uraninit und Lithium. In der zweiten Hälfte des 20. Jahrhunderts galt Portugal als wichtiger Lieferant für Uran. Der Uranabbau wurde jedoch zu Beginn des 21. Jahrhunderts wegen Unwirtschaftlichkeit eingestellt. Während des Zweiten Weltkrieges versorgte sich Deutschland mit portugiesischem Wolfram für die Waffenproduktion. Die Atombombe von Hiroshima enthielt portugiesisches Uran.

### Landwirtschaft

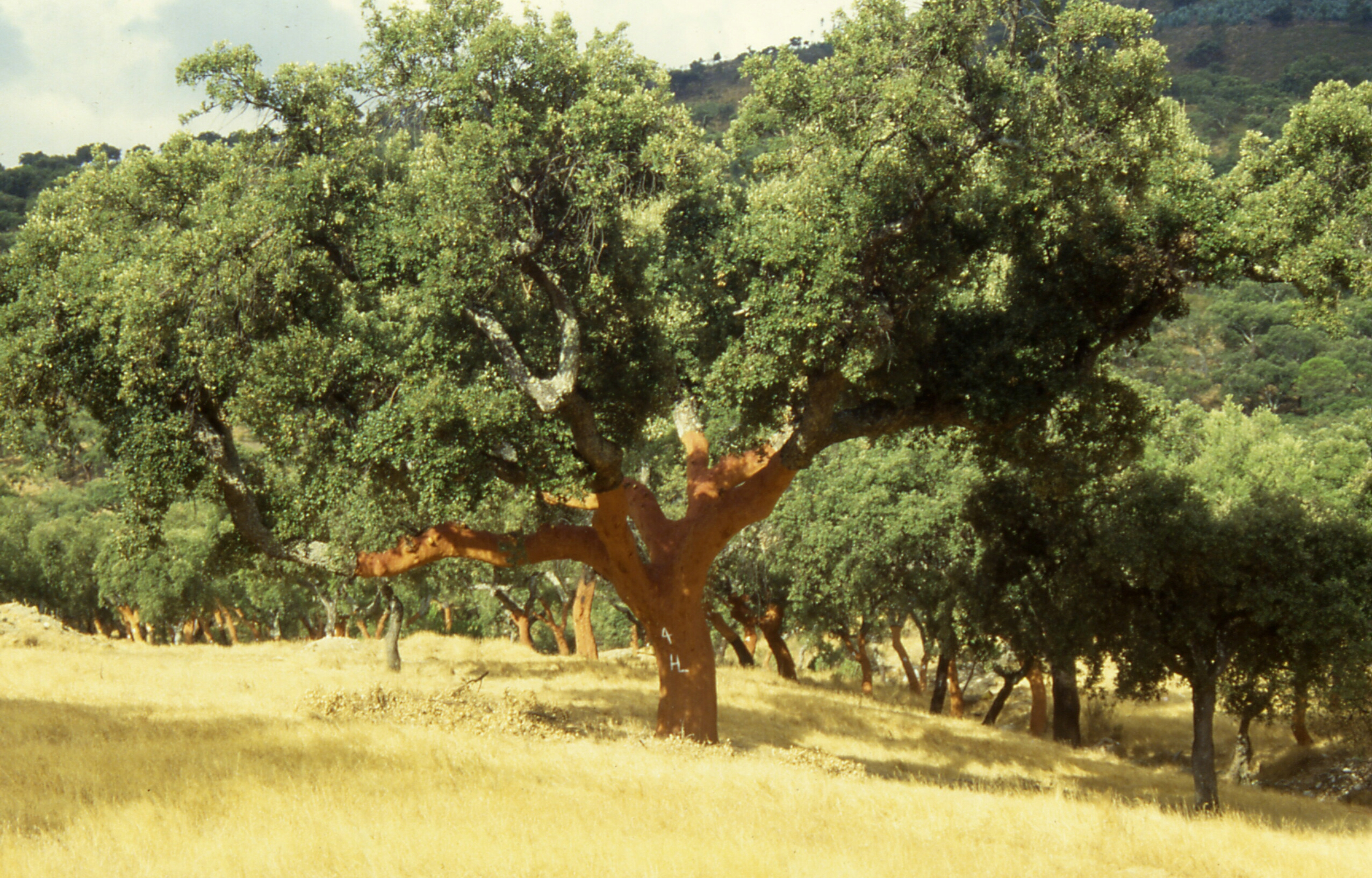
Korkeiche in Portugal

Die Landwirtschaft Portugals ist eine der ineffizientesten in Europa; der Anteil der Landwirtschaft am BIP liegt bei etwa 5 %, jedoch sind mehr als 15 % der Arbeitskräfte in der Landwirtschaft beschäftigt. Dies führte dazu, dass viele Betriebe aufgaben und fast die Hälfte der Nahrungsmittel importiert wird. Der Anbau von Mandeln befindet sich ebenso wie die Korkeichenplantagen (montados) im Alentejo und im Douro-Tal in einer tiefen Krise. Zwar ist Portugal mit etwa 125.000 Tonnen und damit der Hälfte der weltweit geernteten Menge das bedeutendste Produktionsland für Rohkork. Dennoch steht der Wirtschaftszweig etwa seit der Jahrtausendwende durch die zunehmende Popularität und internationale Herstellung von synthetisch hergestellten Verschlussalternativen für Weinflaschen stark unter Druck. Auch die Hoffnung zahlreicher Korkbauern (tiradores), der portugiesische Kork sei zumindest für Weine im Hochpreissegment unersetzlich, hat sich nicht erfüllt, denn der Trend weg vom Naturprodukt hin zu kostengünstigeren Alternativen aus Kunststoff ist auch bei teuren Weinen zu beobachten. Folge dieser Entwicklung sind zahlreiche Firmeninsolvenzen und Abwanderungen aus den Korkanbauregionen. Portugals Regierung und die Korkindustrie reagieren inzwischen auf die Entwicklung mit weltweiten „Green-Marketing“-Werbekampagnen, in denen Winzer wieder von der ökologischen Nachhaltigkeit des Naturprodukts Kork überzeugt werden sollen. Daneben gewinnt Kork als vielseitig verwertbarer und sehr leichter Werkstoff mit seinen wasserabweisenden, hitze- und fäulnisresistenten, wärmedämmenden und schallisolierenden Eigenschaften als eine ökologische Alternative Bedeutung, etwa als Bodenbelag oder Dämmstoff. Kork findet auch in der Schuh- und Bekleidungsmode zunehmend Beachtung, auch als veganer Lederersatz.
Für die Zellstoffindustrie, einen wichtigen Wirtschaftsfaktor Portugals, werden große Flächen mit schnell wachsendem Eukalyptus als Rohstoff aufgeforstet. Dies ist aus ökologischen Gründen bedenklich, weil Eukalyptus den Boden auslaugt, den ursprünglichen Wald und damit die Tierwelt verdrängt, und die katastrophalen Waldbrände im Sommer begünstigt.
Ähnlich der Landwirtschaft kämpft die Fischerei mit Produktivitätsproblemen. Die portugiesische Fischereiflotte ist im Vergleich zur spanischen schwach entwickelt. Der meiste Fisch wird importiert.

### Tourismus

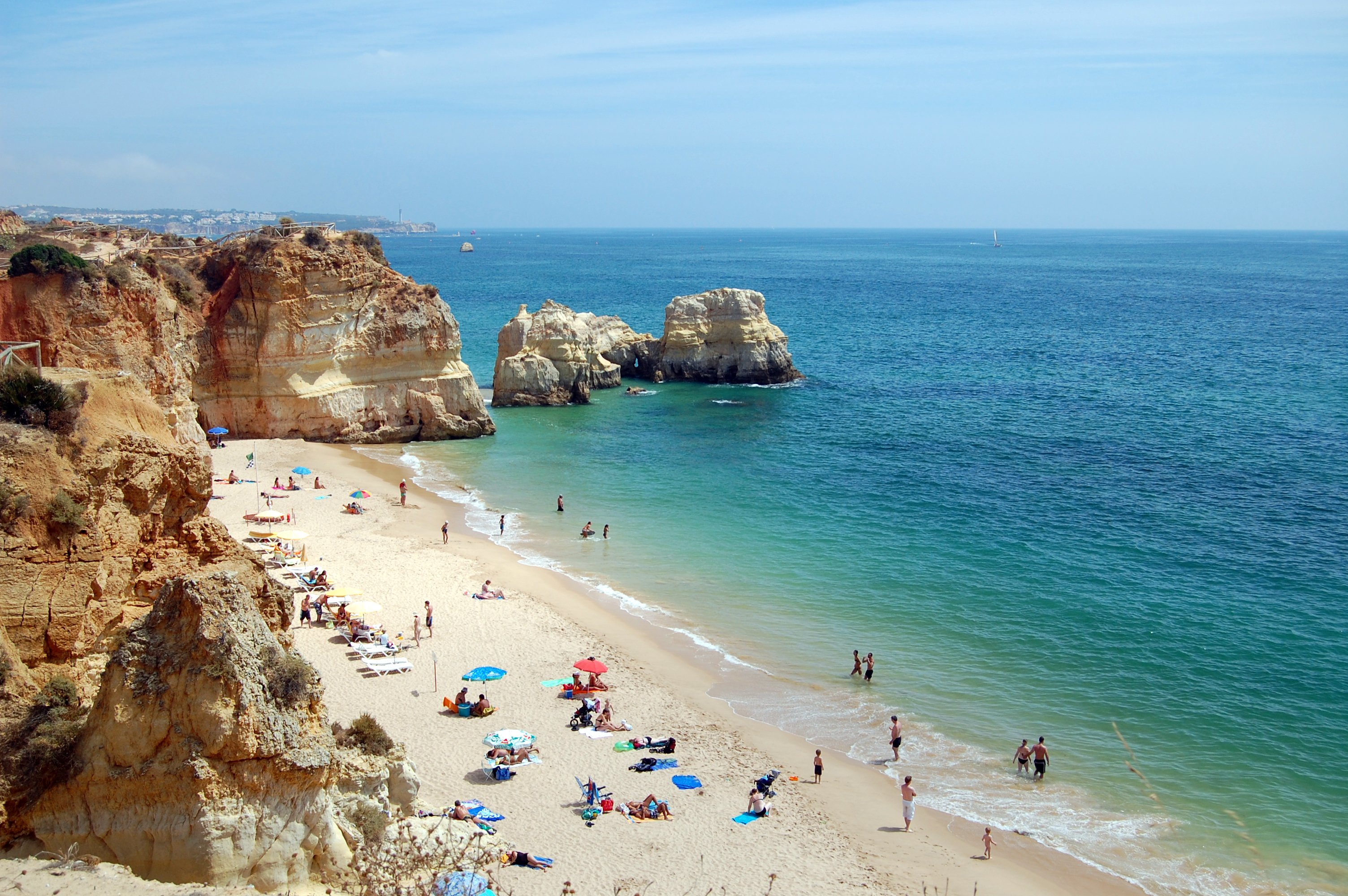
Tourismus spielt eine wichtige Rolle in Portugals Wirtschaft; Strand bei Portimão

Der Tourismus ist eine wichtige Einnahmequelle. Mit 17 Millionen Touristen pro Jahr (2015) gehört Portugal zu den meistbesuchten Ländern der Welt, häufigste Reiseziele sind die Algarve und die Region um die Hauptstadt Lissabon.
Für etwa acht Prozent des BIP, mit steigender Tendenz, ist der Tourismus verantwortlich, wobei die meisten Besucher aus Spanien und Großbritannien kommen. Mit über 11,4 Millionen Touristen stand Portugal 2016 auf Platz 30 der meistbesuchten Länder der Welt. Die Algarve ist dabei unangefochten das Zentrum.
15 Stätten in Portugal zählen zum Welterbe der UNESCO, darunter zwei auf den Azoren und eine auf Madeira.
Zur internationalen Vermarktung des Portweins aus der ältesten Weinbau Region Alto Douro ab dem 17. Jahrhundert leisteten die drei deutschen Kopke, Burmester und Andresen einen entscheidenden Beitrag zur Entwicklung des Portweins.
Die Paläste mit Parkanlagen bei Sintra und Portugals größte Schloss-, Klosteranlage in Mafra sind von den deutschen Baumeistern von Eschwege und Ludwig geplant worden.
Vor der Algarve, Sétubal und den Inselgruppen Madeira und Azoren gibt es Möglichkeiten, sowohl Delfine als auch Wale in freier Natur zu erleben.
Auf der Atlantikinsel Madeira begann der Tourismus in der Mitte des 19. Jahrhunderts; die Insel war eines der bevorzugten Ziele wohlhabender britischer Reisender. Sie stiegen vor allem im Hotel Reid’s Palace ab, das der Schotte William Reid 1891 hatte bauen lassen.

### Internationale Wirtschaftsbeziehungen
- Mitgliedschaften: EU, Europarat, Eurozone, OECD, WTO, Iberoamerikanischen Konferenz der Nationen, Gemeinschaft der Portugiesischsprachigen Länder u. a.
- staatliche Außenhandelskammer: Agência para o Investimento e Comércio Externo de Portugal (AICEP)

2018 exportierte Portugal Waren und Dienstleistungen im Wert von 89,211 Mrd. Euro. Die Importe des gleichen Zeitraums beliefen sich auf 87,211 Mrd. Euro, so dass das Land einen Handelsbilanzüberschuss von 2 Milliarden Euro verbuchte.
Die wichtigsten Zielländer für portugiesische Exporte 2018 waren Spanien (25,27 %), Frankreich (12,27 %), Deutschland (11,48 %), Großbritannien (6,36 %), die USA (4,94 %), Italien (4,25 %), die Niederlande (3,81 %), Angola (2,60 %), Belgien (2,34 %) und Brasilien (1,46 %).
Die Importe Portugals stammten vor allem aus Spanien (31,43 %), Deutschland (13,85 %), Frankreich (7,63 %), Italien (5,32 %), den Niederlanden (5,20 %), China (3,14 %), Belgien (2,88 %), Großbritannien (2,51 %), den USA (1,8 %) und aus Russland (1,78 %).

### Staatshaushalt
Der Staatshaushalt umfasste im Jahr 2019 Einnahmen von 91,01 Mrd. Euro und Ausgaben von 90,6 Mrd. Euro, womit sich ein knapper Haushaltsüberschuss von etwa 600 Mio. Euro ergab. Dies war ein Zeichen der positiven wirtschaftlichen Entwicklung und guten Haushaltspolitik Portugals, nachdem das Land lange Jahre meist ein Haushaltsdefizit vorwies. 2016 standen Haushaltsausgaben von 92,2 Mrd. Dollar noch Einnahmen von 87,2 Mrd. Dollar gegenüber, woraus sich ein Haushaltsdefizit in Höhe von 5,0 Mrd. Dollar beziehungsweise 2,4 % des BIPs ergab.
Die Staatsverschuldung betrug 2009 127,9 Mrd. Euro oder 76,1 % des BIP (laut folgender Tabelle 83,6 %), mittlerweile liegt sie bei über 100 % des BIP. Am 6. April 2011 gab der Premierminister Portugals bekannt, dass das Land im Zuge der Verschuldungskrisen von Eurozonen-Staaten Finanzhilfen der Europäischen Union annehmen werde. Seit 2014 benötigt das Land keine EU-Finanzhilfen mehr.
Im Jahr 2011 betrug die Neuverschuldung 4,2 % des BIP. Damit erfüllte Portugal die vorgeschriebenen Sparziele der EU von 5,9 % des BIP deutlich. Dies gelang aber nur durch zusätzliche Zahlungen aus Pensionsfonds (Übertragung der Pensionsfonds der staatlichen Sparkasse CGD zum Staatshaushalt), ansonsten hätte das Defizit bei 7,7 % gelegen.
| Jahr               | 1999    | 2000    | 2001    | 2002    | 2003    | 2004    | 2005    | 2006    | 2007    | 2008    | 2009    | 2010     |
| Staatsverschuldung | 051,0 % | 054,2 % | 057,4 % | 060,0 % | 063,9 % | 067,1 % | 072,2 % | 073,7 % | 072,7 % | 075,6 % | 087,8 % | 0100,2 % |
| Haushaltssaldo     | − 2,8 % | − 2,9 % | − 4,3 % | − 2,8 % | − 2,9 % | − 3,4 % | − 6,2 % | − 4,1 % | − 2,8 % | − 2,9 % | − 9,3 % | − 11,2 % |
|                    |         |         |         |         |         |         |         |         |         |         |         |          |
| Jahr               | 2011    | 2012    | 2013    | 2014    | 2015    | 2016    | 2017    | 2018    | 2019    | 2020    | 2021    |          |
| Staatsverschuldung | 114,4 % | 129,0 % | 131,4 % | 132,9 % | 131,2 % | 131,5 % | 126,1 % | 121,5 % | 116,2 % | 135,2 % | 127,4 % |          |
| Haushaltssaldo     | − 4,8 % | − 6,2 % | − 5,1 % | − 7,4 % | − 4,4 % | − 1,9 % | − 3,0 % | − 0,3 % | + 0,1 % | − 5,8 % | − 2,8 % |          |
| Quelle: Eurostat   |         |         |         |         |         |         |         |         |         |         |         |          |

## Infrastruktur
Im Logistics Performance Index, der von der Weltbank erstellt wird und die Qualität der Infrastruktur misst, belegte Portugal 2018 den 23. Platz unter 160 Ländern.

### Straßenverkehr

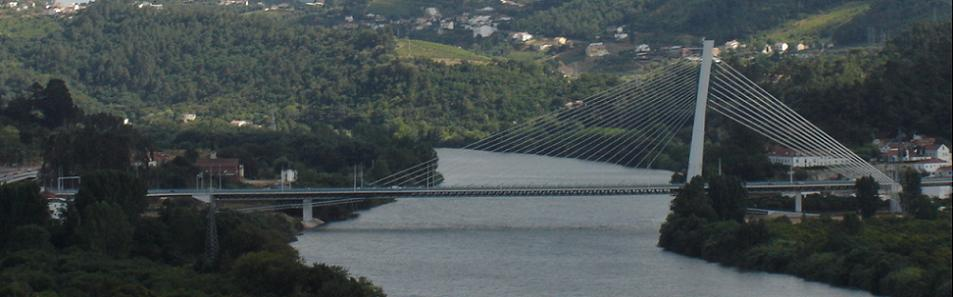
Neue Brücke über den Mondego

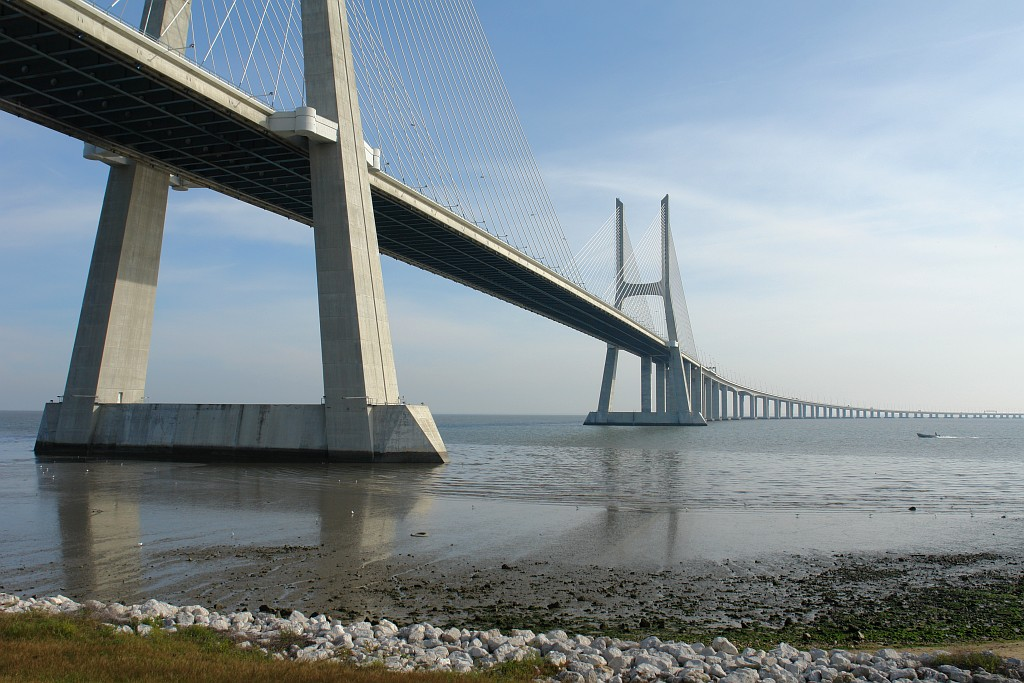
Ponte Vasco da Gama

Das Straßennetz ist nicht zuletzt dank EU-Mitteln aus Förderungsfonds seit den 1980er-Jahren schnell gewachsen und gut ausgebaut. Das gesamte Straßennetz umfasste 2008 etwa 82.900 km, wovon 71.294 km asphaltiert sind. Die wichtigen Routen werden von gebührenpflichtigen Autoestradas abgedeckt. Diese erreichen insgesamt eine Länge von 1100 km und werden größtenteils vom börsennotierten Unternehmen Brisa betrieben. Gebührenfrei sind hingegen Itinerários Principais (IP) oder Itinerários Complementares (IC). Die Investitionen in den Straßenverkehr verdeutlichen sich nicht zuletzt in den Unfallstatistiken, 2008 starben in Portugals Straßenverkehr 83 Menschen pro 1 Million Einwohner nach 323 im Jahre 1991 (zum Vergleich 54 pro 1 Million in Deutschland 2008).
Der Fernverkehr mit Bussen hat in Portugal einen höheren Stellenwert als in Mitteleuropa. Das größte Linienbusunternehmen ist Rede Expressos.

### Schienenverkehr

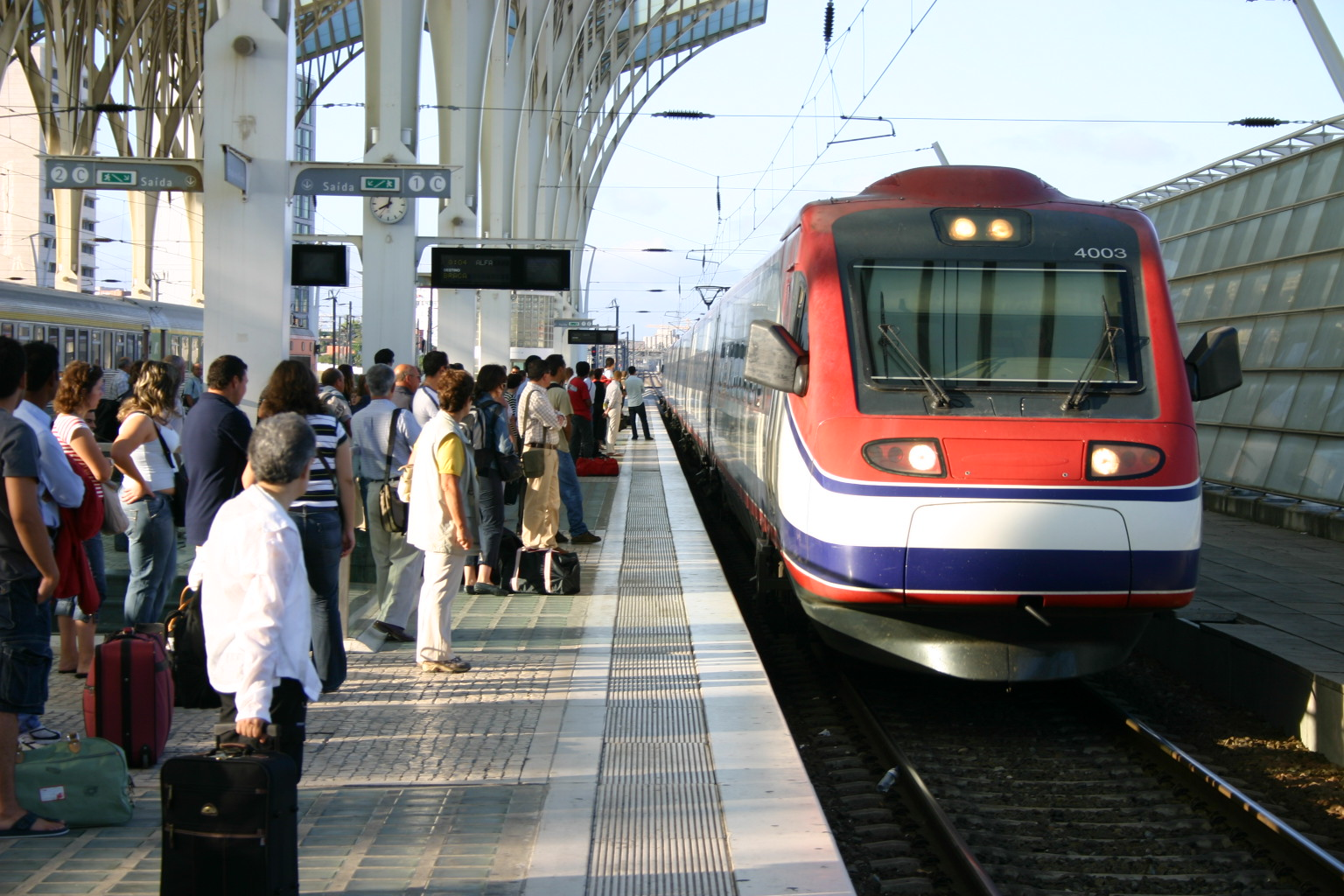
Ein Alfa Pendular im Bahnhof Lissabon Oriente

Das Eisenbahnnetz Portugals ist relativ weitmaschig. Das staatliche Unternehmen Infraestruturas de Portugal verwaltet ein Schienennetz, das eine Gesamtlänge von 2789 km hat. Davon sind 188 km Schmalspur, 607 km sind mehrspurig ausgebaut. Personenzüge werden von der staatlichen Comboios de Portugal und von der privaten Fertagus angeboten. Auf den Hauptverkehrsrouten sind die Verbindungen effizient, der Hochgeschwindigkeitszug Alfa Pendular bietet die schnellsten Verbindungen zwischen den Ballungszentren, die Höchstgeschwindigkeit im Regelbetrieb beträgt je nach Strecke und Baureihe von 250 km/h bis zu 300 km/h, die aber in Portugal nicht gefahren werden können. Auf den wenigen Schnellfahrabschnitten derzeit werden bis zu 220 km/h erreicht. Die Schnellfahrstrecke Lissabon–Porto ist in Bau.
Von wenigen grenzüberschreitenden Regionalzügen abgesehen, verkehren seit 2020 aufgrund der COVID-19-Pandemie keine internationale Züge zwischen Portugal und Spanien mehr.
Der Schienengüterverkehr wird von den Bahngesellschaften Captrain, Continental Rail und Medway erbracht.
In Lissabon gibt es eine U-Bahn. Porto verfügt über eine Stadtbahn und einen davon unabhängigen Straßenbahnbetrieb. Weitere Straßenbahnen existieren in Lissabon und südlich des Tejo.

### Luftverkehr

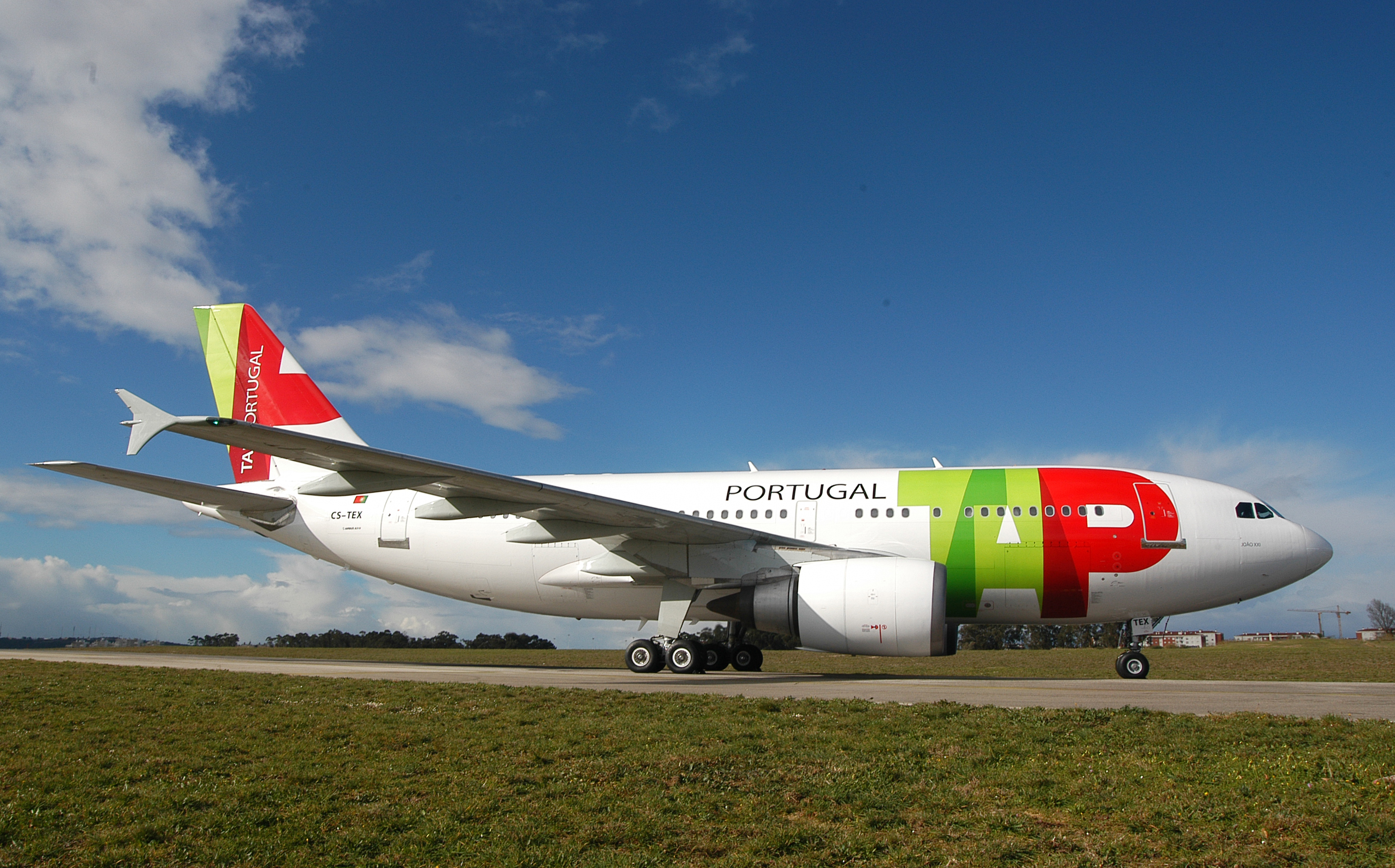
Airbus A310 der TAP Portugal

Die fünf wichtigsten Flughäfen Portugals sind Lissabon, Porto, Faro, Ponta Delgada und Funchal. Sie werden von mehreren Fluggesellschaften bedient, wobei die portugiesischen Linien TAP Portugal, SATA Air Açores und Portugália Airlines die meisten Verbindungen bieten. Im Jahr 2006 fertigten die portugiesischen Flughäfen insgesamt 22 Millionen Passagiere und 135.000 Tonnen Fracht ab. Es wurde erwartet, dass das Verkehrsaufkommen bis 2025 auf 46,8 Millionen Passagiere und 259.000 Tonnen Fracht steigen werde.
Angesichts der steigenden Passagierzahlen wurde 2008 entschieden, zusätzlich zu dem existierenden Flughafen Lissabons einen neuen kommerziellen Flughafen (Novo Aeroporto Lisboa) zu schaffen. Er sollte auf dem wenig benutzten Militärflughafen in Montijo erbaut werden. Dieser liegt am südlichen Ufer des Tejo. Ab 2022 sollte der Betrieb aufgenommen werden. Der Baubeginn wurde mehrfach verschoben, 2024 untersagte die portugiesische Luftfahrtbehörde (Autoridade Nacional da Aviação Civil, ANAC) die Umnutzung des Flugplatzes, womit das Projekt faktisch beendet wurde.

### Wassertransport
Die wichtigsten Häfen Portugals befinden sich in Aveiro, Porto, Lissabon, Sines und Setúbal. Im Jahr 2007 kamen fast 70 % aller Importe über den Seeweg ins Land, während 41 % der Exporte über die Häfen abgewickelt wurden. Von den 58 Millionen Tonnen liefen 39 % über den Hafen von Sines. Die Häfen werden modernisiert und ihre Verkehrsanbindung verbessert, damit sie einen größeren Teil des spanischen Außenhandels abwickeln können.
Von den Flüssen sind der Douro und der Tejo schiffbar.

### Wandern
Der Caminho Português (deutsch Portugiesischer Weg) ist ein Jakobsweg, der von Lissabon nach Santiago de Compostela (Spanien) führt. Der Ursprung des Caminho Português als christlicher Pilgerweg begann nach der Unabhängigkeit Portugals im 12. Jahrhundert. Dieser ausgeschilderte Fernwanderweg führt über ca. 620 km von Lissabon durch das Landesinnere über Coimbra, Porto und Tui nach Santiago de Compostela.
Zwei Europäische Fernwanderwege führen durch Portugal: der E9 und der E7.
Die Via Algarviana ist ein Wanderweg mit einer Länge von 300 km und wurde nur auf bereits bestehenden Land- und Waldwegen errichtet. Bei der Weggestaltung war man bemüht, an Punkten von besonderem natürlichem, kulturellem, menschlichem und landschaftlichem Interesse vorbeizuführen und so auch den lokalen Tourismus im Hinterland zu fördern.

### Feuerwehr
In der Feuerwehr in Portugal waren im Jahr 2019 rund 4.100 Berufs- und rund 45.000 freiwillige Feuerwehrleute organisiert, die in über 470 Feuerwachen und Feuerwehrhäusern, in denen 1.600 Löschfahrzeuge und Drehleitern bzw. Teleskopmasten bereitstehen, tätig sind. Der nationale Feuerwehrverband Liga Dos Bombeiros Portugueses repräsentiert die portugiesische Feuerwehr im Weltfeuerwehrverband CTIF.

### Literatur

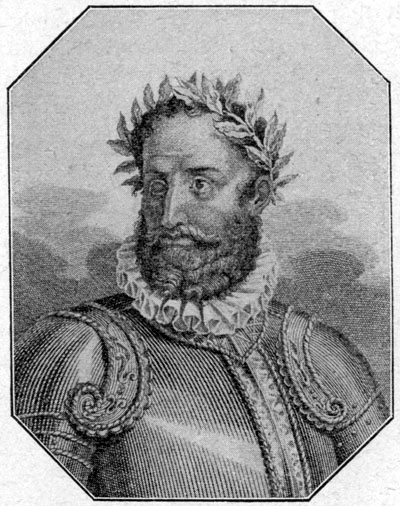
Luís de Camões

## Kultur

### Film

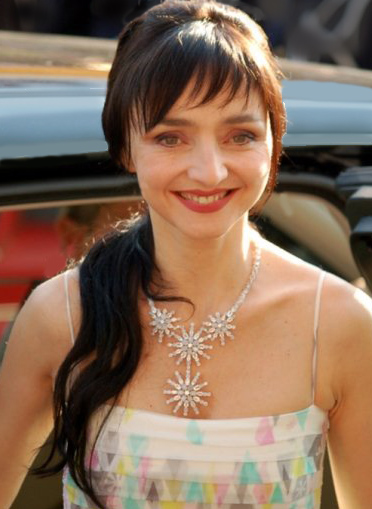
Maria de Medeiros in Cannes

Die Filmkunst hat eine lange Tradition in Portugal. International genießt vor allem der anspruchsvolle Autorenfilm des Landes unter Cineasten einen guten Ruf, doch sind preisgekrönte Regisseure, wie João Botelho oder João Canijo, der breiten Bevölkerung, selbst in Portugal, eher wenig bekannt. Wird die Filmwirtschaft auch hier von den internationalen Großproduktionen und den Multiplex-Kinos bestimmt, so gibt es abseits davon aber noch immer eine rege Filmklub-Bewegung und eine Reihe verschiedener Filmfestivals im Land, die engagierte neue Regisseure wie die sehr unterschiedlichen Miguel Gomes, Jorge Pelicano oder Fernando Fragata hervorbringen, ebenso Schauspielernachwuchs mit Namen wie etwa Ana Moreira, Diogo Infante oder Lúcia Moniz.
Als bekanntester portugiesischer Regisseur ist hier Manoel de Oliveira († 2. April 2015) zu nennen, der zudem mit über 100 Jahren (Jahrgang 1908) der älteste noch arbeitende Regisseur der Welt war, und der letzte lebende, der bereits zu Stummfilmzeiten drehte. Die bekanntesten Schauspieler sind Maria de Medeiros, die in Pulp Fiction die Filmpartnerin von Bruce Willis war, und Joaquim de Almeida mit seinen zahlreichen Hollywood-Rollen.

### Musik

#### Fado

„Königin des Fado“ Amália Rodrigues als Graffiti in Lissabon

Die wichtigste Musikform Portugals ist der Fado, der sehr melancholisch sein kann und zum Klischee der melancholischen Portugiesen (gegenüber den temperamentvollen Spaniern) beigetragen hat. Diese Musik geht eng einher mit Saudade (etwa: Sehnsucht) und ist wahrscheinlich durch die Vermischung der Lieder von portugiesischen Seefahrern mit den Rhythmen afrikanischer Sklaven entstanden. Hierbei werden zwei Stilformen unterschieden, nämlich der variantenreichere, volksnahe Fado von Lissabon, und der akademische, nur von Männern gesungene Fado von Coimbra. Das international bekannteste Fadolied wurde April in Portugal, das in einigen hundert Versionen weltweit veröffentlicht wurde und von Raul Ferrão stammt, und zudem den Fado Coimbras mit dem Lissabons vereint. Amália Rodrigues war die bedeutendste Fado-Künstlerin, nach ihrem Tod sind mehrere Musiker aus ihrem Schatten getreten und bringen neue Formen des Fado hervor, die teils nur noch die saudade mit dem ursprünglichen Fado gemein haben, teils aber ganz bewusst an traditionellen Mustern des Fado festhalten. In den letzten Jahren hat die Zahl der Fado-Veröffentlichungen und seine öffentliche Präsenz wieder stärker zugenommen, durch Erfolge von jungen Sängern wie Mariza, Camané oder Ana Moura. In den früheren Kolonien Portugals hat sich der Fado ebenfalls verbreitet und sich zur kapverdischen Morna einer Cesária Évora und zum brasilianischen Choro weiterentwickelt. Zu den heute im deutschsprachigen Raum bekannten, vom Fado beeinflussten Gruppen zählt Madredeus mit der Sängerin Teresa Salgueiro.

#### Renaissance, Barock, Klassik, Neue Musik, Jazz
Seit dem Mittelalter war die Kirchenmusik im Rahmen des starken portugiesischen Katholizismus sehr bedeutend in Portugal und erreichte ihren Höhepunkt in der Renaissance. Im Bereich der geistlichen Vokalpolyphonie hatte Portugal eine bemerkenswerte Generation portugiesischer Komponisten vorzuweisen, die im 16. und 17. Jahrhundert die Musikgeschichte von Portugal geprägt haben: Estêvão de Brito (c. 1575–1641), Filipe de Magalhães (c.1571–1652), Duarte Lobo (1565–1646) und Manuel Cardoso (1566–1650). Diese sogenannte Generation der Polifonisten von Évora stellt die Glanzzeit der Kirchenmusik in Portugal dar. Von dem auf Madeira wirkenden Barockkomponisten António Pereira da Costa (um 1697–1770) stammen die einzigen bekannten Concerti grossi der portugiesischen Musikgeschichte.
Aus der Barockzeit existieren bedeutende Orgeln:

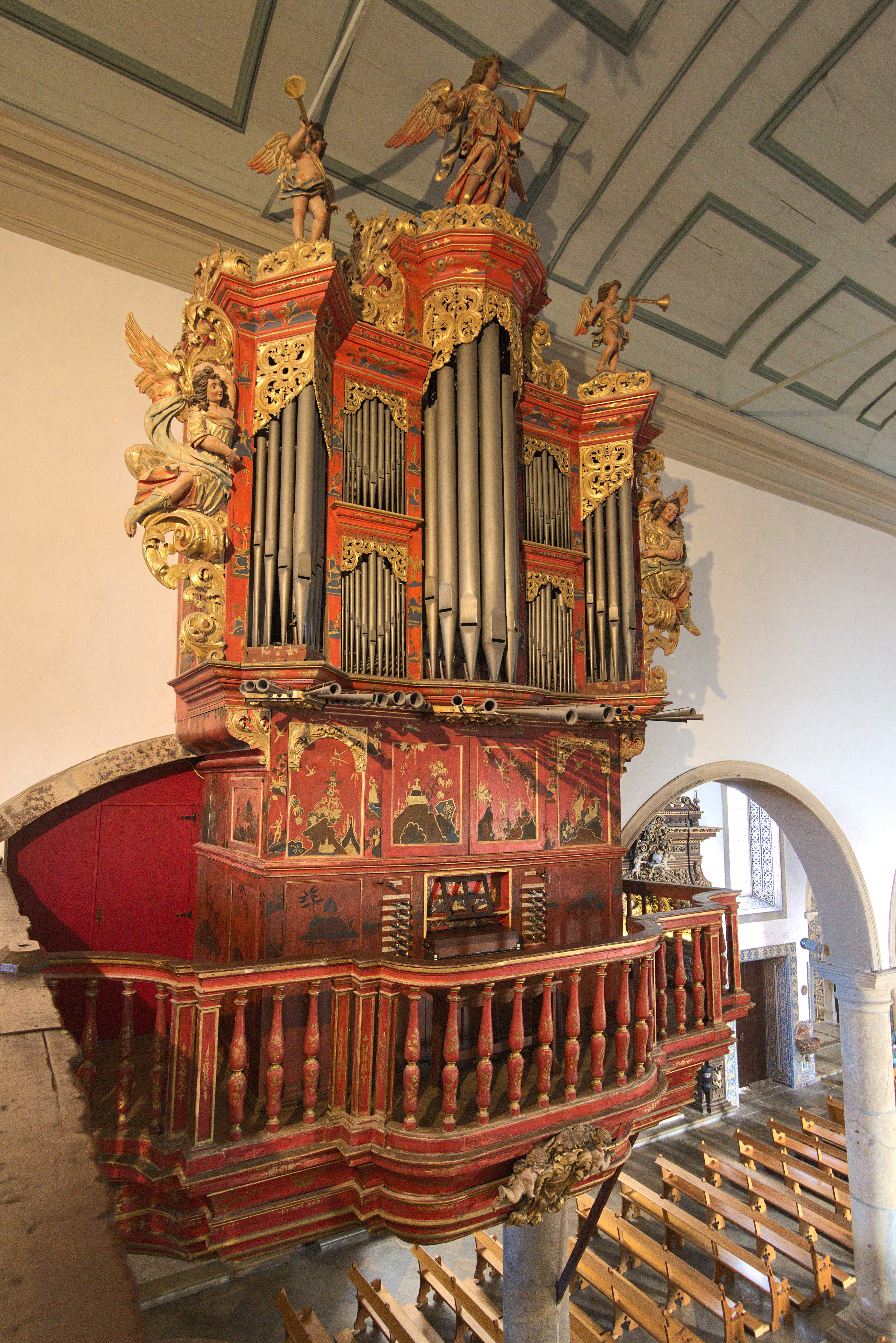
Barockorgel in der Kathedrale von Faro aus dem 18. Jahrhundert mit landestypischen Spanischen Trompeten

- die Orgel von São Salvador in Moreira wurde 1701 mit zwölf Registern von Arp Schnitger erbaut;
- die Orgel der Kathedrale von Faro ist ein wichtiges Instrument, ebenfalls von Arp Schnitger, aus den Jahren 1715/1716 mit 25 Registern auf zwei Manualen und Pedal.

Im Bereich der klassischen Musik hat Portugal keine international bedeutenden Komponisten vorzuweisen. Im 18. und 19. Jahrhundert waren es einzelne Komponisten wie Carlos Seixas, João Domingos Bomtempo, José Vianna da Motta oder Luís de Freitas Branco, die zwar für Portugal bedeutende Werke schrieben, jedoch keine nennenswerte internationale Aufmerksamkeit erreichten. Hingegen gehörte Luísa Todi (La Todi, 1753–1833) zu den europaweit berühmtesten Sängerinnen ihrer Zeit.
Im 20. Jahrhundert wurde die Tradition portugiesischer klassischer Musik von Komponisten wie Emmanuel Nunes, António Victorino de Almeida oder Eurico Carrapatoso fortgesetzt. Der Tenor Lomelino Silva erlangte in den 1920er- und 1930er-Jahren internationalen Ruhm, geriet danach jedoch in Vergessenheit.
Zum Ende des 20. Jahrhunderts konnte Portugal international bedeutende Komponisten vorweisen: Emmanuel Nunes, der unter anderem einen Lehrauftrag in Paris innehatte, Jorge Peixinho, den man als wichtigste Figur der zeitgenössischen Musik Portugals seiner Generation bezeichnen kann, und Joao Pedro Oliveira mit Lehraufträgen in Portugal und Brasilien.
Maria Joao Pires, Mário Laginha, Pedro Burmester, António Pinho Vargas oder Bernardo Sassetti wurden sowohl in der Klassik als auch im Jazz bedeutende moderne Komponisten und Interpreten über die Landesgrenzen hinweg.
Der Jazzclub Hot Clube de Portugal in Lissabon gilt als ältester noch bestehender Jazzclub Europas. Mit einer Reihe Jazzfestivals und zahlreichen Musikern ist die Jazzszene weiter lebendig im Land, mit Namen wie dem Trompeter Sei Miguel, dem Bassisten Carlos Bica, dem Gitarristen Manuel Mota, oder der bekannten Sängerin Maria João. Im Free Jazz und neuer Improvisationsmusik weist Portugal eine Reihe aktiver Musiker auf, etwa Carlos Zingaro, Ernesto Rodrigues, Carlos Maria Trindade oder Vítor Rua.
Der ehemalige Madredeus-Musiker Rodrigo Leão konnte sich mit seinen modern-klassischen Kompositionen im zeitgemäßen und doch traditionellen Gewand sowohl in seiner Heimat, als auch international einen Namen machen. Das Akkordeon-Quartett Danças Ocultas erhielt international ebenfalls einige Aufmerksamkeit. Auch gewann Portugal 2017 mit dem Sänger Salvador Sobral den 62. Eurovision Song Contest in Kiew.

#### Liedermacher und Folk
Aus der Zeit des faschistischen Estado Novo unter Salazar kommt eine kritische Liedermachertradition. Bekannteste Vertreter dieser Protestbewegung waren José Afonso (häufig Zeca genannt) und Adriano Correia de Oliveira, während Vertreter der Bewegung wie José Mário Branco und insbesondere Sérgio Godinho bis heute in der Musikszene aktiv sind. Von José Afonso stammt das Lied Grândola, Vila Morena, im Stile des Cante Alentejano gehalten, welches in der Nacht der Nelkenrevolution und darüber hinaus landesweit politische Symbolwirkung entfaltete. Wie seit 2011 schon der Fado steht seit 2014 auch der Cante auf der Liste des immateriellen Kulturerbes der Menschheit der UNESCO.
Die musikalischen Traditionen der verschiedenen Regionen werden zudem immer wieder neu belebt und zeitgemäß interpretiert, oft auch durch die Vereinigung verschiedener Musikstile. Künstler wie Trovante, Júlio Pereira oder Rão Kyao, ein Komponist, Musiker und Sänger portugiesischer Musik und des Fado hat sich durch Aufnahme musikalischer Einflüsse aus indischer Musik (Goa, ehemalige portugiesische Kolonie), aus Macau (ehemalige portugiesische Kolonie), aus dem arabischen Raum und aus Nordafrika einen Namen gemacht.

#### Pop- und Rockvarianten, Folklore
Das Popmusik-Genre, das in den 1960er-Jahren vor allem mit Beatbands wie Quinteto Académico, Conjunto Académico João Paulo und insbesondere den Sheiks in Portugal eingeführt wurde, konnte seit den 1980er-Jahren neben der Rockmusik zur bestimmenden Musik der Jugend aufsteigen, mit Namen wie Heróis do Mar, den Delfins, oder dem früh verstorbenen, exzentrischen Sänger António Variações. Die Band The Gift hat in den letzten Jahren mit ihrem vielschichtigen Pop und ihrem Amália Rodrigues-Tribut-Projekt Hoje für vergleichbar viel Aufsehen unter Musikfreunden im Land gesorgt, ebenso Silence 4 und ihr inzwischen solo auftretender Sänger David Fonseca. Die erste Eurodance-Gruppe Portugals, „Santamaria“, brachte auch Technobeats in die Diskotheken.
Über die Landesgrenzen hinaus konnte sich der Rock- und Blues-Sänger, Gitarrist und Komponist Rui Veloso einen Namen machen. Neben bekannten Gruppen wie GNR oder UHF sind die unbestritten populärste Rockband des Landes die 1978 als Punkband gegründeten Xutos & Pontapés, während Moonspell die international bekannteste Metal-Band aus Portugal ist. Aus Bands wie der als Psychobilly-Band begonnenen Gruppe Tédio Boys oder der Punkband Censurados sind einige der prägendsten Formationen der vielfältigen Underground- und Independent-Szenen im Land entstanden. Mata-Ratos sind die älteste, noch bestehende Band der Punkszene Portugals.
Jede Region Portugals besitzt ihren Folklorestil (Ranchos Folclóricos). Projekte wie die Popbands Sétima Legião oder Sitiados verbinden diese mit zeitgemäßen Popstilen. Die portugiesische Musik- und Tanztradition hat sich in Brasilien mit den Traditionen der Sklaven aus dem heutigen Angola zur Samba gemischt und ist in dieser Mischung ebenso in Portugal populär. Vor allem unter angolanischen Einwanderern ist der Kuduro beliebt. Hierbei handelt es sich um eine Musikrichtung, welche unter anderem Einflüsse des Sungura sowie des Afro Zouk beinhaltet. Der Rhythmus ist schnell und hart. Die verbreitete Kizomba ist eine Mischform aus dem angolanischen Semba und Zouk. Es handelt sich meist um romantische Lieder mit entsprechend langsamen Rhythmen. Populär sind diese beiden Musikrichtungen (jedoch die Kizomba im Besonderen) bei der jungen Generation afrikanischer Einwanderer. In den vergangenen Jahren wurde diese Musikrichtung unter Jugendlichen kulturell portugiesischer Herkunft verbreitet.
Zudem hat sich in Portugal der Hip Hop Tuga entwickelt, eine an Portugal adaptierte Version des Hip-Hop, die unter Jugendlichen populär ist. Bekannteste Vertreter wurden Da Weasel und Sam the Kid. Auch Reggae ist nach dem Erfolg der Gruppe Kussondulola in Portugal populärer geworden, mit heutigen Interpreten wie Richie Campbell, Mercado Negro oder Freddy Locks.

### Tanz
Im Bereich des Kunsttanzes ist Portugal seit Anfang der 1990er-Jahre recht erfolgreich und gehört mit Russland zu den wichtigsten Ländern in Europa auf diesem Gebiet. Zahlreiche Tänzer sowie Choreographen konnten europaweiten oder weltweiten Ruhm erlangen: Rui Horta, João Fiadeiro, Clara Andermatt. Dabei werden oftmals moderne und innovative Formen eingesetzt, neue Stile entwickelt. An der Ausbildung junger Tänzer ist Portugal regelmäßig beteiligt. Die Tanzkultur in Portugal wird als Nova Dança Portuguesa bezeichnet.

### Bildende Kunst
In der Malerei und Bildhauerei erreichten portugiesische Künstler nie große Bekanntheit. Das lag an diversen Gründen: Zum einen gab es keine neuen, innovativen Techniken und Formen aus dem Land. Oft wurden viele Gemälde und Skulpturen zur Ehre Gottes nur für bestimmte Klöster oder Kirchen erschaffen, ohne dass die Namen der Künstler bekannt waren (die oftmals ihren Namen absichtlich nicht angaben). Daneben spielte die oft schwierige Aussprache portugiesischer Namen sowie die Zerstörung von Kunst durch das Erdbeben von 1755 und durch napoleonische Truppen Anfang des 19. Jahrhunderts eine entscheidende Rolle. Dennoch hat auch Portugal viele Maler hervorgebracht. Die heutige Malerei ist an den Tendenzen moderner Malerei ausgerichtet.
Im Mittelalter und der Renaissance waren es oftmals ausländische Maler, die in Portugal wirkten, etwa aus Flandern, die aber keine berühmten Maler waren, sondern dort, weil sich durch die großen Meister ihres Landes verdrängt worden waren, dann in Portugal wirkten konnten. Bedeutende Namen aus dieser Zeit waren Nuno Gonçalves, Gregorio Lopes und Grão Vasco.
Barock, Rokoko und beginnendes 19. Jahrhundert wurde durch Maler wie Domingos de Sequeira, Vieira Portuense oder Francisco Augusto Metrass abgedeckt.
Im 20. Jahrhundert dann kamen viele Maler: Paula Rego, Almada Negreiros, Mário Eloy, Santa Rita Pintor, Maria Helena Vieira da Silva, Amadeo de Souza-Cardoso und viele andere.

### Architektur
Baustile umfassen nahezu alle Epochen der europäischen Kunstgeschichte. Klöster, Kirchen, Burgen, Schlösser und staatliche Einrichtungen wurden oftmals nach den in Europa vorherrschenden Stilen wie z. B. Gotik oder Neoklassizismus, erbaut. Der Architekt Álvaro Siza Vieira erhielt den Pritzker-Preis, ebenso sein Landsmann Eduardo Souto de Moura. Weitere bekannte Architekten waren oder sind Raoul Mesnier de Ponsard (ein Eiffel-Schüler), Miguel Ventura Terra, Tomas Taveira.
In der Dekoration (Baudekoration) konnte Portugal vor allem durch den Manuelismus und die Azulejo-Kunst eine eigene, nationale Note erreichen.

### Küche

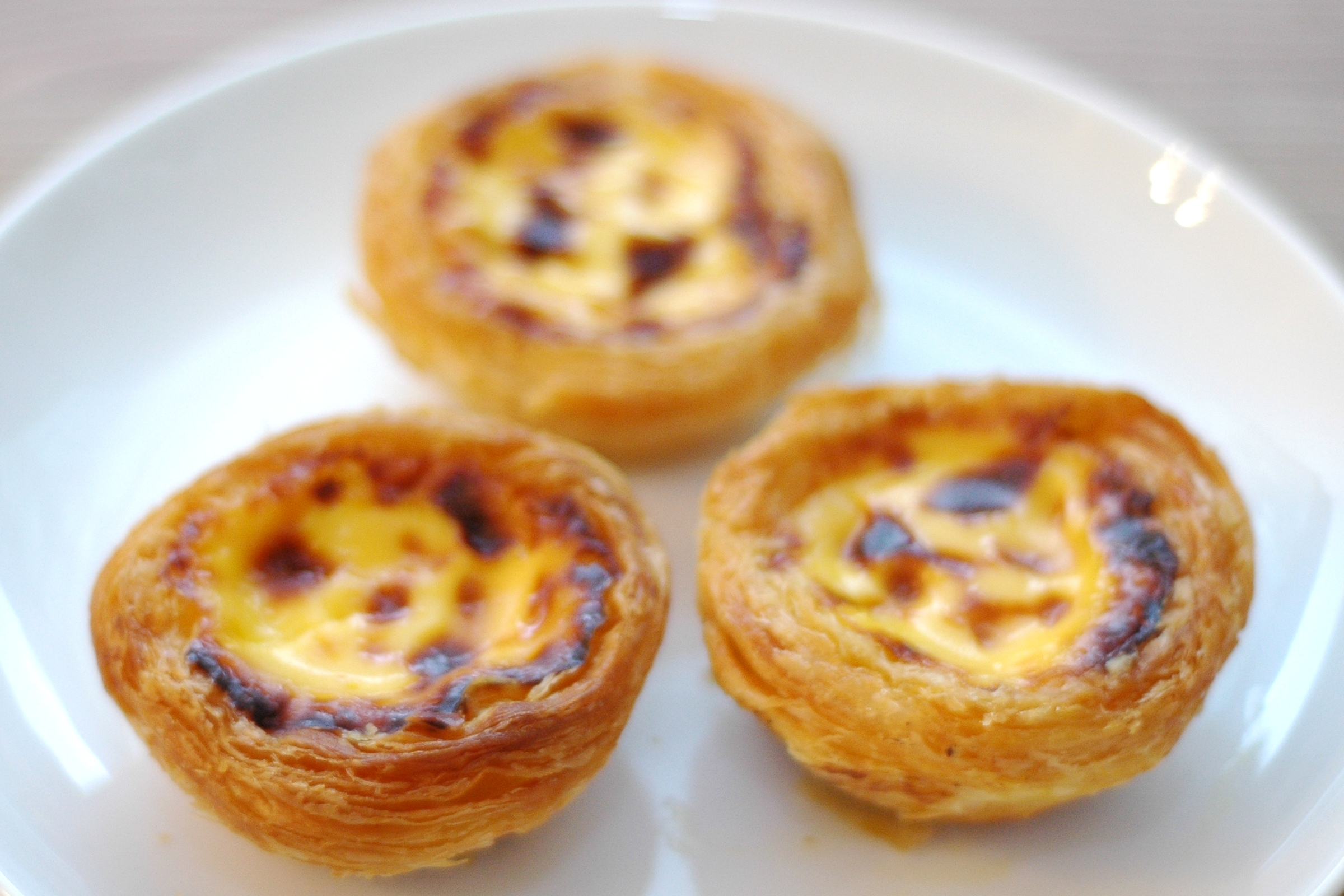
Pastéis de Nata

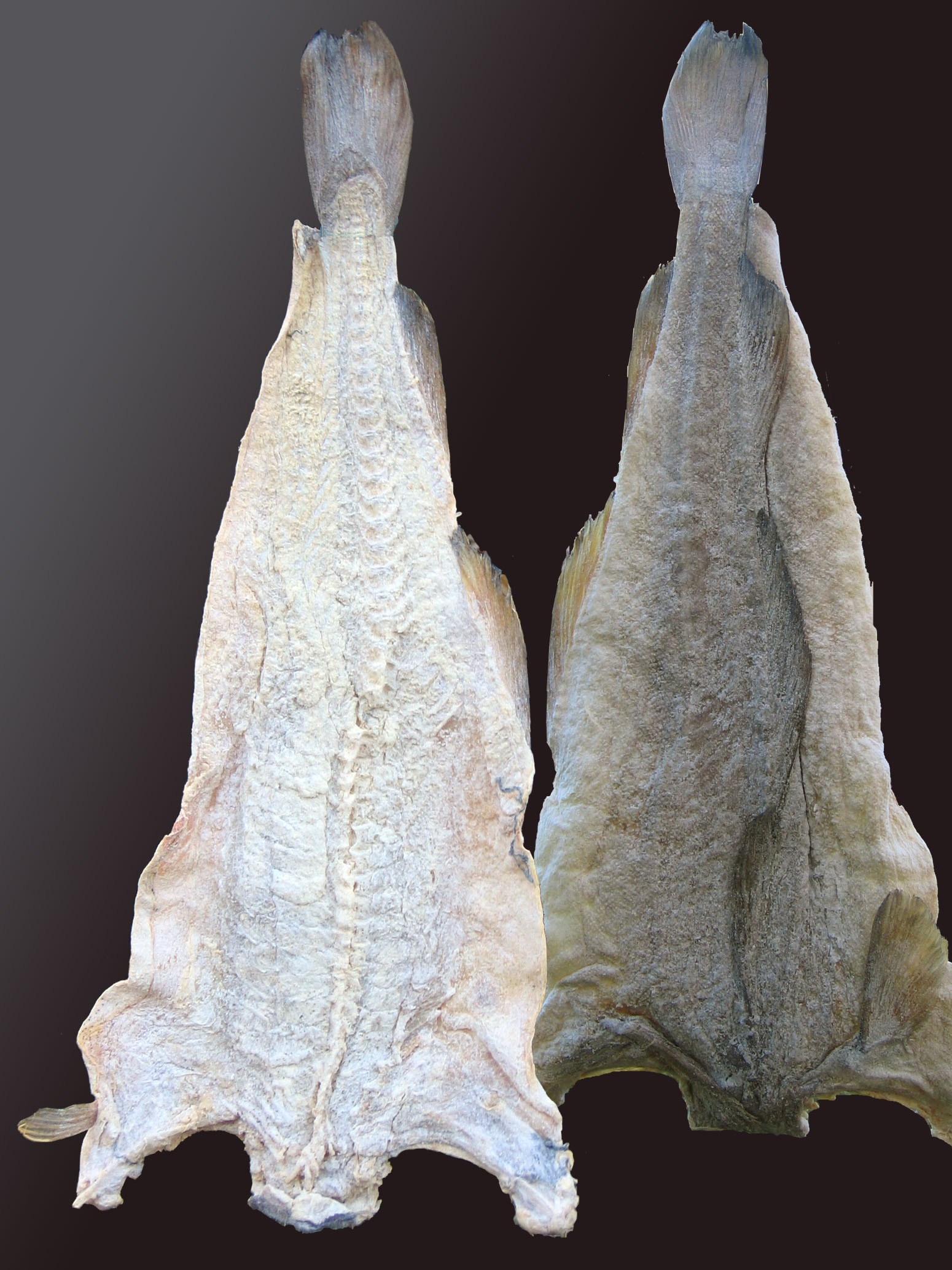
Bacalhau – das portugiesische Nationalgericht vor der Verarbeitung

Die portugiesische Küche ist mannigfaltig, sie folgt in mancher Hinsicht der iberischen Tradition, darüber hinaus nahm sie jedoch viele Elemente aus den kolonisierten Gebieten auf. Nach der maurischen Herrschaft über Portugal blieben auch viele nordafrikanische Einflüsse erhalten, dazu gehören der starke Gebrauch von Zucker, Zimt, Gewürzen und Eidotter.
Als Nationalgericht Portugals gilt der Bacalhau. Bereits seit dem 13. Jahrhundert spielte diese Art Trocken- und Salzfisch in der Ernährung der Portugiesen eine bedeutende Rolle. Heute sagt man, dass es in der portugiesischen Küche ein Bacalhau-Rezept für jeden Tag des Jahres gibt. Sardinen, im 16. Jahrhundert das billigste Nahrungsmittel im Land, sind auch heute ein traditionelles Essen. So sind gegrillte Sardinen (Sardinhas Assadas) insbesondere im Sommer sehr populär. Zahlreiche weitere Gerichte wie Caldeirada, Amêijoas à Bulhão Pato, Rissóis de Camarão oder Arroz de marisco unterstreichen die Bedeutung von Fisch und anderen Meeresprodukten in der portugiesischen Küche.
Typisch sind außerdem Suppen wie Caldo verde, eine Grünkohl-Kartoffelsuppe aus dem portugiesischen Kohl Couve-galega, die typischerweise mit Broa (Maisbrot) und Chouriço serviert wird, oder die Sopa alentejana mit Brot, Ei, Koriander, Knoblauch und Olivenöl. Fleisch wurde im Mittelalter Portugals nur sehr wenig gegessen, trotzdem sind Würste (enchidos) verbreitet und es gibt einige berühmte Fleischgerichte wie Cozido à portuguesa oder das populäre Schnellgericht Francesinha. Frango Assado (Gegrilltes Hähnchen) insbesondere mit scharfem Piri-Piri gewürzt, ist heute ein weitverbreitetes Gericht, das aus den afrikanischen Kolonien nach Portugal kam. Außerdem gibt es eine lange Tradition in der Käserei, nennenswert sind Queijo do Pico, Queijo Serra da Estrela oder Queijo de Azeitão.
Süßspeisen nehmen in Portugal einen ganz bedeutenden Platz ein. Die berühmten Pastéis de Nata (Pastéis de Belém) sind eine Spezialität aus Belém und verbreiteten sich in den letzten Jahren über Macau in weite Teile Südostasiens. Einige der zahlreichen weiteren Süßspeisen sind die Pastéis de Tentúgal, die Ovos moles de Aveiro, oder auch der vor allem zu Weihnachten verbreitete Bolo Rei. Vor allem im Herbst werden traditionell geröstete Maronen an kleinen Straßenständen verkauft.
Für seinen Wein ist Portugal bekannt. Seit der Römerzeit wird Portugal mit dem Gott des Weines und der Feste, Bacchus/Dionysos, assoziiert. Einige portugiesische Weine gehören zu den besten der Welt. Eine bekannte Weinspezialität ist der spritzig-moussierende Vinho Verde. Weltbekannt ist der Portwein, während von der Insel Madeira ein weiterer bekannter Likörwein aus Portugal stammt, der Madeira. Daneben gibt es auch einige einheimische Bierbrauereien.

### Volksfeste
Im Juni finden in ganz Portugal Feste zu Ehren der drei Volksheiligen (Santos Populares) statt. Diese drei Heiligen sind Antonius, Johannes und Petrus. Gefeiert wird mit Wein, água-pé (Most), traditionellem Brot mit Sardinen, Straßenumzügen und -tänzen, Hochzeiten, Feuer und Feuerwerk sowie viel guter Laune. Besonders bekannt sind die Straßenumzüge, die Marchas Populares, der Hauptstadt Lissabon, bei denen Tanzgruppen aus den historischen Stadtvierteln gegeneinander antreten.
Santo António wird in der Nacht vom 12. auf den 13. Juni gefeiert, vor allem in Lissabon (wo dieser Heilige geboren wurde und lebte), wo eine Art Straßenkarneval (Marchas Populares) stattfindet. Zu diesen Tagen gibt es Hochzeiten, die Casamentos de Santo António. Der populärste Heilige ist São João (hl. Johannes), für den am Johannistag vor allem in Porto und Braga gefeiert wird, wobei es Sardinen und Caldo Verde (eine traditionelle Suppe) gibt. Zu Ehren von São Pedro wird am 28. und 29. Juni gefeiert, besonders in Póvoa de Varzim und Barcelos, wobei diese Feste dem Meer gewidmet sind. Dabei gibt es Feuer (fogeiras) und einen Straßenkarneval.

### Sport

#### Fußball

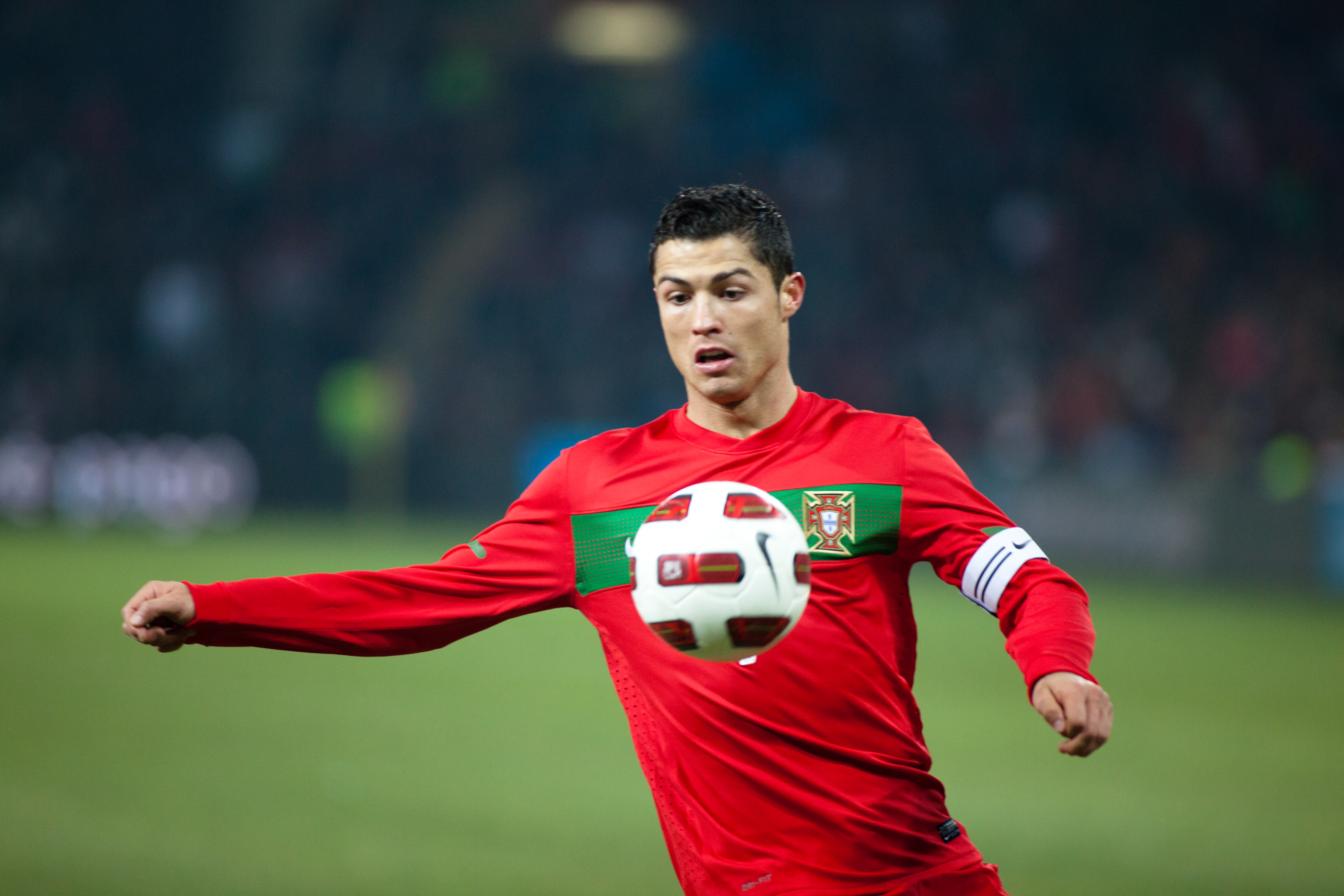
Portugals Fußballer Cristiano Ronaldo im Nationaltrikot

Fußball ist der am meisten ausgeübte Sport in Portugal. Der portugiesische Fußball hat Weltklassespieler wie Eusébio, Nené, Paulo Sousa, Rui Costa, Nani, Cristiano Ronaldo, Vítor Baía, Deco, Fernando Meira oder Luís Figo hervorgebracht. Im Jahr 2004 wurde die Fußball-Europameisterschaft in Portugal ausgetragen, bei der die portugiesische Nationalmannschaft nach Griechenland Vize-Europameister wurde. Das Erreichen des dritten Platzes bei der WM 1966 war lange Zeit der größte Erfolg der portugiesischen Fußballgeschichte, bis zum Gewinn der EM 2016 in Frankreich. Die höchste Spielklasse, die Primeira Divisão, wird von den drei bedeutendsten Vereinen FC Porto, Sporting Lissabon, und dem Rekordmeister Benfica Lissabon dominiert. Erster Gewinner des Landespokals Taça de Portugal wurde 1939 Académica Coimbra, der ihn 2012 erneut gewinnen konnte, und dank seiner Rolle als oppositioneller Studentenverein der 1960er-Jahre eine besondere Geschichte vorweisen kann. Weitere Traditionsvereine sind Belenenses Lissabon, Boavista Porto und Vitória Setúbal. Neben Fußball sind noch Futsal und Strandfußball verbreitet, und Portugal hat dort Erfolge zu verzeichnen.

#### Kanusport
Auch im Kanusport kann Portugal Erfolge vorweisen, etwa seine Silbermedaille bei Olympia 2012. Der portugiesische Kanuhersteller Nelo ist Weltmarktführer und rüstete auch die Mehrzahl der erfolgreichen Olympia-Wettbewerbsteilnehmer 2012 aus. In der Kleinstadt Montemor-o-Velho hat der portugiesische Kanuverband mit seinem Leistungszentrum seinen Schwerpunkt. Hier wurden auch mehrmals internationale Veranstaltungen ausgerichtet, zuletzt die Kanurennsport-Europameisterschaften 2013.

#### Laufen
Insbesondere portugiesische Langstreckenläufer waren häufig international erfolgreich. Die bekannteste weibliche Läuferin dürfte die olympische Goldmedaillengewinnerin Rosa Mota sein, während Carlos Lopes 1984 im Marathonlauf die erste olympische Goldmedaille für Portugal überhaupt holte.
Die Orientierungslauf-Europameisterschaften 2014 richtete Portugal aus. Seit 1991 findet in der Hauptstadt mit dem Lissabon-Halbmarathon jährlich im März auch einer der weltweit bedeutendsten Halbmarathonläufe statt.

#### Motorsport
In der Nähe des Seebades Estoril, nahe der Atlantikküste, befindet sich mit dem Circuito do Estoril eine bekannte Rennstrecke für Auto- und Motorradrennen, auf der jahrelang der Formel 1 Grand Prix von Portugal ausgefahren wurde. Auch als Teststrecke für Rennwagen wird der Kurs in Estoril genutzt.
In der Hafenstadt Portimão ist das Autódromo Internacional do Algarve, wo die Superbike-Weltmeisterschaft und die FIA-GT-Meisterschaft ausgerichtet werden. 2020 wurde auf dieser Strecke der erste portugiesische Formel-1-Grand-Prix seit 1996 ausgetragen.
In der Stadt Santarém befindet sich ein bekanntes Speedway-Stadion, in dem auch bereits internationale Meisterschaften ausgefahren wurden, wie die Europäische Speedway-Club-Meisterschaft im Jahre 2000.

#### Radsport

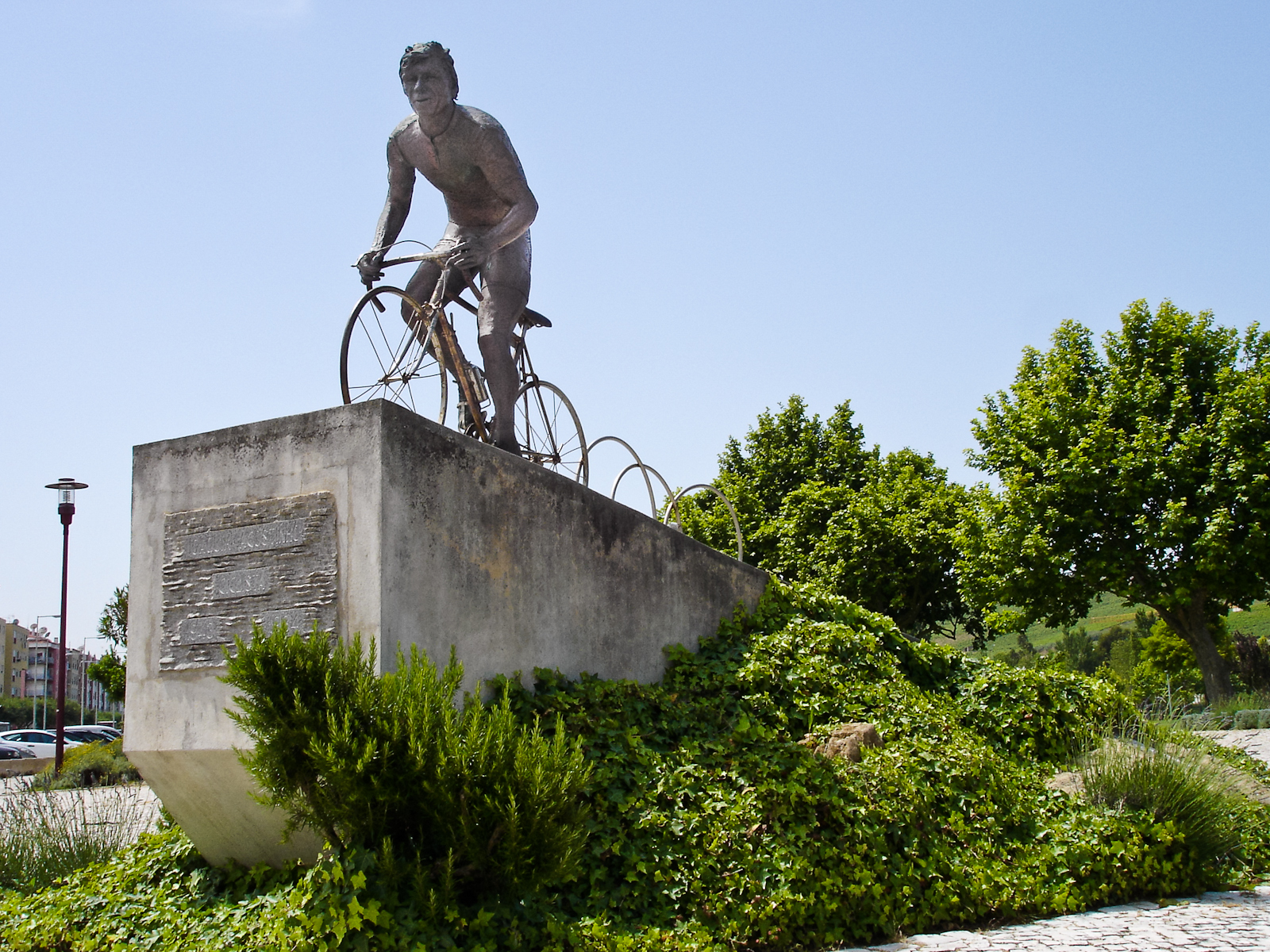
Denkmal für Joaquim Agostinho in Torres Vedras

Seit 1927 wird mit der Volta a Portugal ein landesweites Rennen des populären Radsports veranstaltet. Beliebte Radfahrer waren der erste Berufssportler Portugals 1896, José Bento Pessoa, der zweimalige Tour-de-France-Dritte Joaquim Agostinho, oder auch Alves Barbosa, der auf dem Höhepunkt seiner Popularität 1958 Titelheld des ersten Werks des Portugiesischen Films in Cinemascope wurde.

#### Surfen und Segeln
Ganzjährig bieten die Küsten im Süden und Westen ideale Bedingungen zum Wellenreiten. Einige der besten Surfspots Europas ziehen Surfer aus aller Welt an, etwa in Ericeira, das weltweit dritte und Europas erstes Surfreservat. Unter den vielen weiteren Surfspots sind das traditionsreiche Seebad Figueira da Foz, der nahe Lissabon gelegene Strand Praia do Guincho, oder auch das frühere Fischerdorf Nazaré, das für seine besonders große Welle bekannt ist. Seit dem Jahr 2010 ist Portugal einer der offiziellen Stopps der WSL Championship Tour. Jedes Jahr veranstaltet das Land den „MEO Rip Curl Pro Portugal“ am Supertubos-Strand in Peniche. Der beste portugiesische Surfer ist Frederico Morais. In der WSL Championship Tour erreichte er 2017 den 14. Platz in seinem Rookie-Jahr. Vasco Ribeiro gewann 2014 die Junioren-Weltmeisterschaft der Männer und Teresa Bonvalot gewann 2016 und 2017 die Junioren-Europameisterschaft der Frauen.
Segeln hat eine lange Tradition in Portugal. Bekannt dafür sind insbesondere die Azoren, etwa mit der Les Sables–Les Açores–Les Sables-Regatta oder dem international bekannten Treffpunkt, der Stadt Horta. Segelveranstaltungen finden zudem an der Algarve und im Großraum Lissabon statt. So fanden die ISAF-Segel-Weltmeisterschaften 2007 in Cascais statt, das auch für seinen Yachthafen bekannt ist.

#### Tennis und Badminton

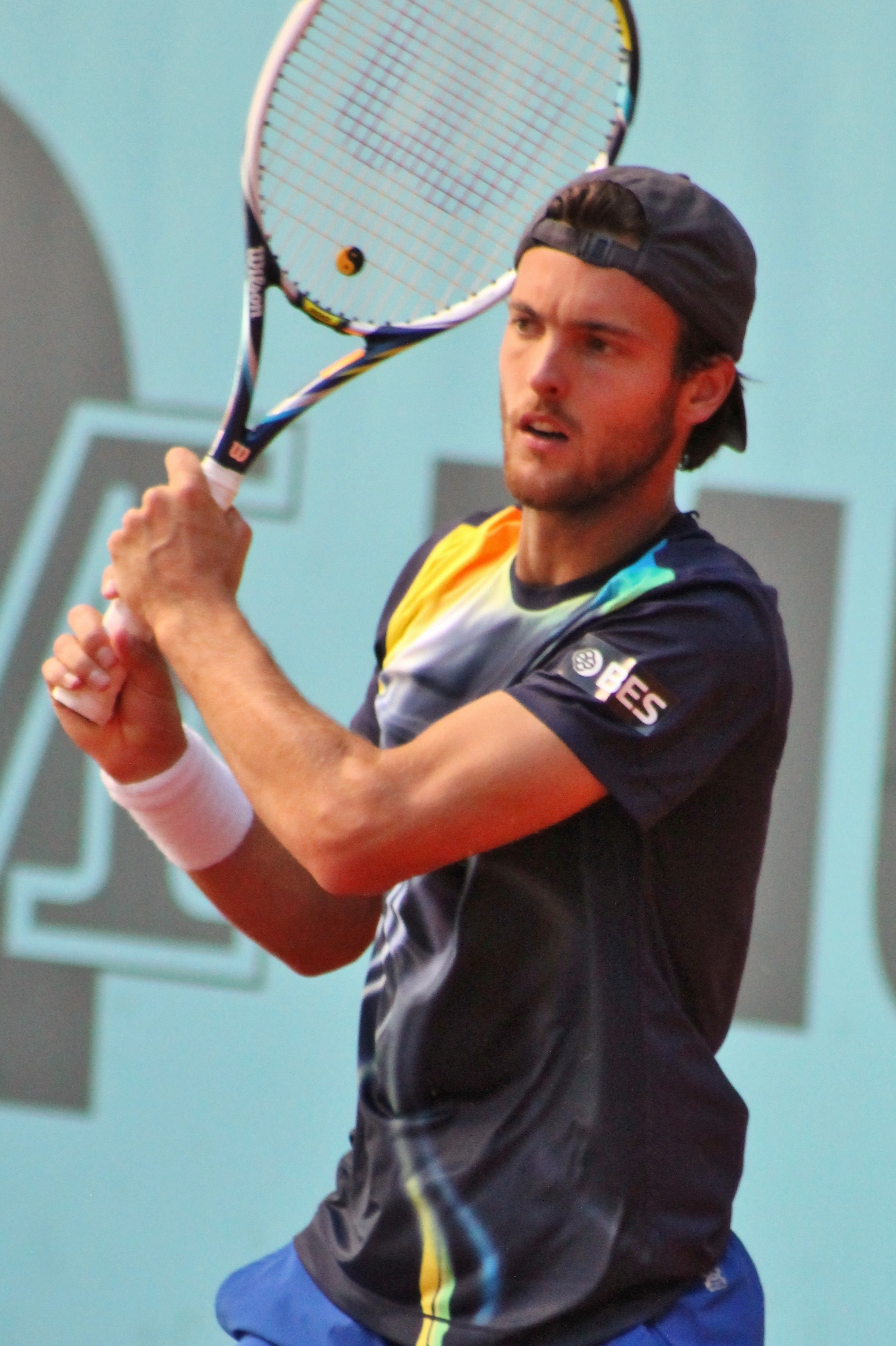
João Sousa (2014)

Mit dem ATP Estoril (ab 1990) bei den Herren sowie den WTA Oeiras (1999–2014) bei den Damen finden in Portugal bekannte internationale Tennisturniere der höchsten Turnierserie statt. Ehemals ausgetragene Turnieren waren die ATP Porto (1995–1996) bzw. WTA Porto (2001–2002). Darüber hinaus wurden und werden einige Turniere der ATP Challenger Tour in Portugal ausgetragen. Zuletzt war João Sousa aus Guimarães der vielversprechendste portugiesische Tennisspieler. Am 14. Juli 2014 erreichte er mit dem 35. Platz seine bisher beste Platzierung in der Tennisweltrangliste.
Für portugiesisches Badminton ist dagegen Caldas da Rainha der wichtigste Ort, etwa als häufiger Austragungsort für Turniere der Portugal International, und als Sitz des portugiesischen Badmintonverbandes. Als erfolgreichste Spielerin kann Isabel Rocha gelten, die in den 1960er- und 1970er-Jahren insgesamt 32 nationale Titel gewann. Als besonders erfolgreicher männlicher Spieler ist José Bento zu nennen. Er stammte aus Lourenço Marques, der heute Maputo genannten Hauptstadt der damaligen portugiesischen Kolonie Mosambik, und dominierte besonders während der 1970er-Jahre das Badminton in Portugal.

#### Wintersport
Außerhalb Portugals eher unbekannt sind die Snowboard-Meisterschaften in den Skigebieten der Serra da Estrela, oder auch der portugiesische Eishockeyverband Federação Portuguesa de Desportos no Gelo.

#### Schach
Heute
Mit 13 Landesmeisterschaften ist Joaquim Durão Rekordmeister im Schach. Erfolgreichste weibliche Spielerin ist Catarina Leite, während Schachgroßmeister Luís Galego der aktuell bedeutendste Schachspieler Portugals sein dürfte.
Der Portugiesische Schachverband FPX (Federação Portuguesa de Xadrez) ist seit seiner Gründung 1927 Mitglied im Weltverband FIDE und organisiert die wichtigsten Turniere im Land, darunter den Landespokal (Taça de Portugal) und den dreigliedrigen Ligabetrieb für Vereine (Campeonatos Nacionais por Equipa), mit der Primeira Divisão als oberster Spielklasse. Heute sind in Portugal über 100 Schachvereine und etwa 4.000 Spieler im FPX organisiert.
Geschichte
Schach wurde in Portugal im 14. und 15. Jahrhundert besonders populär. König D. João I. lobte das Schachspiel Anfang des 14. Jahrhunderts in seinem Buch Livro de Montaria als ausgezeichnetes militärisches Training, und D. João II. spielte gerne, vor allem auf Reisen.
1512 erschien in Rom das Italienisch verfasste, europaweit verbreitete Schachbuch Libro da imparare giocare a scachi des Portugiesen Damiano de Odemira. In Pietro Carreras im Jahr 1617 veröffentlichten Werk Il Gioco degli Scacchi fand sich auch eine Liste der besten Schachspieler. Auf dem 32. Platz wurde dort der portugiesische König D. Sebastião I. aufgeführt, nach Ruy López und vor dem spanischen König Philipp II., der 1575 das erste internationale Schachturnier der Welt ausgerichtet hatte. Damiano de Odemira wurde auf dem 25. Platz gelistet, jedoch wurde er als Spanier aufgeführt, da Portugal 1580 durch Erbfolge an Spanien gefallen war (Iberische Union, bis 1640).

#### Weitere Sportarten und internationale Veranstaltungen
José Oliveira de Sousa ist der erfolgreichste portugiesische Dartspieler. 2020 gewann er den Grand Slam of Darts, was den ersten Sieg eines Portugiesen bei einem Darts-Major-Turnier bedeutet.
Portugiesische Sportler sind international im Beachvolleyball und insbesondere im Rollhockey erfolgreich, wo sie mit Spanien im Wechsel Rekord-Rollhockey-Weltmeister sind. Traditionelle Sportarten Portugals wie das Jogo do pau sind dagegen international weitgehend unbekannt.
Rugby Union erfreut sich ebenfalls zunehmender Beliebtheit. Die portugiesische Nationalmannschaft qualifizierte sich 2007 erstmals für eine Rugby-Union-Weltmeisterschaft, bei dem Turnier in Frankreich landete man in der Gruppenphase jedoch auf dem letzten Platz; 2023 gelang erneut die Qualifikation, wobei ihnen in der Vorrunde jeweils ein Sieg und ein Unentschieden gelang. Portugal ist einer der Teilnehmer bei der Rugby-Union-Europameisterschaft und trifft dort auf andere aufstrebende Nationalmannschaften. 2002–2004 konnte man dieses Turnier erstmals gewinnen. Als Heimatstadion dient das Estádio Universitário de Lisboa in Lissabon.
Portugal richtete eine Vielzahl internationaler Sportveranstaltungen aus, neben der Fußball-Europameisterschaft 2004 sind so verschiedene Turniere wie die Handball-Europameisterschaft der Männer 1994, die Handball-Weltmeisterschaft 2003 oder die Spiele der Portugiesischsprachigen Länder, die Jogos da Lusofonia 2009 zu nennen. Inline-Speedskating-Europameisterschaften fanden mehrmals in Portugals statt, so 1989, 1995, 2001 und 2007.
Special Olympics Portugal wurde 1987 gegründet und nahm mehrmals an Special Olympics Weltspielen teil.

### Bibliothekswesen

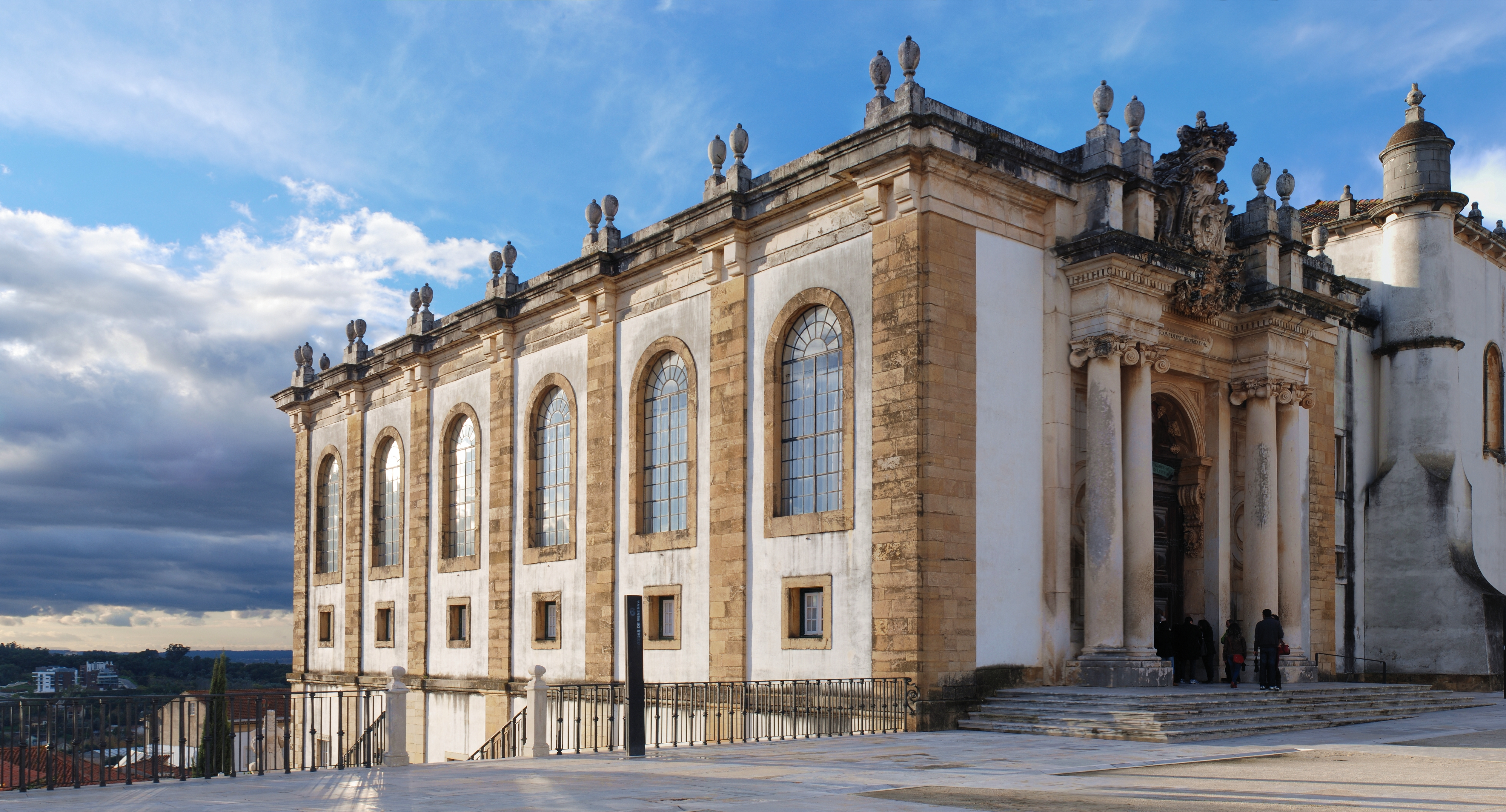
Gebäude der alten Bibliothek Joanina der Universität von Coimbra

Portugal verfügt, ausgehend von mittelalterlichen und klösterlichen Sammlungen, über eine lange Bibliothekstradition. So entwickelten sich bis heute vielfältige Bibliothekstypen, wie wissenschaftliche Bibliotheken, Universitätsbibliotheken, öffentliche Bibliotheken, Bibliotheken der zentralen Verwaltung und Spezialbibliotheken. Die genaue Anzahl von Bibliotheken und der Gesamtbestand an Medien sind nicht bekannt (die LIB2-Studie von 1986 ermittelte 556 portugiesische Bibliotheken). Systematische und methodische Arbeiten zur Förderung des öffentlichen Bibliothekswesens und der Bibliothekswissenschaft begannen Ende des 19. Jahrhunderts.
In der Zeit des Estado Novo (1928–1974) waren die Bedeutung der Bibliotheken und die Bibliotheksarbeit selbst durch Zensur und Restriktionen stark eingeschränkt. Dadurch gibt es bis heute Defizite in der Entwicklung des Bildungs- und Bibliothekssystems. Die jahrzehntelange Diktatur begünstigte eine mangelnde Volksbildung und den Analphabetismus. Nach der Nelkenrevolution 1974 kam es zur Demokratisierung im Bildungs- und Kulturbereich.
Gegen die mangelnde Volksbildung und den Analphabetismus wurde systematische Erwachsenenbildung und Leseförderung betrieben. Die besorgniserregende Situation der öffentlichen Bibliotheken hatte zahlreiche Initiativen und Neuregelungen innerhalb des Bibliothekswesens zur Folge, z. B. 1983 das „Manifest des öffentlichen Lesens“. 1986 wurde dies durch eine Gesetzgebung zur Schaffung und Koordinierung eines Netzes des öffentlichen Lesens untermauert. Gleichzeitig kam es zur in Portugal erst relativ spät einsetzenden Automatisierung der Bibliotheksarbeit und zum Einsatz moderner Informationstechnik, zunächst in Universitätsbibliotheken und der Nationalbibliothek „Biblioteca Nacional de Lisboa“.
Letztere war die erste öffentliche Bibliothek, die 1796 als Königlich-öffentliche Hofbibliothek gegründet wurde. Sie betreibt z. B. die nationale bibliographische Datenbank PORBASE. Diese enthält über 1 Million Titeleinträge, 800.000 Verfassereinträge von etwa 134 Bibliotheken und Dokumentationszentren und die Portugiesische Nationalbibliographie. Die Nationalbibliothek und vermutlich fast alle anderen Bibliotheken arbeiten mit dem Bibliothekssystem CDS/ISIS und dem Datenaustauschformat UNIMARC.
Eine Archivar- und Bibliothekar-Ausbildung ist über ein Studium an den staatlichen Universitäten Coimbra, Lissabon und Porto möglich. Einige zum Teil staatliche Institutionen übernehmen Koordinierungsaufgaben und unterstützen die Förderung des portugiesischen Buches und die Kooperation und Unterstützung von Bibliotheken.
Durch umfangreiche innovative Arbeiten der letzten Jahre hat das portugiesische Bibliothekswesen den Anschluss an europäische und internationale Standards geschafft. Noch existierende Defizite sollen durch Förderung des Lesens und der Bibliotheken und durch internationale Zusammenarbeit weiter abgebaut werden.

### Medien/Neue Medien

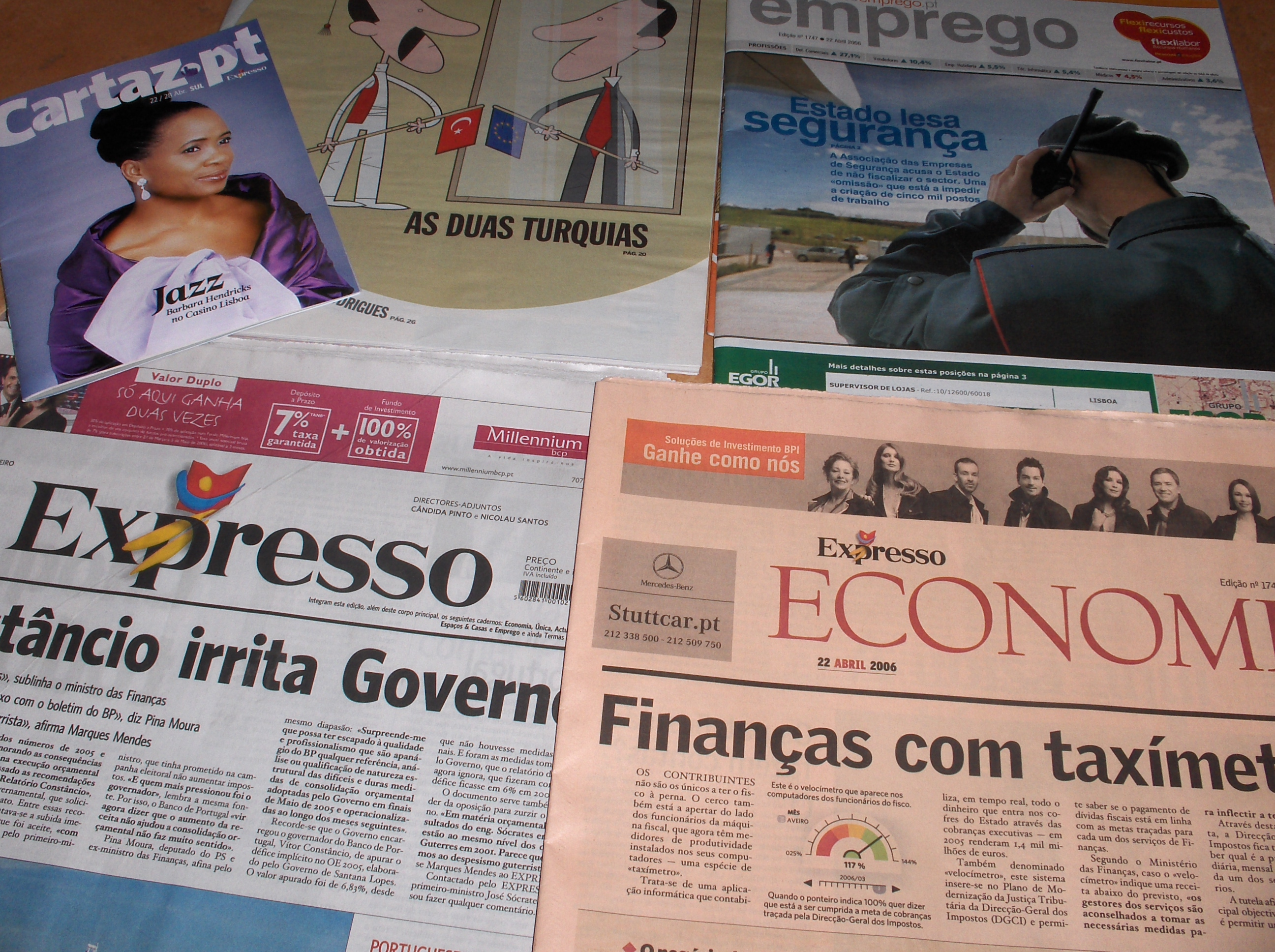
Eine komplette Expresso-Ausgabe aus dem Jahre 2006

Vier Hauptfernsehkanäle können im ganzen Land per Antenne empfangen werden: RTP1 und RTP2, die vom staatlichen portugiesischen Rundfunk Rádio e Televisão de Portugal (RTP) betrieben werden und die privaten Kanäle SIC (Grupo Sonae) und TVI (Media Capital, davon 32 % RTL Group). Das Programm wird bei diesen Sendern, außer dem kulturell ausgerichteten RTP2, besonders am Abend stark von brasilianischen und portugiesischen Telenovelas bestimmt; die Nachrichtensendungen sind mit meist ein bis zwei Stunden Dauer sehr lang und in hohem Maße auf das Tagesgeschehen in Portugal ausgerichtet. Fremdsprachige Spielfilme werden angesichts des kleinen Binnenmarktes selten synchronisiert, sondern mit Untertiteln gezeigt. Der Auslandssender RTP Internacional kann u. a. auch in Mitteleuropa empfangen werden und zeigt eine Auswahl der vier Programme, während RTP África aus den portugiesischsprachigen Ländern Afrikas berichtet. Daneben gibt es eine Vielzahl von Kabelkanälen, zu nennen ist insbesondere Sport TV und brasilianische Sender. In Porto und Lissabon gibt es Lokalsender, zudem unterhält die RTP auf Madeira und den Azoren eigene Sendeanstalten.
Es gibt etwa 150 Radiostationen in Portugal. Die Sender der RTP, des katholischen Rádio Renascença und der TSF sind landesweit zu empfangen. Die RTP ist über Kurzwelle auch in Mitteleuropa zu hören, allerdings nur auf Portugiesisch.
Unter den zahlreichen Zeitungen, die in Portugal gedruckt werden, findet ein Konsolidierungs- und Konzentrationsprozess statt, bei dem viele der kleinen Blätter aufgeben müssen. Bedeutende täglich erscheinende Zeitungen sind der konservativ-liberale Diário de Notícias, der linksliberale Público (beide aus Lissabon) und das Jornal de Notícias aus Porto, dazu die Boulevardzeitung Correio da Manhã. Wichtige Wochenzeitungen sind Expresso und Sol, auch das politische Wochenmagazin Visão und die Musikzeitung Blitz sind zu nennen. Jornal de Letras gehört zu den bedeutendsten Kulturzeitungen des Landes, während Jornal de Negócios und der Diário Económico die bedeutenden Wirtschaftszeitungen sind. Destak und Metro sind die wichtigsten Gratiszeitungen in Portugal.
Sehr große Auflagen haben Sportzeitungen, die täglich erscheinen und sich fast ausschließlich mit Fußball beschäftigen – die bedeutendsten sind O Jogo, A Bola und Record. Die Benfica Lissabon nahestehende A Bola ist die auflagenstärkste Zeitung in Portugal.
Die Betreiber der Seite Football Leaks sind Whistleblower aus Portugal.
Von Bedeutung sind auch die zahlreichen Lokalzeitungen. Unter den Regionalzeitungen sind OMIRANTE und der Diário As Beiras zu nennen.
Im Bereich der Klatschpresse sind die wöchentlich erscheinenden Magazine Maria und Nova Gente die auflagenstärksten. Die bedeutendste Parteizeitung ist der Avante! von der Portugiesischen Kommunistischen Partei.
Im Jahr 2023 nutzten 85,8 Prozent der Einwohner Portugals das Internet.

### Feiertage
In Portugal sind gesetzlich elf fest verpflichtende Feiertage und ein optionaler, de facto aber auch fester Feiertag (Karnevalsdienstag) im Jahr festgelegt. Dazu kommt ein kommunaler Feiertag, der von jeder der 308 Kreisverwaltungen (Municípios) selbst festgelegt wird.
| Datum        | Bezeichnung                          | Portugiesischer Name         | Anmerkung                                                                   |
| ------------ | ------------------------------------ | ---------------------------- | --------------------------------------------------------------------------- |
| 1. Januar    | Neujahrstag                          | Ano Novo                     |                                                                             |
| –            | Karneval                             | Carnaval                     | (kein offizieller, aber ein De-facto-Feiertag), Dienstag 40 Tage vor Ostern |
| –            | Karfreitag                           | Sexta-Feira Santa            | Freitag vor Ostern                                                          |
| –            | Ostern                               | Páscoa                       | Ostersonntag                                                                |
| 25. April    | Tag der Freiheit                     | Dia da Liberdade             | Nelkenrevolution 1974                                                       |
| 1. Mai       | Tag der Arbeit                       | Dia do trabalhador           |                                                                             |
| 10. Juni     | Portugal-Tag                         | Dia de Portugal              | Tod von Luís de Camões im Jahre 1580                                        |
| –            | Fronleichnam                         | Corpo de Deus                | Donnerstag, 60 Tage nach Ostern                                             |
| 15. August   | Mariä Himmelfahrt                    | Assunção                     |                                                                             |
| 5. Oktober   | Errichtung der Republik              | Implantação da República     | im Jahre 1910                                                               |
| 1. November  | Allerheiligen                        | Todos os santos              |                                                                             |
| 1. Dezember  | Wiederherstellung der Unabhängigkeit | Restauração da Independência | im Jahr 1640                                                                |
| 8. Dezember  | Unbefleckte Empfängnis               | Imaculada Conceição          | Schutzheilige von Portugal                                                  |
| 25. Dezember | Weihnachten                          | Natal                        |                                                                             |

Anmerkung: Jeder Kreis hat einen eigenen kommunalen Feiertag, oft für den Heiligen Antonius am 13. Juni (port.: Santo António), den Heiligen Johannes (Johannistag) am 24. Juni (port.: São João) oder den Heiligen Petrus (Peter und Paul) am 29. Juni (port.: São Pedro). Wenn der Kreis einen solchen Feiertag nicht hat, ist Karneval ein gesetzlicher Feiertag. Der Karneval wird wie ein normaler Feiertag behandelt, insbesondere Staatsbedienstete haben an diesem Tag normalerweise frei. Der erfolglose Versuch im Jahre 1995, diese Regelung abzuschaffen, kostete den damaligen Ministerpräsidenten Cavaco Silva viel Popularität. Daneben wurde zwischenzeitlich der 24. Juni als Feiertag diskutiert (Unabhängigkeit Portugals im Jahre 1128).